# Kaiserdom St. Bartholomäus

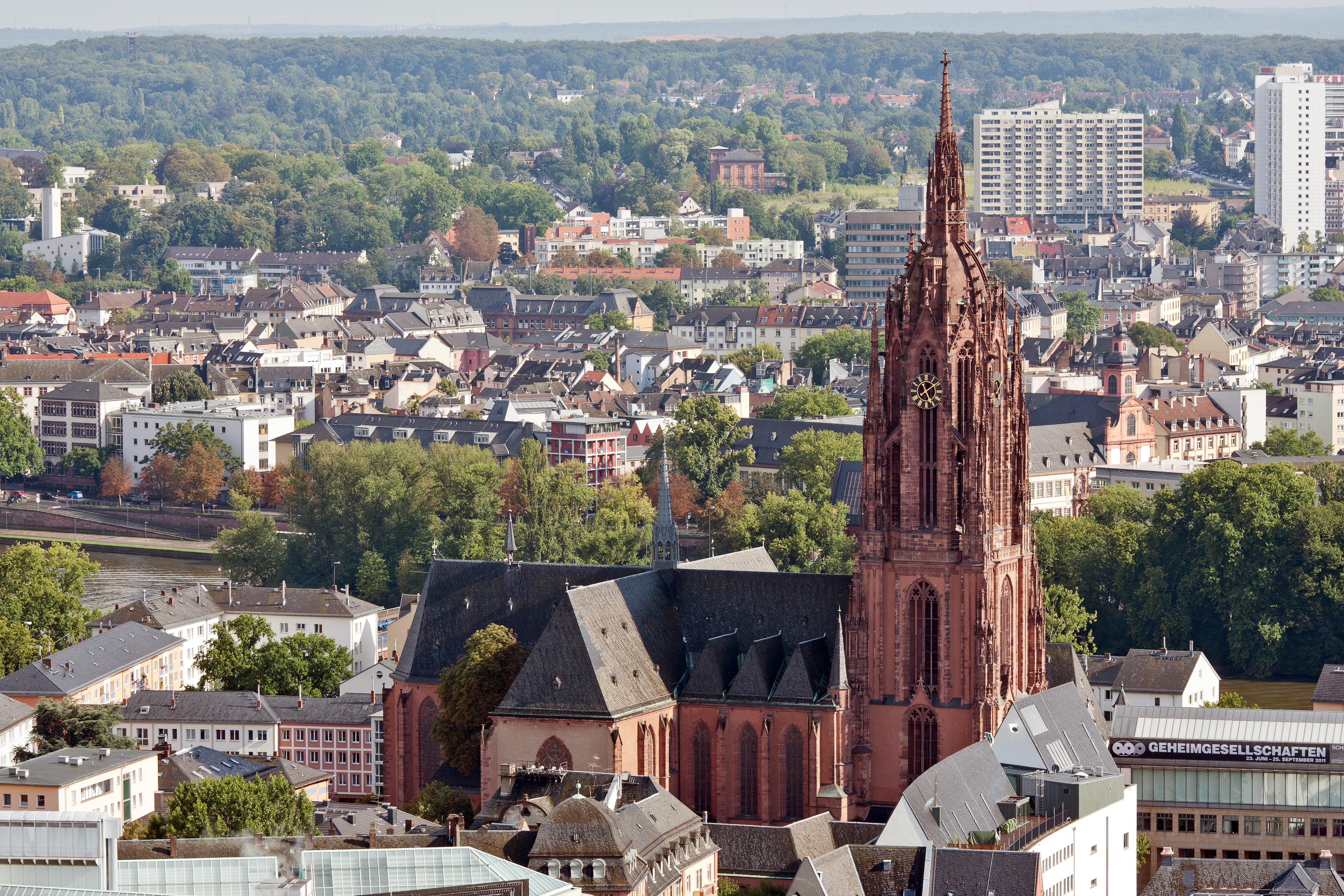
Der Frankfurter Kaiserdom St. Bartholomäus, von Norden vom Nextower beim Palais Quartier aus gesehen, August 2011

Grundriss des Kaiserdoms

Bauliche Entwicklung der Kirche. Die Farben (auch im Grundriss oben) stehen für die kunstgeschichtliche Epoche (siehe Bildbeschreibungsseite).

Der römisch-katholische Kaiserdom St. Bartholomäus in Frankfurt am Main, der größte Sakralbau der Stadt, ist die ehemalige Wahl- und Krönungskirche der römisch-deutschen Kaiser und als solche ein bedeutendes Baudenkmal der Reichsgeschichte. Er galt vor allem im 19. Jahrhundert als Symbol nationaler Einheit. Der Dom war von 852 bis 1803 eine Stiftskirche, aber nie Kathedrale.
Der heutige Dom ist die vierte Kirche an gleicher Stelle. Seit dem späten 19. Jahrhundert ergrabene Vorgängerbauten lassen sich bis in das 7. Jahrhundert zurückverfolgen. Die frühkarolingische Kapelle der Königspfalz Frankfurt war Ort der Synode von Frankfurt 794 und eng mit der Geschichte Frankfurts und der Frankfurter Altstadt verbunden. In der 852 geweihten Salvatorkirche fand 855 die erste Königswahl in Frankfurt statt.
1239 erhielt die Kirche das Patrozinium des Apostels Bartholomäus, und der Bau des heutigen gotischen Doms wurde begonnen. Er entstand im Wesentlichen zwischen 1250 und 1514, als der 1415 begonnene Bau des Westturms aus Geldmangel ohne die geplante Laterne abgeschlossen werden musste. Die in Mitteleuropa einzigartige Lösung sollte das Stadtbild über Jahrhunderte prägen. Erst nach dem Dombrand 1867 wurde der – architektonisch immer noch einzigartige – Turm nach den erhaltenen Plänen des Mittelalters bis 1878 vollendet.
Typologisch handelt es sich um eine dreischiffige Hallenkirche mit gestrecktem 5/8-Chorschluss und angesetztem Westturm auf quadratischem Grundriss. Durch das aus städtebaugeschichtlichen Gründen sehr kurze (nur drei Joche) Langhaus und das sehr lange Querhaus weist der Dom die Grundform eines Zentralbaus auf.
Das Gebäude ist ganz und gar aus Naturstein errichtet, hinter dem Putz zwischen den Steinmetzarbeiten und Eckquadern verbirgt sich weniger bearbeiteter Bruchstein.
Abgesehen von zwei kurzen Perioden (1533–1548 und 1631–1635), blieb der Dom auch nach der Einführung der Reformation in Frankfurt katholisch und war bis zum Jahr 1917 die einzige Pfarrkirche dieser Konfession in der Stadt. Er ist das größte Kirchengebäude im 1827 gegründeten Bistum Limburg.

## Bedeutung
Der Frankfurter Dom gehört nicht zu den größten Sakralbauten in Mitteleuropa. Seine Bedeutung als Nationalsymbol beruht vielmehr auf seiner politisch-geschichtlichen Rolle im Heiligen Römischen Reich Deutscher Nation, weshalb er zu den Kaiserdomen gezählt wird.
Der Dom gilt darüber hinaus auch als baulich interessant, weniger wegen seiner Größe oder seiner kunstgeschichtlichen Rolle als vielmehr wegen seiner langen und verwickelten Baugeschichte und einiger ungewöhnlicher architektonischer Lösungen. Unter den namentlich bekannten Dombaumeistern ragen besonders Madern Gerthener, der Architekt des Westturms, und Franz Josef Denzinger, der Architekt des Wiederaufbaus nach dem Dombrand 1867, heraus.

### Reichsstift

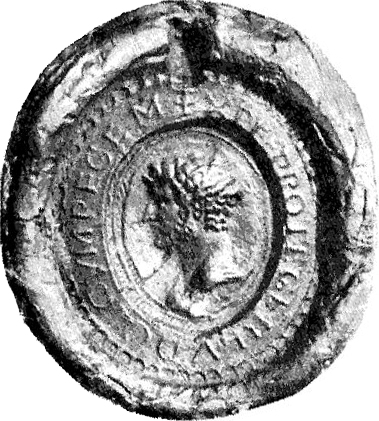
Siegel Ludwigs des Deutschen

Siegelstempel des Stiftsoffizials mit Darstellung des heiligen Bartholomäus aus dem 13. Jahrhundert im Historischen Museum

Das Salvatorstift, später Bartholomäusstift, war seit seiner Stiftung 852 bis zur Säkularisation 1803 fast 1000 Jahre lang Hausherr des Domes und gehörte zeitweise zu den bedeutendsten seiner Art im Reich.
Mit der Weihe des dritten Vorgängerbaus des Doms, der Salvatorbasilika, durch den Mainzer Erzbischof Rabanus Maurus gründete der ostfränkische König Ludwig der Deutsche am 1. September 852 „aus Liebe zum Herrn und zur Vermehrung seines himmlischen Lohnes“ das Salvatorstift Frankfurt. Es sollte das bei der Reichsteilung 843 verlorengegangene, weil ans Mittelreich gefallene Marienstift in Aachen als Reichsstift ersetzen. Ähnliches tat sein Bruder Karl in seinem Westreich, in Compiègne bei Paris.
Die Einkünfte wurden durch zahlreiche Stiftungen und Erbschaften frommer Bürger gesichert. Als Gründungsmitglieder wurden ein Abt namens Williherius und 12 Kanoniker genannt, die umfangreiche Privilegien besaßen, u. a. die Befreiung vom Militärdienst, was im stürmischen Frühmittelalter durchaus ein Privileg war. Ludwig III. und Karl der Dicke erweiterten die Stiftung 880 und 882 beträchtlich.
Ähnlich einem Kloster führten die Kanoniker des Stifts ein Gemeinschaftsleben, so teilten sie etwa Ess- und Schlafraum. Vorbild waren die von Bischof Chrodegang von Metz im Jahr 766 für die Kanoniker seiner Kathedrale entworfenen Regeln für ein gemeinsames Leben von Weltpriestern (Priestern, die kein Ordensgelübde abgelegt haben). 816 änderte das Aachener Stift diese Metzer Regeln und erlaubte Privateigentum, was auch in die Frankfurter Regeln übernommen wurde.
977 bestätigte Otto II. auf Vorhaltung des Mainzer Erzbischofs Willigis das Stift mit seinem umfangreichen Besitz in einer Urkunde. Ende des 11. Jahrhunderts endete das Gemeinschaftsleben, die Kanoniker regelten ihre persönlichen Angelegenheiten selbst. Es blieb aber beim gemeinsamen Chorgebet und Gottesdienst. Das Stift entsandte Vikare in anvertraute Kirchen und Kapellen und betrieb Seelsorge in anderen Frankfurter Kirchen.
Der Propst, bis 1127 als Abt bezeichnet, meist ein adeliger Angehöriger des Mainzer Domkapitels (u. a. aus den Familien Eppstein, Nassau, Solms, später Metternich, Schönborn, Franckenstein, teils auch französische Kardinäle), war der Vertreter und Vorsteher des Stifts. Er wurde vom Mainzer Erzbischof, oft auch direkt von Rom ernannt. Die innere Leitung des Stifts oblag dem Stiftsdekan. Ein Kantor erfüllte gottesdienstliche Aufgaben und leitete die Schule der Sängerknaben. Der Scholaster führte die Stiftsschule, der Kustos war der Verwalter der Gebäude und Güter, er sorgte für Arme und Kranke (was später an vom Stift gegründete Spitäler übertragen wurde). Der Pleban war für Seelsorge zuständig und diente als Stadtpfarrer. Das Stiftskapitel, d. h. alle Stiftsherren gemeinsam, entschied über die Aufnahme neuer Mitglieder, wählte den Dekan und verlieh die genannten Ämter.
Das Stift überdauerte die Einführung der Reformation in Frankfurt und wurde erst mit dem Reichsdeputationshauptschluss 1803 aufgelöst. Seitdem steht der Dom, wie alle Innenstadtkirchen, im Eigentum der Stadt, die ihn der katholischen Gemeinde als Pfarrkirche „zum immerwährenden Gebrauch“ zur Verfügung stellt. Dies wurde 1830 im Dotationsvertrag und dessen Bestätigung von 1854 festgehalten. Darüber hinaus verpflichtete sich die Stadt zur Instandhaltung der Gotteshäuser. Dies betraf beispielsweise auch den Wiederaufbau nach dem Dombrand 1867 und die Beseitigung der Kriegszerstörungen nach 1945. In der Eröffnungsbilanz der Stadt Frankfurt am Main zum 1. Januar 2007 wurde der Dom als wertvollstes unter allen 1883 städtischen Gebäuden mit über 58 Millionen Euro bewertet.

### Bartholomäusreliquien

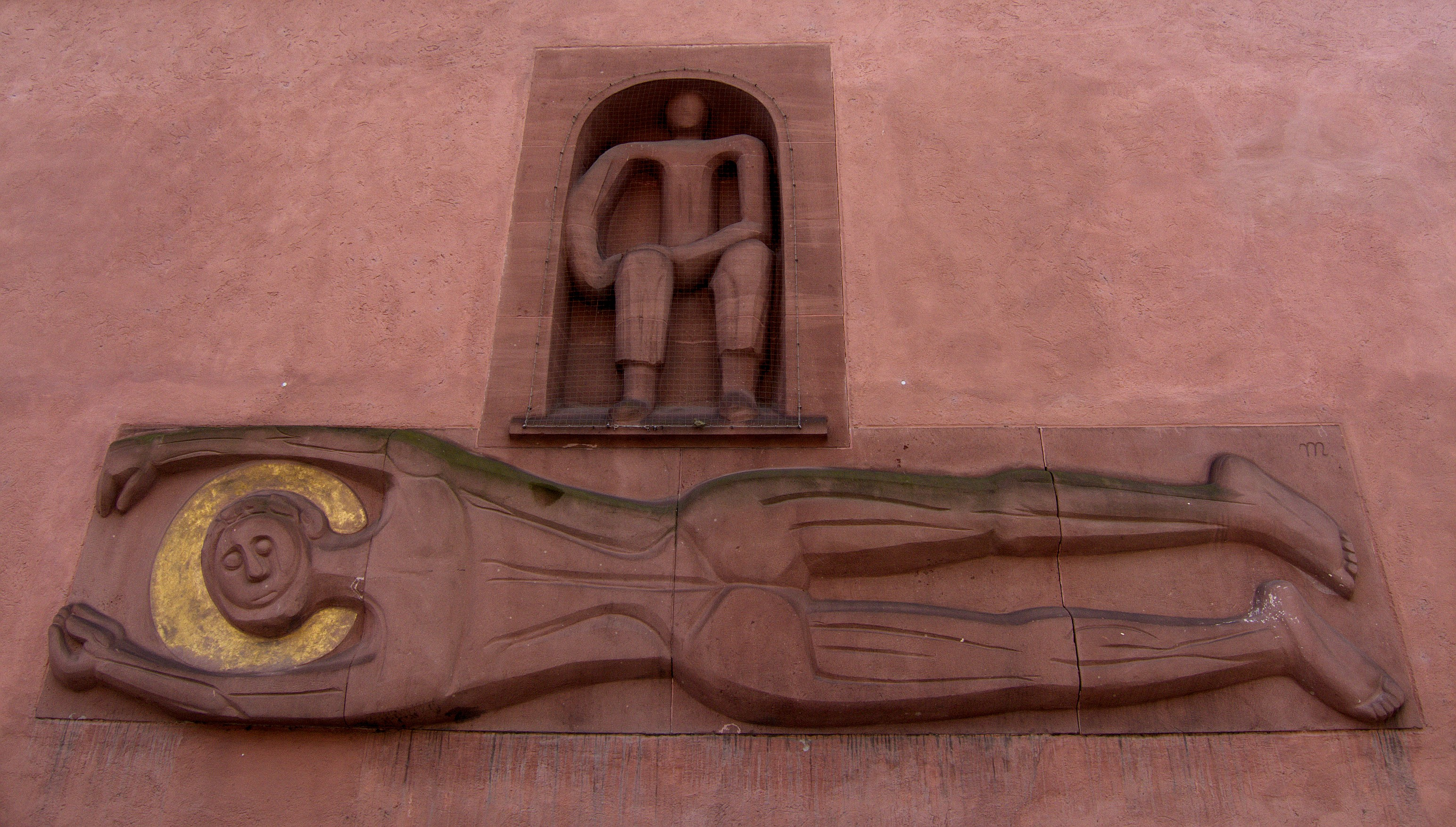
Bartholomäusrelief, an der Nordwand des Kreuzgangs

Patron des Domes ist seit 1239 der Apostel und Märtyrer Bartholomäus. Seine im Domschatz verwahrte Schädeldecke ist die wertvollste Reliquie der Kirche. Sie befand sich spätestens seit 1215 im Besitz des Stiftes. Aus diesem Jahr stammt die älteste die Bartholomäusverehrung in Frankfurt erwähnende Urkunde, deren Siegel den Apostel zeigt. Frankfurt gehört somit wie Santiago de Compostela, Rom und Trier zu den Städten mit Apostelreliquien.
Bartholomäus, der in den synoptischen Evangelien von Matthäus, Markus und Lukas als einer der zwölf Apostel Christi genannt wird, ist wohl identisch mit Nathanael aus Kana in Galiläa, dessen Bekehrung im Johannesevangelium geschildert wird. Dieser Nathanael wurde Sohn (hebr.: bar) des Tholmai, also Bar-Tholmai (Bartholomäus) genannt.
Nach frühchristlicher Überlieferung soll Bartholomäus nach Jesu Tod als Apostel zur Missionierung in Indien und Armenien gewirkt haben. Die Legende berichtet, er habe die „von einem bösen Geist besessene“ Tochter des armenischen Königs Polymios geheilt. Dieser bekehrte sich angesichts des Wunders zum Christentum und ließ sich von Bartholomäus taufen, „mit ihm seine Frau, seine Kinder und alles Volk“. Heidnische Tempel wurden zerstört. Heidnische Priester wandten sich deshalb an den Bruder des Königs, Astyages. Dieser ließ Bartholomäus gefangen nehmen und, weil er seinen Bruder vom Glauben seiner Ahnen abgebracht hatte, grausam hinrichten: Dem Apostel wurde bei lebendigem Leibe die Haut abgezogen und dann der Kopf abgeschlagen. Die barbarische Hinrichtungsart des Schindens fand durch sein Martyrium Eingang in die europäische Kunstgeschichte: Der Apostel wird mit seiner eigenen, wie ein nicht benutztes Kleidungsstück locker über dem Unterarm hängenden Haut dargestellt.
Die Bartholomäusreliquien gelangten von Armenien über die Liparischen Inseln nach Benevent und von dort durch Kaiser Otto II. im Jahre 983 nach Rom ins neue Bartholomäuskloster auf der Tiberinsel. Otto wollte das Apostelgebein später mit dem Schiff nach Deutschland bringen, starb aber vor der Verwirklichung dieser Idee, und die Reliquien blieben in Rom.
Im Jahr 1166 begleiteten Gottfried, der Propst des Frankfurter Stifts, und sein Herr, der neue Mainzer Erzbischof Christian I., Kaiser Friedrich I. auf einem seiner zahlreichen Italienzüge. In einer Urkunde Friedrichs zur Bestätigung der Übertragung der Bartholomäusreliquien nach Rom trat Gottfried als Zeuge auf. Möglicherweise erbat er bei dieser Gelegenheit von Friedrich den Schädel des Apostels für sein Frankfurter Stift. Man war nicht in friedlicher Absicht nach Italien gekommen, und der Diebstahl von Reliquien aus unterworfenen italienischen Städten war durchaus üblich. So nahm z. B. nur kurz zuvor der Kölner Erzbischof Rainald von Dassel, ebenfalls in Begleitung Friedrichs I., im zerstörten Mailand die vollständigen Überreste der Heiligen Drei Könige mit, um sie nach Köln zu bringen, wo sie heute noch im Dreikönigenschrein liegen.

### Wahl und Krönung im Kaiserdom

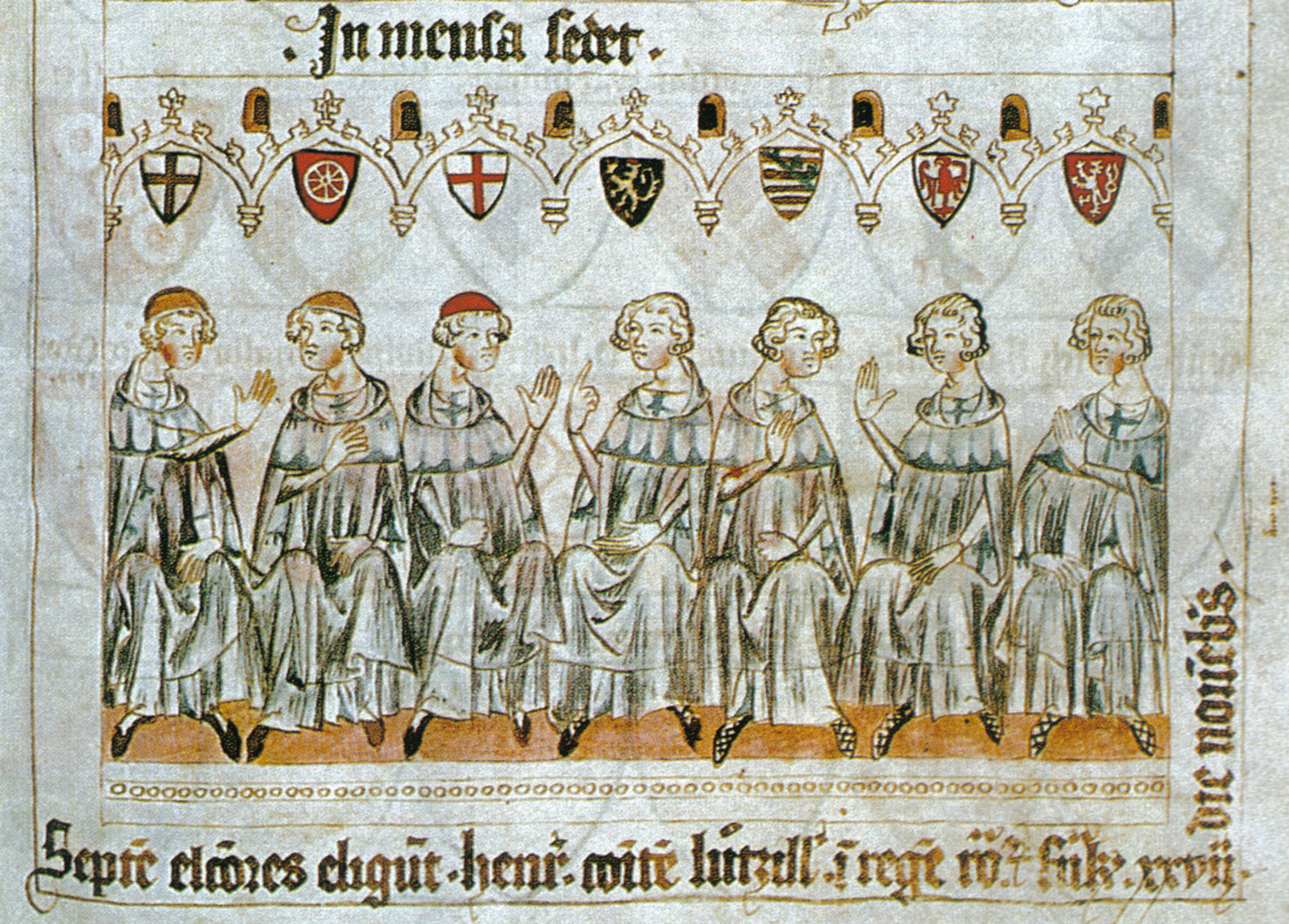
Königswahl Heinrichs VII., 1308

Die Kaiserkrönung fand ursprünglich in der Peterskirche in Rom durch den Papst statt. Voraussetzung dafür war die vorherige Krönung zum Römischen König. Diese erfolgte seit 936 üblicherweise in der Aachener Pfalzkapelle, der Grabeskirche Karls des Großen, als dessen Nachfolger die Kaiser sich betrachteten.
Seit 1147 fanden die meisten Königswahlen in Frankfurt statt. Ab Mitte des 13. Jahrhunderts galt die Wahl in Frankfurt als Gewohnheitsrecht, das zum Beispiel im Schwabenspiegel um 1275 beschrieben wird: Alse man den kiunig kiesen wil, daz sol man tuon ze Frankenfurt. Mit der Goldenen Bulle Karls IV. von 1356 wurde die Königswahlordnung verbindlich festgelegt. Sie galt in dieser Form bis 1806 als eines der Kernstücke der Reichsverfassung. Ab 1562 Maximilian II. fanden auch die Krönungen des Königs in Frankfurt statt. Seitdem fanden bis zur Auflösung des Heiligen Römischen Reichs Deutscher Nation 10 Krönungen in Frankfurt statt.
Im Laufe der Zeit bürgerten sich für Wahl und Krönung feste Rituale ein, die teilweise auch an die im Dom vorhandenen Baulichkeiten gebunden waren.

#### Königswahlen

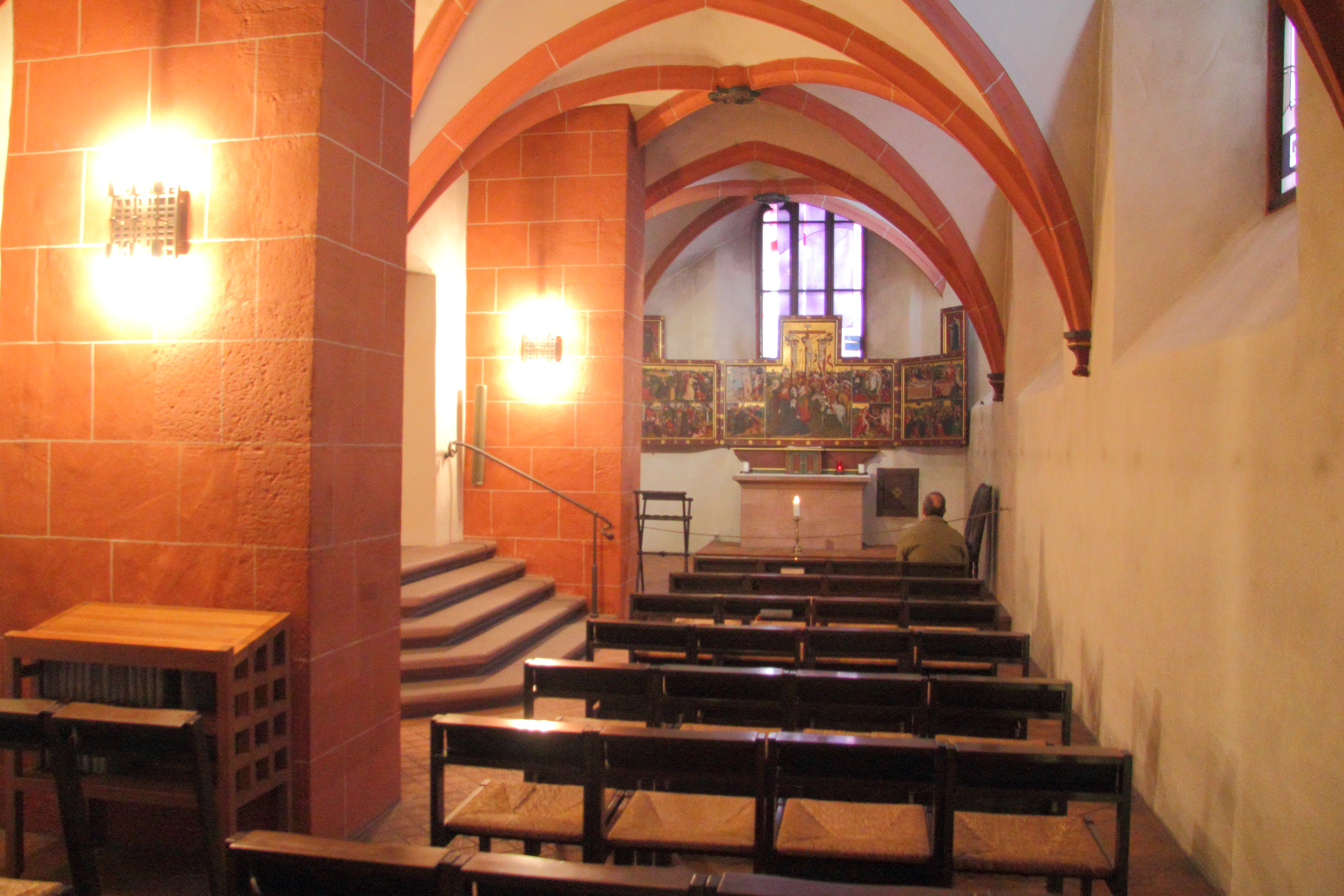
Wahlkapelle der römisch-deutschen Könige und Kaiser im Frankfurter Dom

Ort der Königswahlen war seit 1438 die südlich an den Chor angebaute Wahlkapelle, die sonst als Stiftsbibliothek diente. Für die Wahl existierten ein an der Ostwand aufgestellter Altar sowie sieben Stühle an den Längswänden. Dahinter standen die Büchergestelle der Bibliothek. Bei Königswahlen wurden die Lehnstühle der Kurfürsten mit rotem Samt überkleidet und die Bücherregale mit Gobelins oder wertvollen Tüchern abgedeckt.
Die Kurfürsten versammelten sich zu Beginn der Wahl zu einleitenden Verhandlungen im Römer. Am folgenden Tag begaben sie sich frühmorgens im vollen kurfürstlichen Ornat zur Bartholomäuskirche. Das Stiftskapitel empfing sie dort und eröffnete die Zeremonie mit einer Heiliggeistmesse, um den Segen für eine weise Entscheidung zu erbitten. Vor dem Altar der Wahlkapelle wurde ein Eid abgelegt. Im Altarraum, über den Sesseln der Kurfürsten, befand sich eine eindrucksvolle Darstellung des Jüngsten Gerichts mit Christus als Weltenrichter, der auch die irdischen Herrschern für die Folgen ihres Handelns zur Verantwortung ziehen wird. Der Reichserzmarschall verschloss die Kapelle. Die Kurfürsten tagten als Konklave. Die eigentliche Wahl war geheim, die einfache Stimmenmehrheit genügte.
Das Ergebnis wurde dann feierlich im Dom verkündet. Als ranghöchster der Kurfürsten vereidigte der Mainzer Erzbischof den neuen König, anschließend hoben die Kurfürsten ihn auf den Kreuzaltar vor dem Lettner. Nachdem man gemeinsam das Te Deum gesungen hatte, wurde die Wahl des Königs öffentlich proklamiert.

#### Königskrönungen

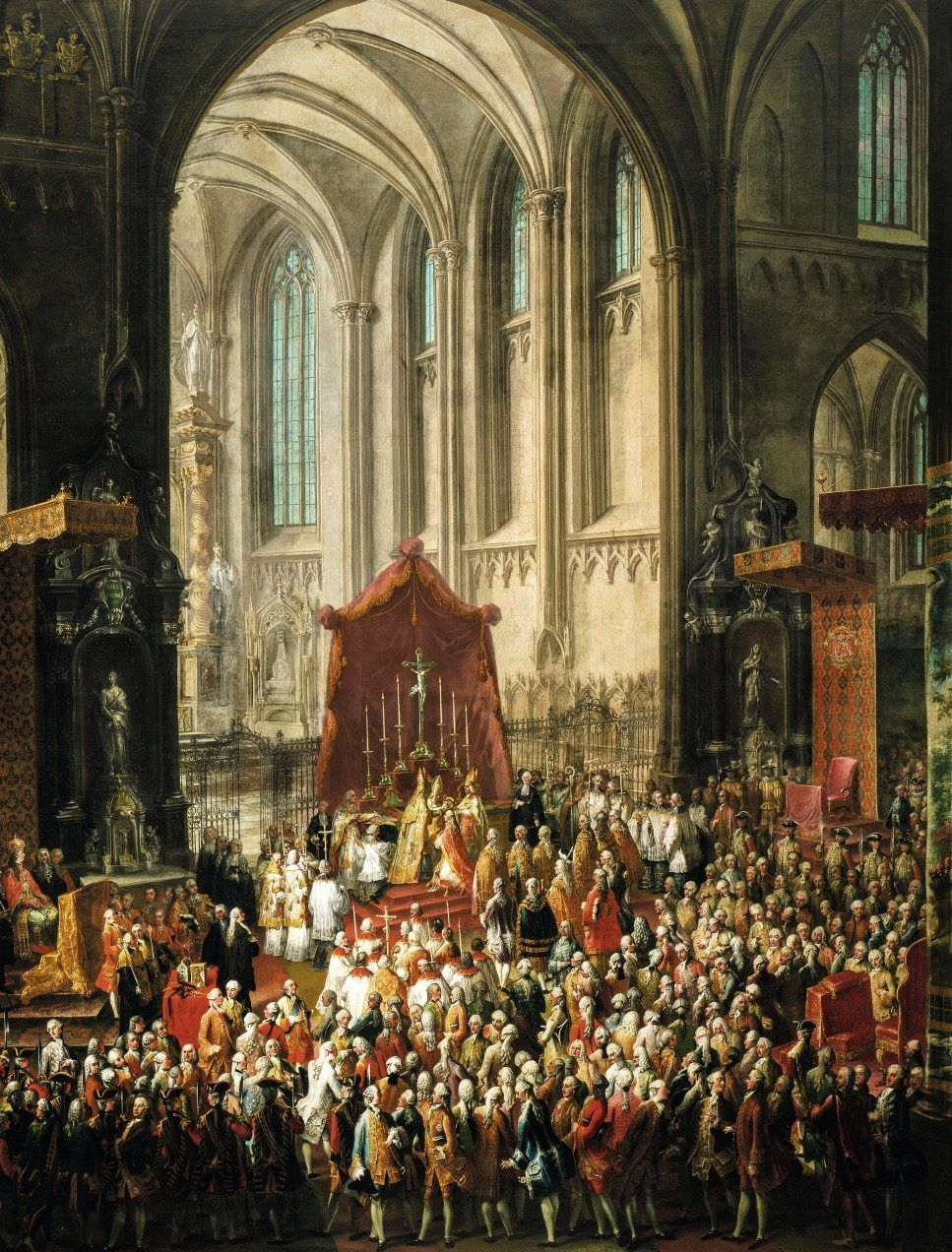
Die Krönung Josephs II. zum römisch-deutschen König im Kaiserdom St. Bartholomäus im Jahre 1764

Die Feierlichkeiten leitete der Erzbischof von Mainz. Zusammen mit den Erzbischöfen von Köln und Trier empfing er den neugewählten König am Kreuzgangportal des Doms mit Weihwasser. Er wurde durch den Kreuzgang seitlich in den Dom zum Krönungsaltar vor dem Lettner geführt.
Während eines feierlichen Hochamts fand die Krönung statt. Teilnehmer an der Messe waren u. a. die weltlichen Kurfürsten und andere Reichsfürsten und Vertreter der Reichsstände, der Rat der Stadt Frankfurt, Delegationen aus dem Ausland sowie die königliche Familie. Der Konsekrator (der Mainzer Erzbischof) salbte den König mit Chrisam (einer Mischung aus Balsam und Öl) auf Scheitel, Brust, zwischen den Schulterblättern, am rechten Arm und am Ballen der rechten Hand. In der Wahlkapelle legte man ihm die „Gewänder Karls des Großen“ an. Wieder am Altar, reichte ihm der Mainzer Bischof das Schwert, steckte ihm den Ring an den Finger und bekleidete ihn mit dem Mantel. Der Kaiser nahm Zepter und Reichsapfel entgegen, und alle drei geistlichen Kurfürsten setzten ihm gemeinsam die Reichskrone aufs Haupt. Er schwor einen Eid auf das Evangelium und wurde zum Kaiserthron geleitet. Damit hatte er das Reich nach außen sichtbar in Besitz genommen, König mit allen Rechten war dieser jedoch bereits mit der Wahl geworden. Zum Abschluss wurde nochmals das Te Deum gesungen.
Als erste Amtshandlung erteilte der König verdienten Personen den Ritterschlag. Danach wurde das unterbrochene Hochamt fortgesetzt. Nach dessen Ende zog der kaiserliche Krönungszug durch das Nordportal über den Königsweg zum Römer, wo im Kaisersaal das Krönungsmahl stattfand.

## Baugeschichte: Vorgängerbauten
Die heutige Kirche ist der fünfte bekannte Bau an dieser Stelle. Es gab mindestens noch je einen merowingischen, karolingischen, romanischen und frühgotischen Vorgängerbau. Die auf dem Grundriss eines griechischen Kreuzes errichteten Kirchenschiffe entstanden im 14. Jahrhundert, der Westturm im 15. Jahrhundert, sein heutiges Erscheinungsbild erhielt der Dom im 19. Jahrhundert.

### Bau I: Die merowingische Palastkapelle

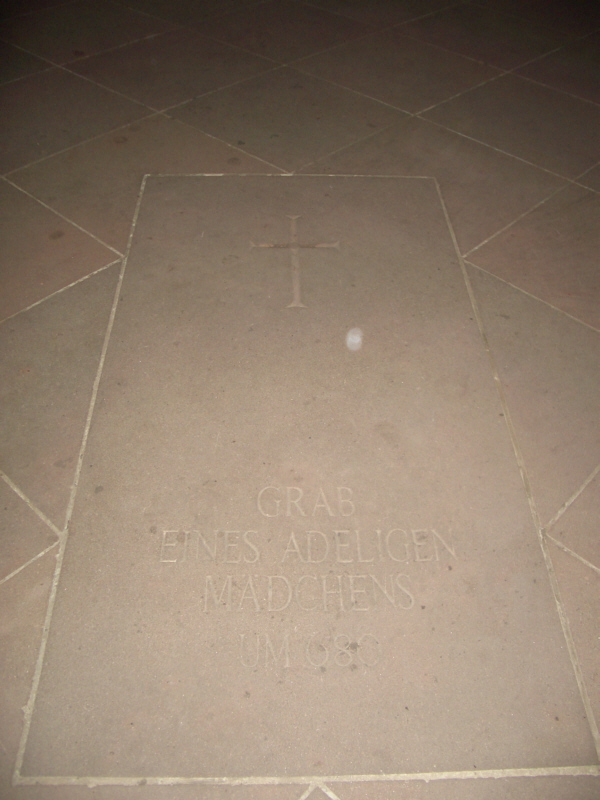
Moderner Gedenkstein für das merowingische Mädchengrab

Der Domhügel, also die hochwassergeschützte Anhöhe in der östlichen Frankfurter Altstadt, ist ältester Siedlungsboden. Er war ursprünglich eine Insel, südlich von ihm verläuft der Main, nördlich von ihm verlief die Braubach, ein im Mittelalter trockengelegter Seitenarm. Südlich des Domhügels lag die Furt, der Frankfurt nicht nur den Namen, sondern überhaupt seine Existenz verdankt.
Auf dem Domhügel hatten sich wegen seiner günstigen Lage bereits in der Jungsteinzeit Menschen niedergelassen. Spätestens seit keltischer Zeit, also seit rund 2500 Jahren, ist er ohne Unterbrechung besiedelt. In römischer Zeit (83–260) befand sich hier eine vermutlich militärisch genutzte römische Niederlassung, in der folgenden alamannischen Epoche ein Gutshof.
Um 500 wurde die Region von Franken besiedelt. Deren Königsfamilie, die Merowinger, ließen auf dem Domhügel eine Pfalz (einen Königshof) erbauen. Da die Merowinger seit der Taufe Chlodwigs (vermutlich 496) Christen waren, wird dieser Königshof auch eine kleine Kirche besessen haben. Diese (möglicherweise hölzerne) Pfalzkapelle des 6. Jahrhunderts wäre als allererster Vorgängerbau des heutigen Doms anzusehen, sie konnte jedoch bisher nicht archäologisch nachgewiesen werden.
Bei der Domgrabung 1991/92 wurden jedoch (im Bereich des heutigen Mittelschiffs) die Fundamente eines 12 Meter langen, steinernen Saalbaus gefunden, die auf die Zeit um 680 datiert wurden. Der Bau wird meist als Saalkirche bezeichnet, was aber nicht nachweisbar ist. In diesem Bau fand man das reich ausgestattete Grab eines etwa drei bis vier Jahre alten Mädchens, möglicherweise die Tochter eines Königs oder eines Hausmeiers. Die Architekten des Saalbaus hatten versucht, diesen nach römischem Vorbild mit Hypokausten (eine Art Fußbodenheizung) zu beheizen; die aufwendige Konstruktion schien ihnen jedoch nicht gelungen zu sein.

### Bau II/IIa: Die karolingische Palastkapelle

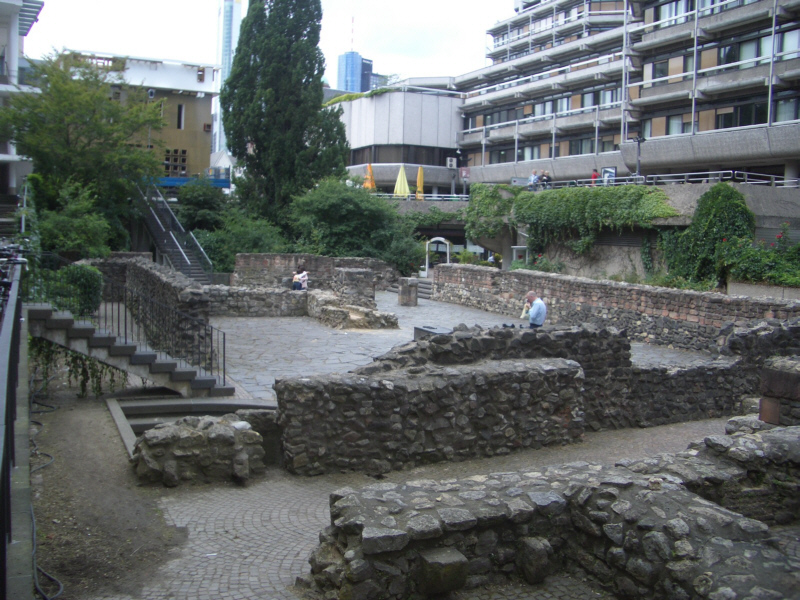
Fundamente der karolingischen Königspfalz

Die erste urkundliche Erwähnung Frankfurts stammt aus dem Jahr 794. Anlass war die Synode von Frankfurt, zu der König Karl der Große die weltlichen und geistlichen Würdenträger des Frankenreichs zusammenrief. Tagungsort war der Königshof in Frankfurt, der wenige Jahre zuvor, in frühkarolingischer Zeit also, umgebaut wurde. Dabei entstand ein Neubau der Palastkapelle, die erheblich vergrößert wurde (auf etwa 8 × 18 m). Auch dieser zweite Bau war eine Saalkirche, aber sie hat, im Gegensatz zu Bau I, bauliche Auswirkungen bis zum heutigen Dom: ihr Grundriss taucht in allen Nachfolgebauten wieder auf. Das Mittelschiff des heutigen Langhauses gibt exakt die Umrisse der damaligen Saalkirche wieder.
Karls Sohn und Nachfolger, Kaiser Ludwig I. (genannt der Fromme), kam oft nach Frankfurt. Um 820 ließ er die Pfalz durch einen Neubau ersetzen. Im Zentrum der Anlage standen ein zweigeschossiges Gebäude mit einer zweischiffigen Halle (12,20 × 27 m), außerdem Vorhallen und ein Verbindungsgang zur Kirche. Südlich des neuen Palastes entstand ein Marktplatz. Die Baulichkeiten waren entlang einer strengen Ost-West-Achse orientiert. Saalgebäude, verbindende Galerie und Kirche maßen zusammen 125 Meter Länge. Nach der Zerstörung der Altstadt bei den Luftangriffen auf Frankfurt am Main 1944 legte man die im Boden befindlichen Reste der Pfalz frei. Sie sind heute zu besichtigen, im Museum Kaiserpfalz Franconofurd direkt vor dem Dom.

### Bau III: Die karolingische Salvatorkirche

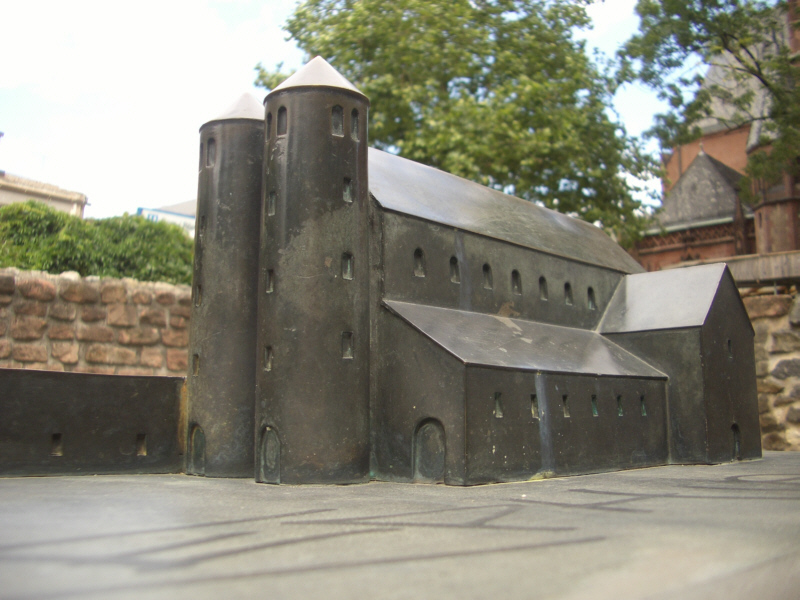
Die Salvatorbasilika im Modell

Im Vertrag von Verdun im Jahr 843 wurde Karls Reich unter den drei Söhnen Ludwigs aufgeteilt. Während Karls Lieblingspfalz Aachen im mittleren Reich (Lotharingien) lag, wählte König Ludwig II. (genannt der Deutsche), der das östliche Reich erbte, Frankfurt zu seiner Hauptresidenz („principalis sedes orientalis regni“). Diese wichtige Rolle war Anlass für einen weiteren Ausbau der Pfalz und ihrer Kirche.
Am 1. September 852 weihte der Erzbischof von Mainz, Rabanus Maurus, eine als ungeheuer prächtig beschriebene Kirche. Es handelte sich um den dritten (uns bekannten) Bau an der Stelle des Domes, eine dreischiffige Basilika mit sechs Jochen. Das Querhaus trat nur wenig hervor. Der Bau besaß eine große mittlere Apsis, aber vermutlich keine Nebenapsiden. Das Westwerk hatte zwei Glockentürme und, dazwischen, zwei runde Treppentürme. Das Mittelschiff wurde auf den Fundamenten des frühkarolingischen Vorgängerbaus errichtet, die Breite des Mittelschiffs und die Länge des Langhauses entsprachen also der Breite und Länge der alten Saalkirche. Wie in der karolingischen Zeit üblich, wurde die neue Kirche dem Salvator (lateinisch für „Erlöser“, „Heiland“), d. h. Christus geweiht, und der Gottesmutter Maria gewidmet. Sie diente jetzt nicht mehr nur als Palastkapelle, sondern auch als Kirche des neu gegründeten Salvatorstifts.
Im Jahr 855 wurde im Beisein Ludwigs dessen Neffe Lothar II. nach dem Tod seines mäßig erfolgreichen Vaters Lothar I. zum neuen König des Mittelreiches gewählt. Dies war die erste Königswahl, die in Frankfurt stattfand.

### Bau IV: Der romanische Umbau und das Bartholomäuspatrozinium
911 starb der erst 18-jährige König Ludwig IV., der letzte Karolinger im Ostreich. Ab 919 regierten die Liudolfinger oder Ottonen. Obwohl diese Dynastie aus Sachsen stammte, residierten die Ottonenkaiser oft in der Frankfurter Pfalz, verbrachten hier zahlreiche Weihnachtsfeste und hielten Reichstage ab. Am 25. Dezember 941 versöhnte sich Kaiser Otto der Große in der Salvatorkirche mit seinem Bruder Heinrich, der einen Krieg gegen ihn begonnen hatte.
Die folgende Dynastie, die Salier, stammten zwar aus der Umgebung der Stadt, nutzten jedoch andere Städte als Residenz, vor allem Speyer. Die Frankfurter Pfalz verfiel und wurde allmählich von Wohnhäusern überbaut. Erst unter der Dynastie der Staufer, also ab Mitte des 12. Jahrhunderts, wurde Frankfurt wieder kaiserliche Residenz und Ort von Reichstagen. Am Mainufer wurde ein neuer Palast errichtet, der Saalhof. Er besaß eine eigene Kirche, die noch erhaltene Saalhofkapelle.
Die Nutzung durch das Salvatorstift rettete die über 300 Jahre alte Kirche, anders als den Königshof, vor dem völligen Verfall. Allerdings waren die Westtürme so baufällig, dass man die Glocken herausnehmen musste. In dieser Zeit fand in der Kirche jedoch auch ein international bedeutendes Ereignis statt: 1147 rief der Gründer des Zisterzienserordens, Bernhard von Clairvaux, in der Salvatorkirche in einer Predigt zum Zweiten Kreuzzug auf. Im gleichen Jahr nahm König Konrad III. das Kreuz und zog von Frankfurt aus ins Heilige Land.
1152 wurde in Frankfurt der Staufer Friedrich I., den die Italiener später Barbarossa nannten, zum König gewählt. Die Wahl Friedrichs ist ein wichtiges Datum in der Geschichte der Stadt, denn durch sie begründete sich die Tradition Frankfurts als Wahlort. Die Wahlzeremonien fanden in der Salvatorkirche statt.
Im Jahr 1165 sprach Paschalis III., ein von Friedrich eingesetzter Gegenpapst, auf dessen Weisung hin das Vorbild aller deutschen Kaiser, Karl den Großen, heilig. In Frankfurt, wo man Karl als vermeintlichen Stadtgründer noch inniger verehrte als anderswo, wurde der jetzt heilige Kaiser zum zusätzlichen Patron der Stiftskirche.

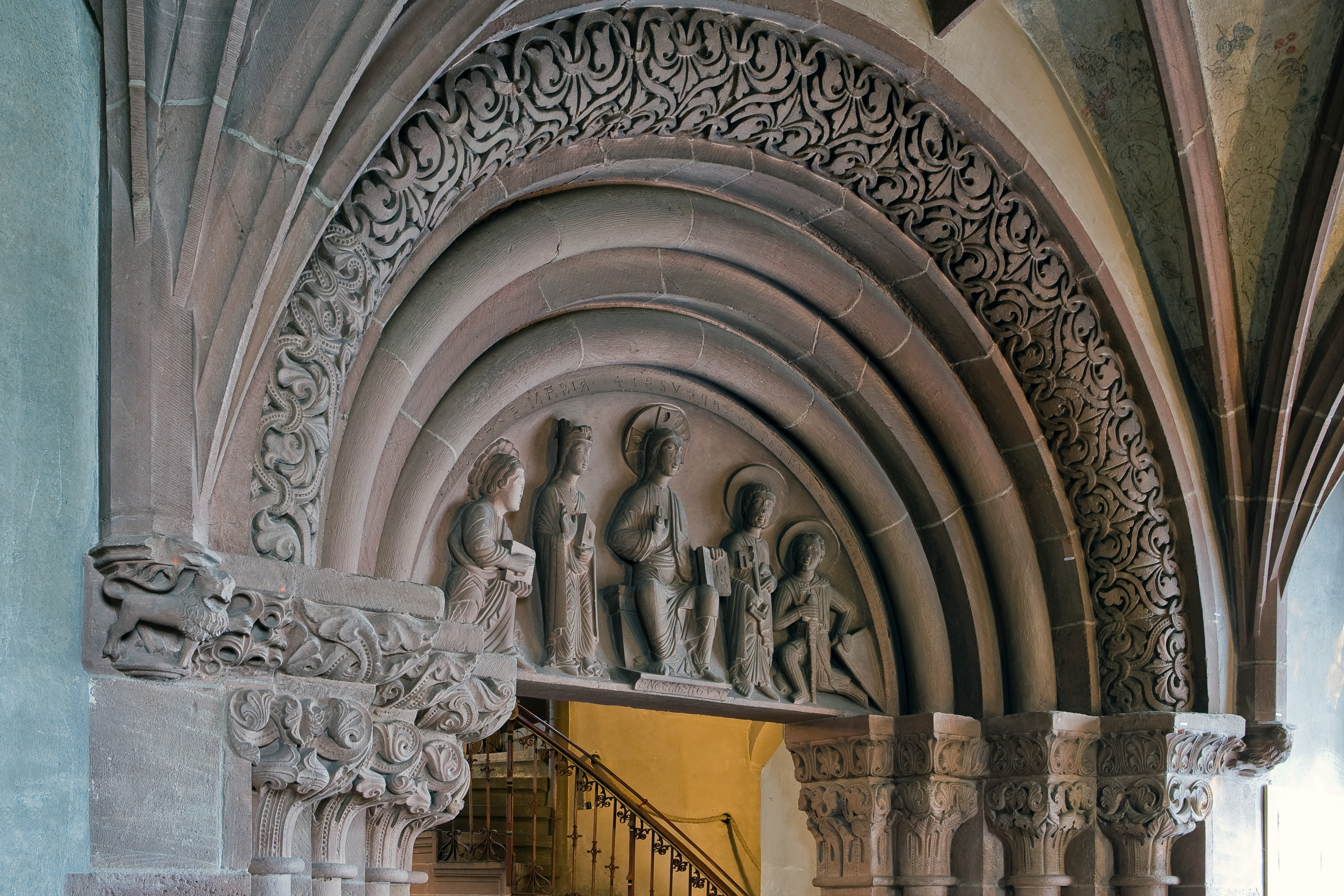
St. Leonhard

Der Kampf zwischen Staufern und Welfen bescherte Frankfurt eine Wahlwiederholung mit Verlobung: der Welfe Otto IV. ließ sich am 11. November 1208, zehn Jahre nach seiner ersten Wahl in Köln, auf staufischem Terrain erneut wählen, diesmal einstimmig, und erklärte öffentlich seine Verlobung mit der anwesenden zehnjährigen Vollwaisen Beatrix von Schwaben, der Tochter Philipps von Schwaben und Irenes von Byzanz. Am 5. Dezember 1212 wurde in Frankfurt wieder ein Staufer auf den Schild gehoben, und er sollte berühmt werden: Friedrich II.
Friedrich hob 1219 die königliche Vogtei auf, was der Stadt die faktische Selbstständigkeit gab. Als Konkurrenz zum Salvatorstift, das in starke Abhängigkeit vom Mainzer Erzbischof geraten war, gründete er das Leonhardsstift, dessen Kirche neben dem Saalhof errichtet wurde. Auf dem Hoftag ein Jahr später wurde Friedrichs Sohn Heinrich vorab zum König gewählt.
Im Jahr 1238 erschien eine Delegation des Frankfurter Stiftskapitels bei Papst Gregor IX. und bat um Hilfe für die Instandsetzung der stark verfallenen Salvatorkirche. Der Papst gewährte 20 Tage Sündenablass für alle, die sich durch Spenden oder Arbeitseinsatz an der schon laufenden Renovierung beteiligten. Der Erfolg ließ nicht lange auf sich warten. Mit vereinten Kräften wurden Westtürme, Langhaus und Querschiff wiederhergestellt und statt der Apsis ein langer romanischer Chor angebaut. Bereits am 24. August 1239 weihte Bischof Ludolf I. von Ratzeburg die renovierte Kirche zu Ehren „des Erlösers, unseres Herrn Jesus Christus und des heiligen Bartholomäus“. Die Bartholomäusreliquie wurde Jahrzehnte zuvor in Rom erworben, der Apostel war schon seit langer Zeit (spätestens seit 1215) im Stiftssiegel als Patron geführt worden.

## Baugeschichte: Erhaltene Bauteile

### Das frühgotische Langhaus

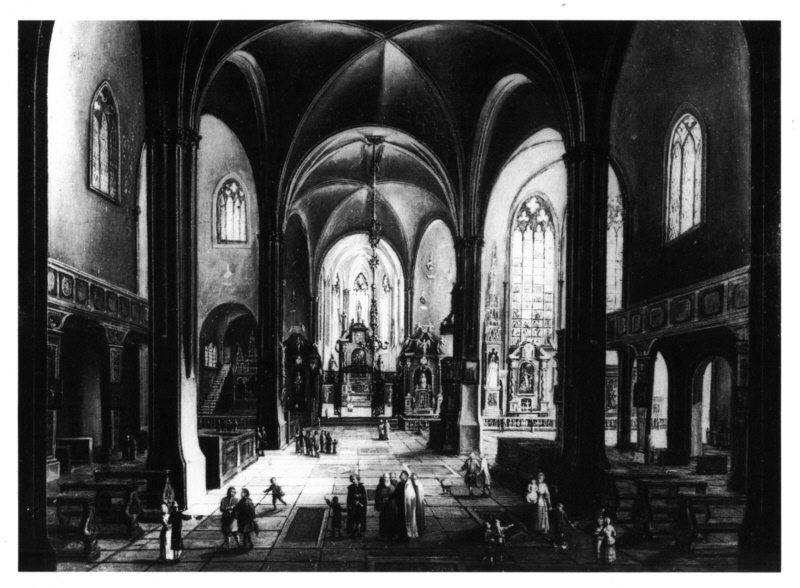
Mittelschiff, Gemälde von Christian Boeckling, 1744

Erst nach der Weihe des Hochaltars 1239 und dem damit verbundenen Übergang des Patroziniums auf den hl. Bartholomäus wurde mit dem Bau der heute noch bestehenden Bauteile begonnen. Die nun folgenden Arbeiten schlossen direkt an die zuvor abgeschlossenen an, was angesichts der politischen Situation im Reich (bürgerkriegsähnliche Zustände am Ende der staufischen Epoche und während des Interregnums) nicht selbstverständlich war.
1250 begann man, nach dem Neubau des Chors, mit der Erweiterung des Langhauses. Das karolingische Westwerk und Querhaus blieben zunächst stehen. Eine Erweiterung der Kirche nach Westen scheiterte am zu kleinen Grundstück, die Nachbarn ließen sich nicht zu einem Verkauf bewegen. Man dehnte sich deshalb in die Breite aus: Die Außenwände des neuen Langhauses nahmen die Flucht der Querhausstirnwände auf, die Höhe wurde der des gerade fertiggestellten Chors angeglichen. Das Mittelschiff veränderte sich in seinem Grundriss auch diesmal nicht: Es entsprach im Umriss immer noch dem von Bau II, der Saalkirche des 8. Jahrhunderts. Der Flächenzuwachs erfolgte in den Seitenschiffen, die fast so breit wurden wie das Mittelschiff. Betrachtet man das Langhaus als Ganzes, so übersteigt die Breite die Länge beträchtlich.
Neuer Chor und neues Langhaus bildeten also mit den übernommenen Bauteilen der Salvatorkirche den vierten Bau an dieser Stelle. Durch die jetzt nicht mehr vorspringenden Querhausarme und die niedrigen Westtürme wirkte die Kirche am Ende des 13. Jahrhunderts recht kompakt.
Eine sensationelle Neuerung unterschied jedoch das neue Langhaus vom Chor: Erstmals verwendete man konsequent den neumodischen Baustil, mit dem die Stiftsherren im nahen Limburg schon vor 15 Jahren beim Neubau ihrer Stiftskirche experimentiert hatten (am Ende entschied man sich dort jedoch für eine originelle Mischung aus altem und neuem Stil): die Gotik.
Zur gleichen Zeit wie in Limburg begann man lahnaufwärts in Marburg mit dem Bau der Grabeskirche der 1231 verstorbenen heiligen Landgräfin Elisabeth. 1250 war die Marburger Kirche natürlich noch lange nicht fertig. Aber jeder konnte sehen, was dort entstand: die erste gotische Hallenkirche Deutschlands. Und sicherlich hatten Frankfurter Stiftsherren die Baustelle ihrer Marburger Kollegen vom Deutschritterorden gesehen und Gefallen daran gefunden. Auf jeden Fall entstand mit dem Frankfurter Bau IV die erste gotische Hallenkirche im Mittelrheingebiet. 1269 war der Bau beendet.

### Der hochgotische Chor

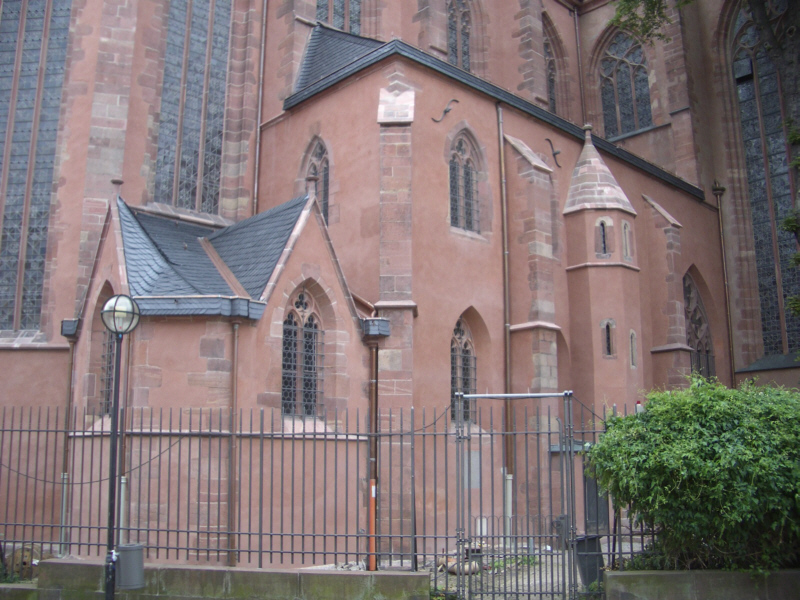
Sakristei und Marienkapelle, links der Hochchor, rechts das Nordquerhaus

Mit Beginn des 14. Jahrhunderts erlebte die Stadt einen massiven Wachstumsschub. Frankfurt wurde Freie Reichsstadt, erweiterte 1333 seine ummauerte Fläche auf das Vierfache, durfte ab 1330 eine zweite jährliche Messe abhalten und war seit 150 Jahren regelmäßiger Ort der Königswahlen, die meist in der Bartholomäuskirche, seltener auch im Dominikanerkloster stattfanden. Die Goldene Bulle Karls IV. legte Frankfurt 1356 offiziell als Wahlort der Kaiser fest.
Die wachsende, stolze Bürgerstadt beschloss, sich wie andere Großstädte der Zeit auch, mit einer standesgemäßen, großen Kirche zu schmücken. Im Unterschied zu anderen Städten, wie Köln oder Straßburg, existierte in Frankfurt kein Bischof, der eine prachtvolle Kathedrale errichten würde. Der Rat der Stadt selbst übernahm die Verantwortung für die Errichtung einer der Bedeutung der Wahlfeierlichkeiten und der Freien Reichsstadt angemessenen Kirche. 1315 wurde das große Werk begonnen, Bau V, der im Wesentlichen bis heute unverändert fortbesteht.
Aus den bereits genannten Gründen konnte die bestehende Kirche (wie weiter oben beschrieben ein Konglomerat aus karolingischen, romanischen und frühgotischen Bauteilen) nicht nach Westen erweitert werden. Man begann stattdessen auf der Ostseite und riss den erst 80 Jahre alten romanischen Chor ab. An seiner Stelle entstand eine wesentlich größere, hochgotische Choranlage.
Der neue Chor war erheblich breiter, höher und länger als das Mittelschiff, was zeigt, dass hier nicht eine Erweiterung, sondern eine völlig neu konzipierte Kirche in völlig anderen Dimensionen entstehen sollte. Wie das Langhaus hat der Chor drei Joche, die in einem 5/8-Schluss ohne Chorumgang enden. Er zeigt die akademisch reinen hochgotischen Formen aus dem zweiten Viertel des 14. Jahrhunderts. Die Kreuzrippengewölbe zeigen in den Schlusssteinen Pflanzenmotive und das Lamm Gottes. Die Fenster wurden später teilweise zu Blenden umgestaltet, als man neben dem Chor zusätzliche Kapellen anbaute. Die originale Verglasung des 14. Jahrhunderts ist nicht erhalten, wohl aber das Chorgestühl, Ort des Chorgebets der Stiftsherren. Unter Verwendung älterer Gestühlwangen (13. Jahrhundert) entstanden bis 1352 insgesamt vier Sitzreihen, zwei auf jeder Seitenwand des Chors. Stifter war der Propst des Stiftes, der spätere Trierer Erzbischof Kuno II. von Falkenstein. Auf zwei der Gestühlwangen finden sich die beiden Patrone der Kirche: Karl der Große, ein Modell der Kirche in der Hand haltend, sowie Bartholomäus in der üblichen, drastischen Darstellung: über seiner Schulter hängt seine eigene, abgezogene Haut.
Der Neubau wird seit 1338 zu Gottesdienstzwecken benutzt. Die Weihe des Hochaltars erfolgte erst elf Jahre später, vermutlich nach der endgültigen Fertigstellung, am 13. April 1349 durch Heinrich III. von Appoldia, Bischof von Lavant.
Südlich des Chors befand sich damals der erste jüdische Friedhof der Stadt, die Frankfurter Juden lebten in einem Stadtviertel unmittelbar südlich des Doms. Auf der Nordseite des Chors befand sich bis ins 19. Jahrhundert der christliche Friedhof, an deren nördlichem Ende die 1288 erstmals erwähnte Friedhofskapelle St. Michael und ein Beinhaus standen.
Das Jahr 1349 war eines der stürmischsten der gesamten Stadtgeschichte. Mit dem in Prag residierenden König Karl IV. unzufrieden, wählten die Kurfürsten am 3. Januar einen Thüringer, den Ritter Günther von Schwarzburg, in Frankfurt zum Gegenkönig. Am 6. Februar wurde er, ebenfalls in Frankfurt, gekrönt. Seine „Regierung“ währte jedoch nur kurz, die Partei Karls setzte sich letztlich durch. Am 26. Mai verzichtete Günther in Eltville im Rheingau, von den meisten seiner Anhänger verlassen, auf die Königswürde. Drei Wochen später, am 14. Juni, starb er im Kreise seiner letzten Getreuen im Frankfurter Johanniterkloster, vermutlich an der Pest. Auf Veranlassung Karls IV. wurde er mit königlichen Ehren im erst zwei Monate zuvor geweihten Hochchor der Bartholomäuskirche beigesetzt. 1352 wurde über seinem Grab eine prächtige gotische Grabplatte errichtet, die sich seit 1743 (auf Veranlassung Karls VII.) rechts neben dem Eingang zur Wahlkapelle befindet.
Der Schwarze Tod ließ indes auch in Frankfurt nicht lange auf sich warten. Am 22. Juli brach die Seuche im großen Stil in der ganzen Stadt aus. Bis zum 2. Februar 1350 forderte sie über 2000 Todesopfer. Zwei Tage nach dem Ausbruch der Pest überfiel ein hysterischer Mob das jüdische Viertel, in der Meinung, dessen Bewohner trügen die Schuld an der Seuche. Teile des Viertels werden niedergebrannt. Da sich der jüdische Wohnbezirk, wie erwähnt, direkt neben der Bartholomäuskirche befand, geschah das Unvermeidliche: Der gerade fertiggestellte Chor fing Feuer, die gesamte Dachkonstruktion wurde zerstört.
Bis zum kommenden Jahr war das Dach wiederhergestellt und auf der Nordseite des Chors eine dreijochige, zweigeschossige Sakristei (im Obergeschoss befindet sich das Domarchiv und der Kapitelraum) angebaut. Neben der Sakristei, im Winkel zwischen Chor und Querhaus, entstand die Marienkapelle, die ab 1399 wegen einer Stiftung und des dort gesungenen „Salve Regina“ auch Salvechörlein genannt wird.

### Das Querhaus
Kurz vor Vollendung des Chors wurde das 500 Jahre alte karolingische Querhaus niedergerissen, um Platz zu schaffen für die zweite Bauphase der neuen, großen Bartholomäuskirche: Wegen der schon erwähnten Platzprobleme beschloss man, die Kirche in die Breite auszudehnen, und schob zwischen den neuen Chor und das frühgotische (nicht einmal 80 Jahre alte, aber bereits einer längst vergangenen, bescheideneren Epoche angehörige) Langhaus das längste Querhaus der Europäischen Gotik. Der Nordflügel wurde 1346 in Angriff genommen und war 1353 weitgehend vollendet, der südliche Teil entstand 1352–58, 1369 waren alle Arbeiten abgeschlossen.
Das Querschiff hat neun Joche, d. h. im nördlichen und südlichen Arm je drei sowie drei Vierungsjoche vor den Schiffen des Langhauses. Während das karolingische Querhaus nur wenig aus der Flucht des Langhauses hervorsprang, so ist das jetzige mit 64 m länger als Langhaus, Vierung und Chor zusammen, wodurch ein Zentralbau nach der Art eines griechischen Kreuzes entstand. Außer dem Platzmangel sprachen hierfür auch die veränderten Zeremonien bei den Königswahlen. Der neugewählte König wurde hierbei vom in der Vierung befindlichen gotischen Lettner herab proklamiert. Die Vierung als Ort der Handlung wurde durch die Zentralität besonders hervorgehoben.
Das Querhaus, das gemeinsam mit dem Chor geplant wurde, hat wie dieser eine Innenhöhe von 23,20 m und eine Breite von 11 m. Da Querhaus und Chor jetzt sechs Meter höher waren als das Langhaus, konnten die drei Vierungsgewölbe zunächst nicht geschlossen werden. Eigentlich war geplant, das niedrigere Langhaus an die Höhe der neueren Bauteile anzupassen, was dann letztendlich erst im 19. Jahrhundert geschah. Die beiden Querhausarme wurden aber bereits in den 1360er Jahren eingewölbt. Chor und Querhaus waren in einem dunklen, kräftigen Rotton gehalten und mit weißer Quadermalerei versehen, die sich nicht an den tatsächlichen Mauerfugen orientierte, sondern ein idealisiert-regelmäßiges Fugenbild vortäuschte.
In den Winkel zwischen Chor und südlichem Querhaus, gegenüber der Marienkapelle, wurde 1355 die Magdalenenkapelle gebaut. Links und rechts des Hohen Chores, der Christus symbolisiert (der Kopf des im Grundriss erscheinenden Kreuzes), also zwei Nebenchöre, den beiden bedeutendsten Frauen des Evangeliums, Jesu Mutter und seiner wichtigsten Begleiterin, gewidmet.
Eine weitere Kapelle, die Wolfgangskapelle, entstand im 14. Jahrhundert zwischen dem südlichen Querschiff und dem östlichen Joch des Langhauses, vor dem ehemaligen Südausgang des vierten Baus, der „Roten Tür“, vor der im Hochmittelalter Gerichtsverhandlungen gehalten wurden.

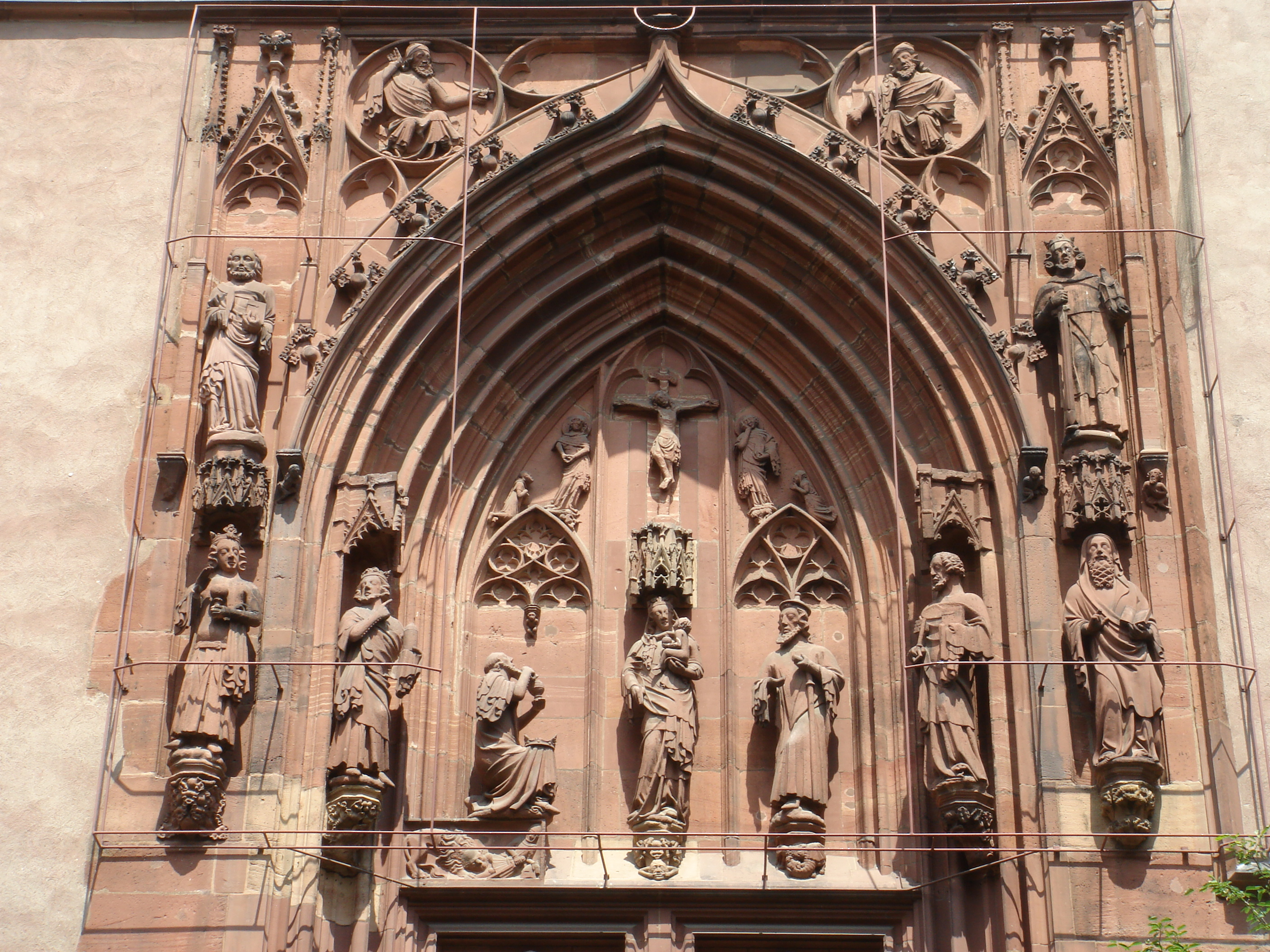
Südportal

Die nun verbaute „Rote Tür“ wurde durch das neue Südportal am Südende des Querhauses ersetzt, geschaffen 1350/51 vom in Straßburg und Freiburg tätigen Meister Antze. Im Giebelfeld befindet sich eine Kreuzigungsgruppe, Stil und Entstehungszeit verraten den Meister des Chorgestühls als Urheber auch dieser Arbeit. Die Skulpturen darunter entstanden 1350 in der Werkstatt Antzes. Bemerkt sei hier eine in dieser Zeit (man bedenke das Massaker des vorangegangenen Jahres) seltene freundschaftliche Geste: Als „Gruß“ zur dem Südportal (bis Mitte des 15. Jahrhunderts) direkt gegenüberliegenden Synagoge wurde der hl. Josef in der damaligen Tracht der Juden dargestellt, als Zeichen der Herkunft Jesu und der Abstammung des Christentums vom Judentum. Neben Josef stehen Maria sowie Petrus und der Prophet Jesaja, der die Geburt Jesu vorhersagte. Die untere Figurenreihe zeigt die das Jesuskind anbetenden Könige.
Am gegenüberliegenden Ende des Querhauses befindet sich das Nordportal (um 1350), das prächtigste der Kirche und auch als Haupteingang gedacht. Als „Kaiserportal“ diente es dem Einzug des neugewählten Königs. Der im Mittelalter geplante Figurenschmuck kam aber nicht zustande, die dafür vorgesehenen Nischen wurden erst 1884 mit neugotischen Figuren gefüllt (Christus mit 10 Aposteln, die beiden Kirchenpatrone sowie Verwandte Jesu). Mittelalterlich ist die künstlerisch gelungene Marienstatue (mit Kind), eine mittelrheinische Arbeit von 1350. Im Giebelfeld entstand eine prächtige Fensterrose, daneben eine Darstellung des Jüngsten Gerichts. In seiner Funktion als Hauptportal (eine der meistbenutzten Türen der Stadt also) war das Nordportal auch der Ort für das Aushängen öffentlicher Bekanntmachungen.

### Der Bau des Westturms

#### Die Krone der Stadt

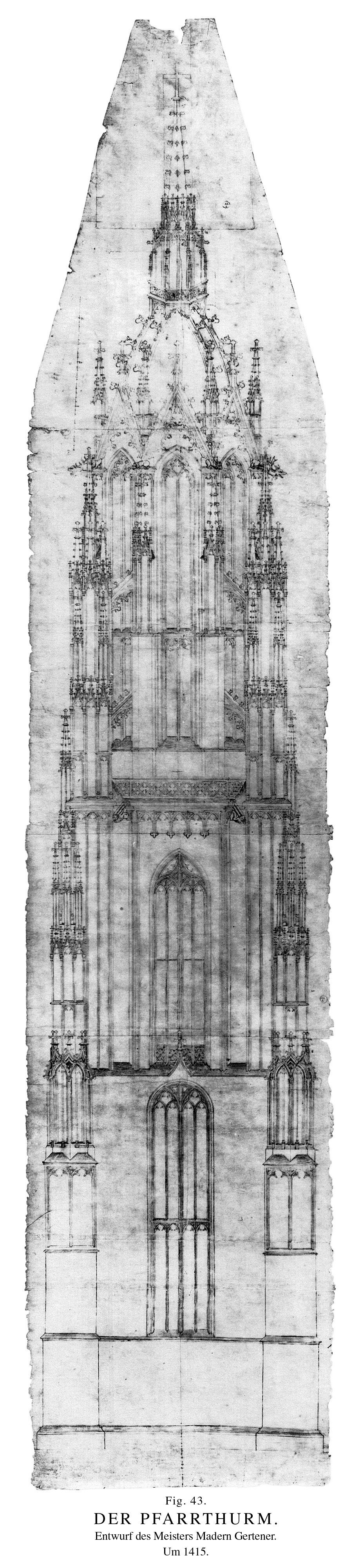
Gertheners Riss B, um 1415

Um 1370 war die stark vergrößerte, neue Bartholomäuskirche also vollendet. Ein prächtiger Chor, ein monumentales Querhaus mit großzügigen Portalen am Nord- und Südende, beide Bauteile gemeinsam geplant und wie aus einem Guss. Westlich davon stand noch das ältere, deutlich niedrigere und in seinen Dimensionen generell kleinere, frühgotische Langhaus und an dessen westlichem Ende immer noch das alte karolingische Westwerk mit seiner Doppelturmfassade, zuletzt vor der Neuweihe von 1239 renoviert und leicht verändert. Zu dieser Zeit waren in konkurrierenden Städten wie Straßburg, Freiburg, Ulm, Köln, Wien und anderen gigantische Turmbauten im Entstehen oder bereits abgeschlossen. Frankfurt besaß zu dieser Zeit nur die Türmchen aus der Zeit des Königshofs Ludwigs des Deutschen, die gegenüber den hochgotischen Bauteilen geradezu winzig wirkten. Aber weder eine Verlängerung des Langhauses, noch der Bau eines repräsentativen Turms waren ohne weiteres möglich, da die Grundstücke westlich des Doms dicht bebaut waren. Auch das 1264 erstmals erwähnte städtische Rathaus stand dem Neubau im Weg.
Planungen zu einem Turmbau hatten schon sehr lange bestanden. Bereits 1329 hatte sich der Rat erstmals ein Privileg Kaiser Ludwigs IV. ausstellen lassen, das den Bau eines neuen Rathauses an geeigneter Stelle erlaubte. Es dauerte aber noch Jahrzehnte, bis der Neubau in Angriff genommen werden konnte. Andere Neubauprojekte, wie der Ausbau der Frankfurter Stadtbefestigung ab 1333 und der Frankfurter Landwehr ab 1393, waren dringlicher. Zudem wurden die Frankfurter Finanzen durch die Zunftunruhen von 1355 bis 1366 und die schwere Niederlage in der Kronberger Fehde von 1389 stark strapaziert. Zur Verbesserung der städtischen Einnahmen verhandelte der Rat seit 1390 mit dem Frankfurter Klerus über eine Aufhebung der bisherigen Steuerfreiheit der Klöster und Stifte. Im August 1407 kam es durch Vermittlung des Mainzer Erzbischofs Johann II. zu einer Einigung, der sogenannten Pfaffenrachtung.
Bereits 1405 erwarb die Stadt Frankfurt die beiden Häuser „Zum Römer“ und „Zum Goldenen Schwan“ am heutigen Römerberg. Ihr Umbau zum neuen Rathaus zog sich hin; erst Anfang 1408 konnte der Umzug erfolgen. Als Nächstes mussten zur Vorbereitung des Turmbaus außer dem alten Rathaus ein Teil des Kreuzganges, das Haus zum Fraßkeller und die beiden romanischen Türme abgerissen werden. Den Wert des alten Rathauses setzte der Rat mit 300 Pfund Heller an, die zu gleichen Teilen vom Rat, dem Stift St. Bartholomäus und der Kirchenfabrik aufgebracht werden sollten, obwohl ein Interessent der Stadt 420 Pfund für die Liegenschaft geboten hatte. Zur Finanzierung seines Anteils verzichtete das Stift zugunsten der Stadt auf Einkünfte, die ihm aus ehemaligen jüdischen Häusern und Grundstücken zuflossen, die es 1349 nach der Ermordung oder Vertreibung ihrer ursprünglichen Eigentümer in seinen Besitz gebracht hatte. Am 31. Mai 1414 unterzeichneten Rat und Stiftskapitel einen Vertrag über den Handel, durch den sich der Turm von Beginn an in städtischem Eigentum befand. Im Herbst 1414 begann der Abbruch des Rathauses und der Türme, der im April 1415 abgeschlossen war. Bis Ende Mai wurde die Baugrube ausgehoben und mit 255 Eichenpfählen gesichert. Am 6. Juni 1415 fand schließlich die feierliche Grundsteinlegung in Anwesenheit von Abgeordneten des Rates und des Stifts statt.

#### Madern Gerthener

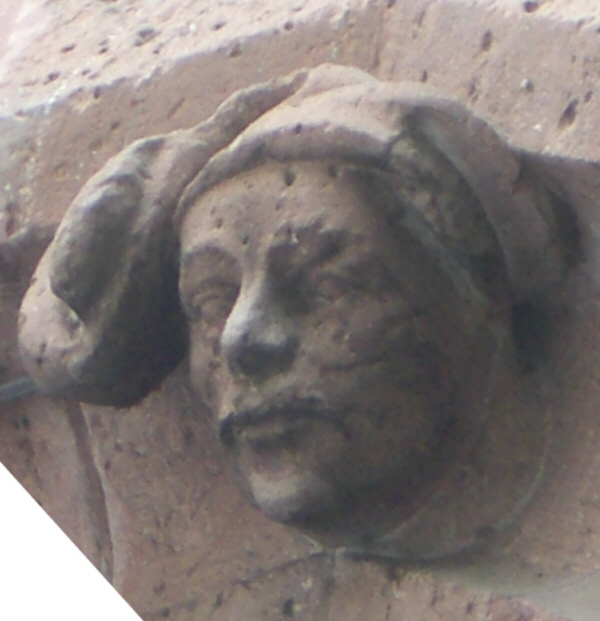
Madern Gerthener

Verantwortlich für den Bau war Madern Gerthener, Sohn eines Frankfurter Steinmetzen, von 1395 bis zu seinem Tod 1430 Stadtbaumeister Frankfurts. Seit 1404 war er am Bau von St. Bartholomäus beteiligt, ab 1409 war er der leitende Werkmeister. Der Originalriss des Turms ist im Historischen Museum erhalten und zählt zu den schönsten Architekturzeichnungen des Mittelalters. Eine jüngere Position relativiert die alleinige Autorschaft von Madern Gerthener und schreibt einen vorausgegangenen Erstentwurf Ulrich Ensinger und die endgültige Ausformulierung der Obergeschosse Matthäus Ensinger zu.
1409 gelang Gerthener die Einwölbung der seit fast 50 Jahren fertiggestellten Vierungsjoche. Die Schwierigkeit, an der alle seine Vorgänger scheiterten, bestand darin, dass die in der Vierung aneinanderstoßenden Bauteile verschiedene Gewölbehöhen aufwiesen, das Langhaus war deutlich niedriger als Chor und Querhaus. Die beiden äußeren Joche erhielten Kreuzrippengewölbe, das mittlere eine schon netzartige Struktur. Auch das an der Chornordwand befindliche Sakramentshaus (1415 gestiftet) stammt aus Gertheners Werkstatt.

#### Das untere Turmgeschoss

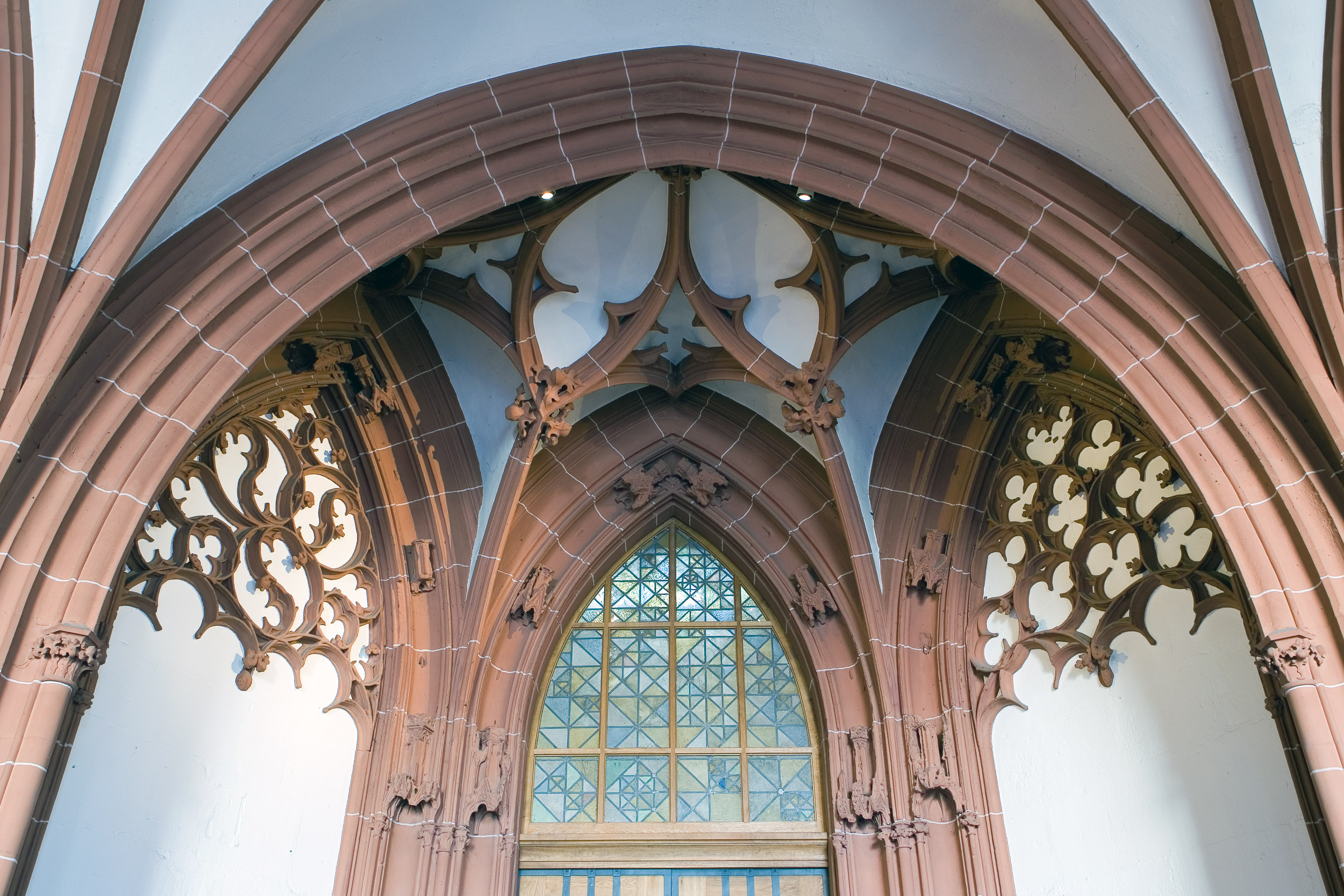
Maßwerkgewölbe im nördlichen Turmportal

Gertheners Plan sah eine Einturmfassade vor, wie sie im späten 14. Jahrhundert allgemein bevorzugt wurde. Anstatt der andernorts üblichen vielschichtigen Gliederung wählte Gerthener ein Konzept nach oben hin zunehmender Leichtigkeit bei recht schlichtem Unterbau. Der Turm gliedert sich in drei Geschosse. Das Untergeschoss auf quadratischem Grundriss streng, fast sockelartig, mit großen, geschlossenen Wandflächen, jeweils einem hohen Rundbogenfenster, an den Ecken des Turms begleitende Fialen. Das schwere Untergeschoss, in der Höhe etwa der des Kirchenschiffs entsprechend, drückt Monumentalität sowie eine gewisse solide Körperhaftigkeit aus. Diese Formensprache ist selten für repräsentative spätgotische Turmbauten, die sonst eher durch Formenreichtum und Verspieltheit auffallen.
Auf der Nord- und der Südseite des Turmes sind tief eingeschnittene Portale, nicht jedoch auf der Westseite. Dies geschah aus rein praktischen Gründen: Der Turm stand in einer Art Baulücke und war im Westen nur durch eine sehr schmale Gasse von der Nachbarbebauung getrennt, also von dort kaum zugänglich. Diese Tatsache wurde von Gerthener durch die Verlegung der Zugänge auf die Nord- bzw. Südseite berücksichtigt, und nur so kann das heute, nach Freilegung der Domumgebung, sinnlos erscheinende Fehlen eines Westportals erklärt werden.
Das südliche Turmportal stammt von 1422 und zeigt über der rundbogigen Öffnung elegante spätgotische Kielbögen und eine netzgewölbte Außennische. Das Nordportal, ebenfalls Gertheners Werk (1422/23), weist an den Laibungen filigranes Blendmaßwerk auf sowie das erste Maßwerkgewölbe auf dem europäischen Kontinent und stellt damit einen Auftakt zur spätgotischen Portalarchitektur dar.
Nördlich von Turm und Langhaus entstand bis 1418 ein unregelmäßig-langrechteckiger Kreuzgang, Begräbnisplatz der Stiftsherren und Sammelpunkt des kaiserlichen Zuges bei den Krönungsfeierlichkeiten. Das erste Turmgeschoss war 1423 bis auf eine Höhe von 24 Metern vollendet. In diesem Jahr übertrug Gerthener die Bauleitung vor Ort an drei Parliere, zunächst an Leonard Murer von Schopfheim, später an Endres Sasse von Byere und Hans von Büren. Unter ihrer Leitung verlangsamte sich der Bau, vermutlich aus Geldmangel.

#### Die Obergeschosse

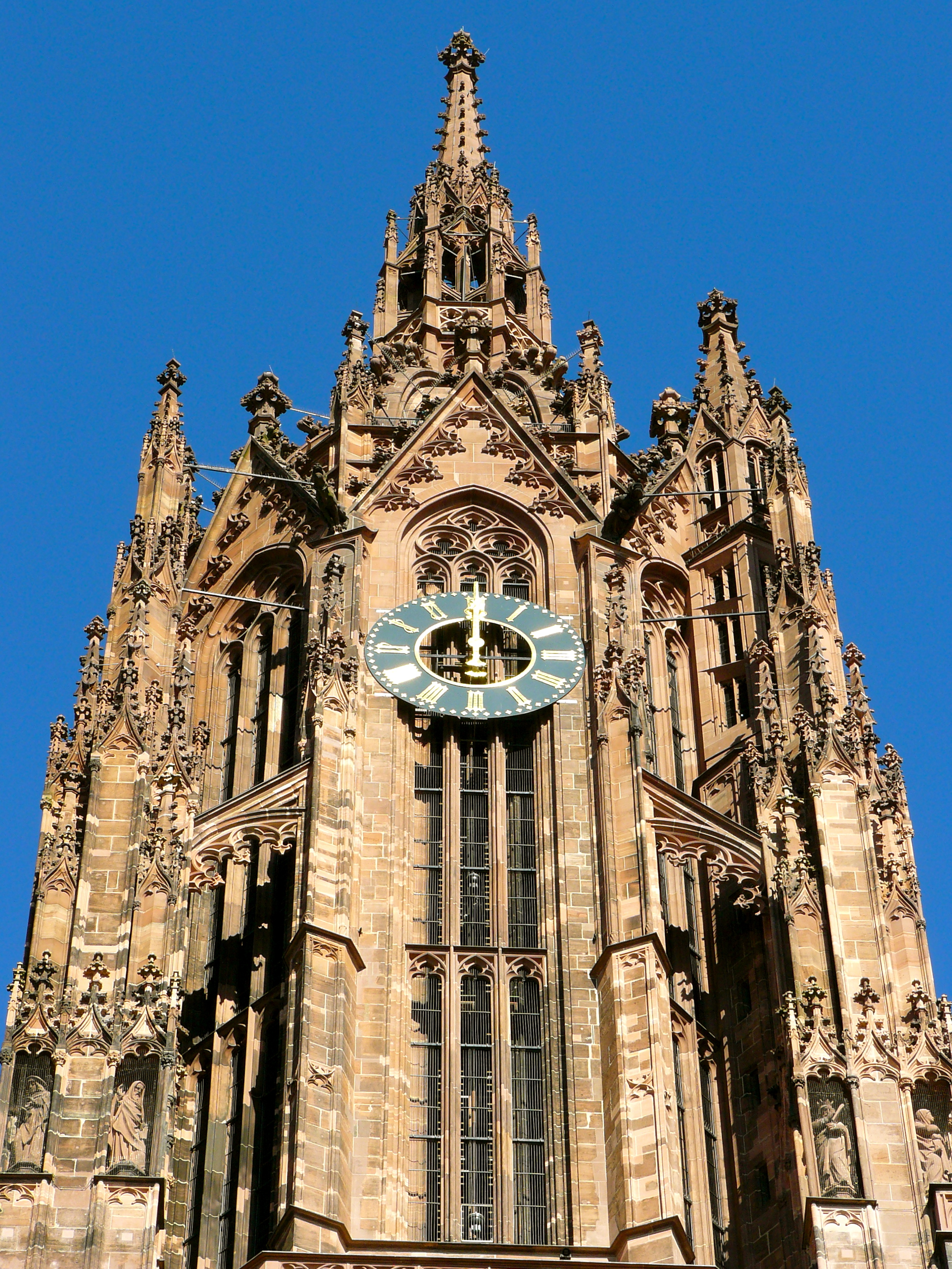
Der Turm vom Westen

Das zweite Turmgeschoss ist schlanker, leichter als das erste, von Strebepfeilern eingefasst, leicht zurückspringende Fialtürmchen bereiten den Übergang vom quadratischen zum achteckigen Grundriss vor. Die hohen Spitzbogenfenster sind mit reichem Maßwerk verziert. Den oberen Abschluss bildet die erste Galerie. Sie besitzt eine Balustrade mit Vierpassmustern, ein bewusster Rückgriff auf die Hochgotik. Das zweite Geschoss in Höhe des Dachstuhls beinhaltet den ersten Glockenstuhl.
Nochmals wesentlich reicher gestaltet ist das darauf folgende Oktogon, stark aufgelöst, große Fensteröffnungen, an den Diagonalseiten reiche, 30 m hohe Fialtürme, mit dem Hauptbaukörper durch Strebebögen verbunden. Am Fuße des Achtecks liegt der zweite Glockenstuhl und über den Wimpergen des Oktogongeschosses die zweite Galerie und darüber eine Schalenkuppel als Abschluss des Turmes, darin die Wohnung des Turmwächters. Dieser hatte die Aufgabe, den Ausbruch von Feuer und das Herannahen von Feinden zu melden.

#### Langsamer Baufortschritt und provisorischer Abschluss
Bei Gertheners Tod im Jahr 1430 standen das untere Geschoss sowie die unteren acht Meter des zweiten. Nachfolger Gertheners als städtischer Werkmeister wurde der bisherige Parlier Leonhard Murer von Schopfheim. Er erhielt lediglich die Hälfte von Gertheners Gehalt. Obwohl 1433 ein neuer Kran auf der Baustelle errichtet wurde, kam die Arbeit der Steinmetze und Maurer zeitweise zum Erliegen. Nach Murers Tod 1434 übernahm Meister Michel Kurtze die Bauleitung. Bei seinem Tod 1438 war der Bau bis zur Höhe der Fenstermaßwerke (etwa 34,90 Meter) fortgeschritten.
Sein Nachfolger als Werkmeister wurde Jost Schilder (1439 bis etwa 1462), dem bis 1474 sein Stiefsohn Bartholomäus von Schopfheim folgte, ein leiblicher Sohn Leonhard Murers. Unter ihrer Leitung wurde das zweite Turmgeschoss einschließlich der Gewölbe fertiggestellt und einige Quaderschichten des Oktogons bis auf eine Höhe von 42 Metern aufgemauert. Zwischen 1474 und 1482 scheint die Bautätigkeit zum Erliegen gekommen zu sein.
Erst unter der Bauleitung des Hans Flücke von Ingelheim 1483–90 kam wieder Bewegung in die Bauarbeiten. Offenbar wurde das Gewölbe im ersten Obergeschoss abgebrochen und neu aufgebaut. Das Oktogon wuchs in den sieben Jahren bis 1490 um etwa 7 Meter bis auf die Höhe des Kaffgesimses. Außerdem änderte er die Pläne Gertheners („Riss B“), unter anderem durch Verzicht auf die unteren Strebebögen am Oktogon. 1491 schied Hans Flücke als Werkmeister aus, möglicherweise weil Zweifel an der Ausführbarkeit seiner Pläne bestanden. Sein Nachfolger Nikolaus Queck, Bauleiter ab Juli 1494, reagierte auf den permanenten Geldmangel. Er unterbreitete Sparvorschläge und forderte beispielsweise den Verzicht auf die Kuppel. 1497 verließ er Frankfurt. Der Rat berief 1497 den Sachverständigen Hans von Friedberg, um die Realisierbarkeit von Ingelheims Plänen von 1483 zu begutachten.
1499 erhielt der letzte Frankfurter Dombaumeister des Mittelalters, Jakob Bach aus Ettlingen, seinen Dienstbrief, nachdem er zuvor wahrscheinlich schon als Parlier tätig gewesen war. Bei seiner Anstellung hatte der Turm eine urkundlich belegte Höhe von 56 Metern erreicht. Er schloss den Turm mit einer provisorischen Flachkuppel ab und verzichtete auf die von Gerthener geplante bekrönende Laterne. 1514, nach 99 Jahren Bauzeit, wurden die Arbeiten am Turm endgültig eingestellt. Gründe waren die Wirtschaftskrise der Zeit sowie soziale und religiöse Turbulenzen – so erhob sich starker Protest seitens der Bürger gegen die Privilegien der als arrogant verrufenen Stiftsherren –, Spannungen zwischen Stadtpfarreien und dem Stift, das machtbesessen seine Vorrechte gegenüber anderen Kirchen verteidigte. Die Bereitschaft der Bürger, den Bau der Stiftskirche mitzutragen, erlahmte. Überhaupt waren die kirchlichen Institutionen in Deutschland heftiger Kritik ausgesetzt: nur drei Jahre später erfolgte Martin Luthers Thesenanschlag zu Wittenberg, die Reformation begann.
Der Westturm der Bartholomäuskirche wurde trotz seines kümmerlichen Abschlusses (vom Volk „Schlafmütze“ genannt) Krone und neues Wahrzeichen der Reichsstadt. Die Türme der Spätgotik orientierten sich in ihren Dimensionen weniger am zugehörigen Gebäude als vielmehr an der Stadt als Gesamtkunstwerk, der Wirkung dessen, was wir heute „Skyline“ nennen würden. Und der Gedanke der Bekrönung der kaiserlichen Wahl- und bald auch Krönungsstadt kam in diesem Fall sogar ganz konkret zum Ausdruck: Der obere Turmabschluss mit Oktogon und rippenbesetzter Kuppel sollte ganz bewusst an die Gestalt der im 10. Jahrhundert geschaffenen, seit Otto I. von jedem Kaiser getragenen Reichskrone erinnern. Der neue Turm, der schon während der Bauzeit ein beliebter Aussichtspunkt war, etwa für Maximilian I., der sich am 20. September 1495 in luftiger Höhe festlich bewirten ließ, sollte durch Größe und Schönheit das Selbstbewusstsein der Freien Reichsstadt zum Ausdruck bringen. Gertheners Steilkuppel, die bereits im 15. Jahrhundert bei konservativen Zeitgenossen umstritten war, ist eine originelle Eigenschöpfung ohne Vorbild in der Architekturgeschichte.

### Spätgotische Erweiterungen

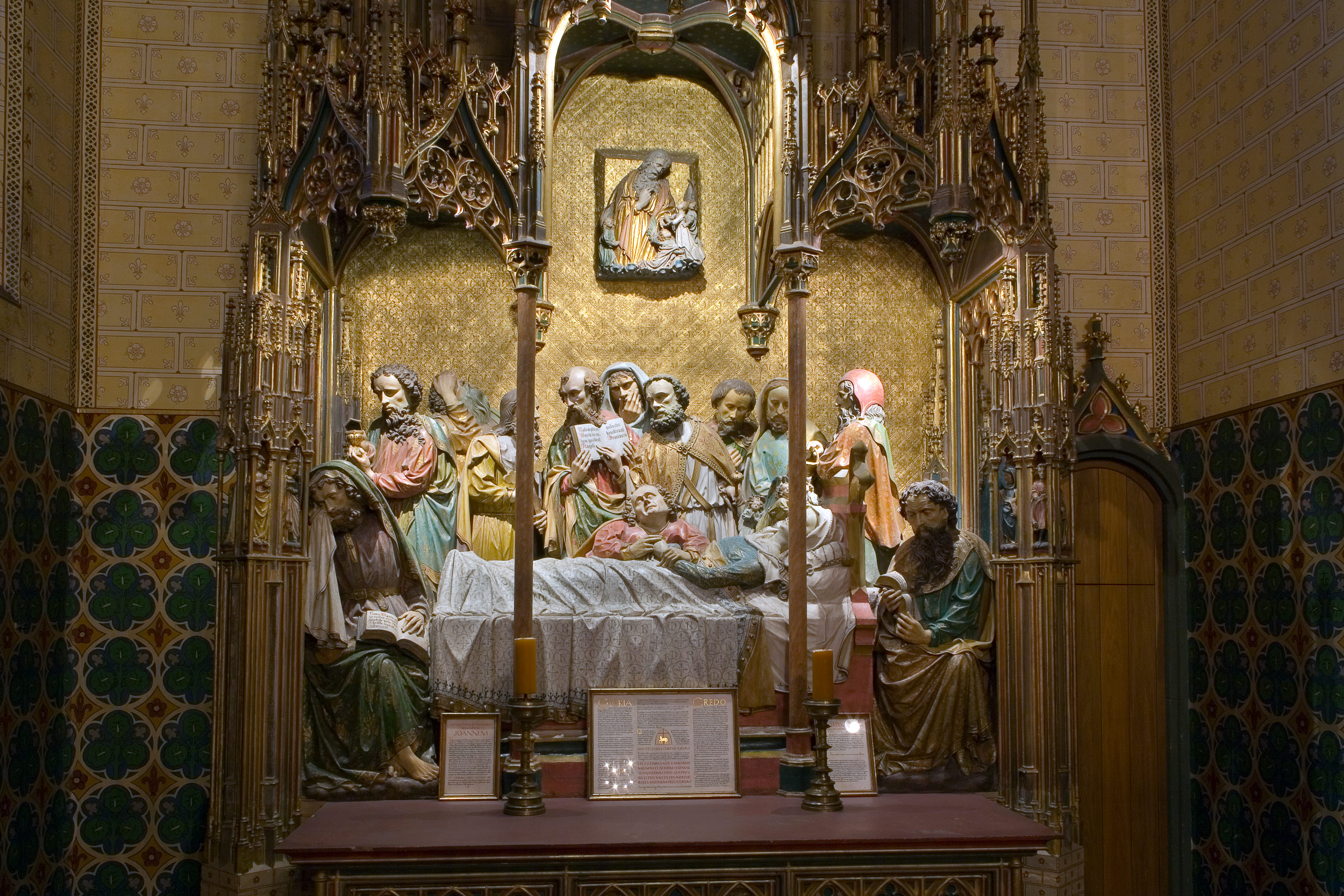
Maria-Schlaf-Altar

Während des 15. Jahrhunderts wurden der Bartholomäuskirche außer dem Westturm nur noch einige Seitenkapellen angefügt, man erwarb jedoch bedeutende Ausstattungsgegenstände. So steht in der Marienkapelle seit 1438 der vollständig erhaltene Maria-Schlaf-Altar, er zeigt unter einem reich gestalteten Baldachin den Tod Marias im Kreise der trauernden Apostel. Der Altar, eine Stiftung des Patriziers Ullrich von Werstatt und seiner Frau Gutge Schelmin, ist das vielleicht ausdrucksstärkste bildkünstlerische Werk im Dom, das älteste Beispiel des „Weichen“ oder „Knitterfaltenstils“ am Mittelrhein.
An den Wänden des Hochchors, also über dem Chorgestühl, entstand zwischen 1407 und 1427 der Bartholomäusfries, der in 28 Szenen die Lebensgeschichte des Hauptpatrons darstellt. Vorlage für die Malereien (eine Stiftung des Domscholastikers Frank von Ingelheim) war die „Legenda aurea“ des Dominikaners Jakob von Vorago, eine Sammlung von Heiligenlegenden von 1260. Eine alte Ausgabe dieses Werkes befand sich in der Bibliothek des Frankfurter Stifts, und der Meister des Bartholomäusfrieses hielt sich bis in Einzelheiten an diese Vorlage. Es handelt sich um eine Seccomalerei, d. h. auf den trockenen Putz gemalt. Der Künstler ist namentlich nicht bekannt, er ist jedoch ein Vertreter der „Kölner Malerschule“, sein Stil weist Ähnlichkeit mit dem Stefan Lochners auf, man vergleiche dessen im Städelmuseum befindlichen Altarflügel mit Darstellung der Apostelmartyrien. Er hatte offenbar eine Vorliebe für prachtvolle Bekleidung, keines der dargestellten Königsgewänder wird wiederholt.
Hinter (östlich) der Magdalenenkapelle wurde ab 1425 ein weiterer, schlicht gestalteter vierjochiger Saal angebaut, auch hier tauchten wieder, wie im gleichzeitig erbauten Turmuntergeschoss, die seltenen gotischen Rundbogenfenster auf. Der Raum diente zunächst als Kapelle der Heiligen Petrus und Marcellinus sowie als Stiftsbücherei. 1438 wurde in diesem Raum der Habsburger Albrecht II. zum König gewählt, was eine Tradition begründete. 16 der letzten 22 deutschen Könige und Römische Kaiser werden in diesem schlichten Raum, jetzt auch als Wahlkapelle bezeichnet, gewählt, was ihn zu einem wichtigen Zeugen deutscher Geschichte macht.
Nach einer Stiftung des Patriziers Nikolaus Scheid entstand 1487, an das südliche Seitenschiff und an die ältere Wolfgangskapelle anschließend, die zweijochige Scheidskapelle in reichen spätgotischen Formen, mit flachbogigen Nischen und Netzgewölben. Da Scheids- und Wolfgangskapelle zusammen mit drei Jochen die gleiche Länge besitzen wie das Langhaus, wirken sie fast wie ein zweites südliches Seitenschiff.
1509 stifteten der Großkaufmann und Ratsherr Jakob Heller und seine Frau Katharina von Melem der Kirche eine Kreuzigungsgruppe, die in der Werkstatt des Mainzer Bildhauers Hans Backoffen entstand und die auf dem Domfriedhof, hinter dem Chor, aufgestellt wurde. Es ist ein Werk der virtuosen „barocken“ Phase der Spätgotik, eine lebendige Darstellung mit großer Ausdruckskraft und gelungener Anordnung und Zusammenfassung der Figuren in der Gruppe. Im unteren Teil des Kreuzesstamms, über den Wappen des Stifterehepaares, wurde, durch eine runde, vergoldete Messingplatte abgedeckt, eine von Heller 1500 in Rom erworbene Kreuzreliquie eingearbeitet.

## Der Dom in der frühen Neuzeit

### Die Reformation in Frankfurt
Mit dem torsohaften Abschluss des Westturms unter Jakob Bach endete 1514 die mittelalterliche Baugeschichte des Bartholomäusdoms. Wie schon beschrieben, hatte man mittlerweile andere Sorgen, die religiöse Euphorie, aus der die Kirchenbaubegeisterung des 13. und 14. Jahrhunderts entsprang, wich nun, am Ende des Mittelalters, einer grundlegenden Kritik an der Kirche, ihrer allgegenwärtigen Macht, ihren Privilegien und der drückenden Abgabenlast. Das gewachsene Selbstbewusstsein des städtischen Bürgertums widersprach dem überkommenen Machtanspruch der als korrupt und moralisch verkommen angesehenen römischen Amtskirche. Verschiedene Erneuerungsbewegungen unterschiedlicher Radikalität, wie die Täufer, die revolutionären Bauern und der Humanismus, brachten die unzufriedene Stimmung dieser Zeit zum Ausdruck. Am schnellsten verbreitete sich jedoch ab 1517 die Reformationslehre Luthers. Da sie den Staat als göttliche Ordnung ansah und den Landesherren Autorität auch über kirchliche Angelegenheiten zusprach, war sie bei den Fürsten und auch bei der herrschenden Klasse der Städte recht gern gesehen. 1522 hielt der Barfüßermönch Hartmann Ibach, auf Einladung einflussreicher Ratsmitglieder um Hamman von Holzhausen, in der Katharinenkirche die ersten Predigten im Geiste der Reformation. Politisch war dies für eine Stadt, die in solch großem Maße vom Kaiser abhängig war, recht gewagt. Luther war ein Jahr zuvor vom Papst gebannt und auf dem Wormser Reichstag von dem neuen Kaiser Karl V. mit der Reichsacht belegt worden.

### Der Dom wird evangelisch und wieder katholisch

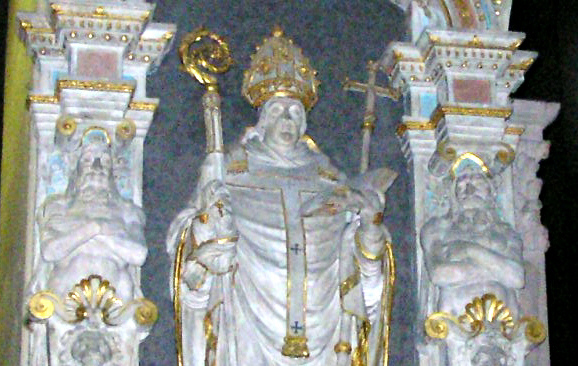
Sebastian, Erzbischof von Mainz

1525 wurde die Bartholomäuskirche geteilt: Die Stiftsherren und die Bürger, die der römischen Kirche treu blieben, mussten ihre Gottesdienste im Chor abhalten. Die Protestanten erhielten den Rest der Kirche. Erst 1530 trat die Stadt offiziell der Reformation bei.
Nach demagogischen Predigten des Dionysius Melander wurden bei einem regelrechten Bildersturm Altartafeln und Reliquien der Kirche zerstört. Am 23. April 1533 wurden alle katholischen Gottesdienste in der Stadt verboten, auch im Chor des Doms, bisher letzte Zufluchtsstätte des alten Glaubens. Zum Schutz gegen kaiserliche Strafmaßnahmen schlossen sich die lutherischen Länder 1531 zum Schmalkaldischen Bund zusammen, dem Frankfurt 1536 beitrat. Zehn Jahre später kam es zum Krieg zwischen den verfeindeten Parteien. Die Stadt nutzte die günstige Gelegenheit und beschlagnahmte große Teile des Stiftsvermögens. Nach der Niederlage in der Schlacht bei Mühlberg 1547 gerieten die protestantischen Reichsstände in die Defensive. 1548 nahm die Stadt das Augsburger Interim gegen den Widerstand der lutherischen Geistlichkeit und großer Teile des Bürgertums an und gab die Bartholomäuskirche sowie vier andere Stifts- und Ordenskirchen an die katholische Kirche zurück. Am 14. Oktober 1548 wurde der Dom vom Mainzer Erzbischof Sebastian von Heusenstamm vorsorglich noch einmal geweiht.
Der Frieden mit dem Kaiser, verbunden mit einer finanziellen Großzügigkeit, bewirkte, dass sich die Stadt keinen weiteren kaiserlichen Repressalien unterwerfen musste. Die Bürgerschaft behielt ihr lutherisches Bekenntnis und die Stadt ihre Privilegien als Messestadt, für die sich bereits die katholisch gebliebenen Städte Mainz und Worms interessiert hatten, und als Stadt der Königswahl. Als sich 1552 die protestantischen Fürsten im Fürstenaufstand erneut gegen den Kaiser erhoben, blieb die Stadt kaisertreu. Eine dreiwöchige Belagerung und Beschießung durch die eigenen Bundesgenossen war die Folge. Obwohl das gesamte Umland der Stadt verwüstet wurde und auch in der Stadt große Schäden entstanden (so schlugen während eines Gottesdienstes zentnerschwere Steinkugeln im Dom ein, die aber niemanden verletzten), hielt man, mit kaiserlicher Unterstützung, den Belagerern stand.

### Der Dom wird Krönungskirche der römisch-deutschen Kaiser
Ihre erwiesene Treue zum Kaiser zahlte sich für die Stadt aus. 1562 wurde sie, wenn auch mehr durch Zufall, zur Krönungsstadt des Heiligen Römischen Reiches. In diesem Jahr wurde der Habsburger Maximilian II. in Frankfurt zum Kaiser gewählt. Da der Erzbischof von Köln, Gebhard von Mansfeld, der eigentlich (gemäß Karls IV. Goldener Bulle) die Krönung in Aachen hätte vornehmen müssen, plötzlich starb und widrige Wetterverhältnisse die weite Reise nach Aachen unmöglich machten, entschloss man sich, die Krönung gleich an Ort und Stelle, im Frankfurter Bartholomäusdom, durchzuführen. Dabei blieb es bei fast allen späteren Kaiserkrönungen bis zur letzten von Franz II. im Jahr 1792.
Durch die Krönungsfeierlichkeiten rückte die ungeliebte Stiftskirche für kurze Zeit wieder in den Mittelpunkt des Interesses der protestantischen Stadt. In der übrigen Zeit spielte der Dom nur noch für die kleine, meist aus Handwerkern bestehende katholische Gemeinde und das kaum noch bedeutende Stift eine Rolle. Im Rat und in der Stadtregierung waren Katholiken nicht mehr vertreten.

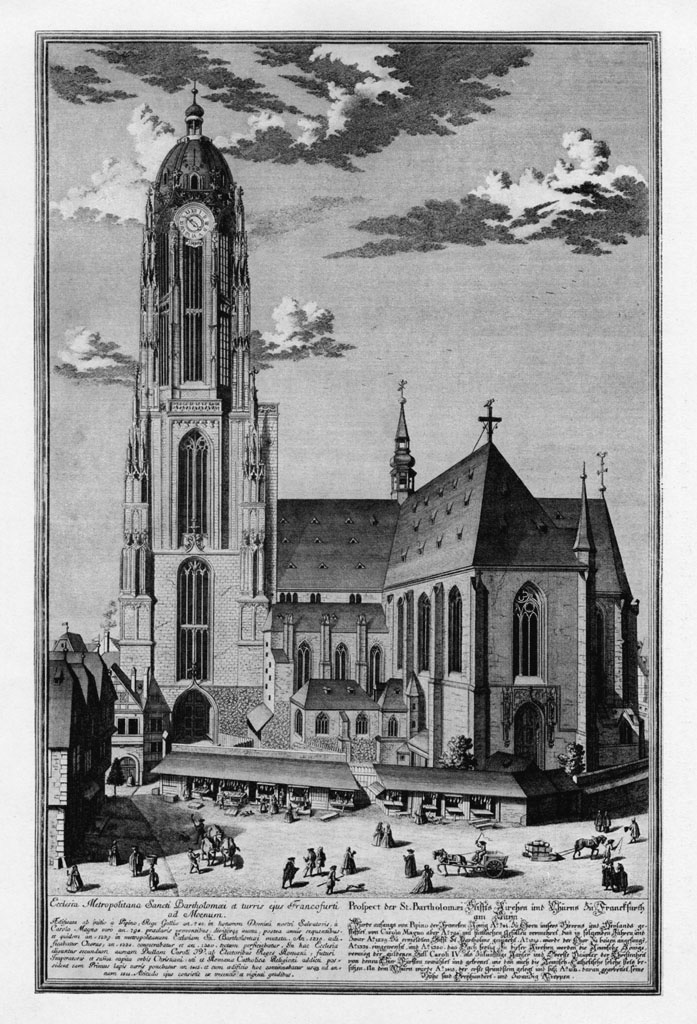
Der Kaiserdom im Jahre 1738

### Italiener retten Frankfurts katholische Gemeinde
Während des Dreißigjährigen Kriegs, 1631, wurde die Stadt vom schwedischen König Gustav Adolf und seiner Armee besetzt. Der Bartholomäusdom wurde erneut zur protestantischen Kirche. Durch den Frieden von Prag 1635 wurde die Besatzung aufgehoben und der Dom den Katholiken, diesmal endgültig, zurückgegeben.
Das Stift als Eigentümer der Kirche hatte an Ansehen, Reichtum und Einfluss stark verloren. Die Lage änderte sich ab 1670 mit der Zuwanderung zahlreicher italienischer Kaufmannsfamilien, die der katholischen Gemeinde eine zahlenmäßige (von 0,5 auf immerhin 6 % der Bevölkerung), aber vor allem wirtschaftliche Stärkung brachte. Die wohlhabenden Familien – vor allem die aus der Gegend des Comer Sees stammenden Brentano und Guaita – brachten durch Stiftungen und persönliches Engagement dem Bartholomäusstift eine Neubelebung. Sie übernahmen wichtige Positionen im Stiftskapitel und erlangten 1740 auch das Bürgerrecht.

### Barocke Umgestaltung
Die wichtige Rolle als Wahl- und Krönungsstätte der deutschen Kaiser sowie die durch die wohlhabenden Zuwanderer wieder zur Verfügung stehenden Finanzmittel ließen zum ersten Mal seit fast 200 Jahren wieder über die bauliche Gestalt der Kirche nachdenken. Man begann also um 1700 mit einer prächtigen barocken Umgestaltung, um den Kaisern nicht mehr ein finsteres und altmodisches mittelalterliches Gemäuer zumuten zu müssen. Hervorragende gotische Kunstwerke wurden zerstört, der Bartholomäusfries wie das ganze Kircheninnere weiß übertüncht, der gotische Lettner, seit Jahrhunderten Ort der Proklamation der neugewählten Kaiser, abgerissen und 1711 durch ein schmiedeeisernes Gitter ersetzt.
Zu dieser Zeit wurde es üblich, St. Bartholomäus, obwohl nicht Bischofs-, sondern Stifts- und Pfarrkirche, entsprechend der Größe und Bedeutung der Krönungsstätte als „Dom“ oder „Kaiserdom“ zu bezeichnen.

### Das Ende des Alten Reichs und des Bartholomäusstifts

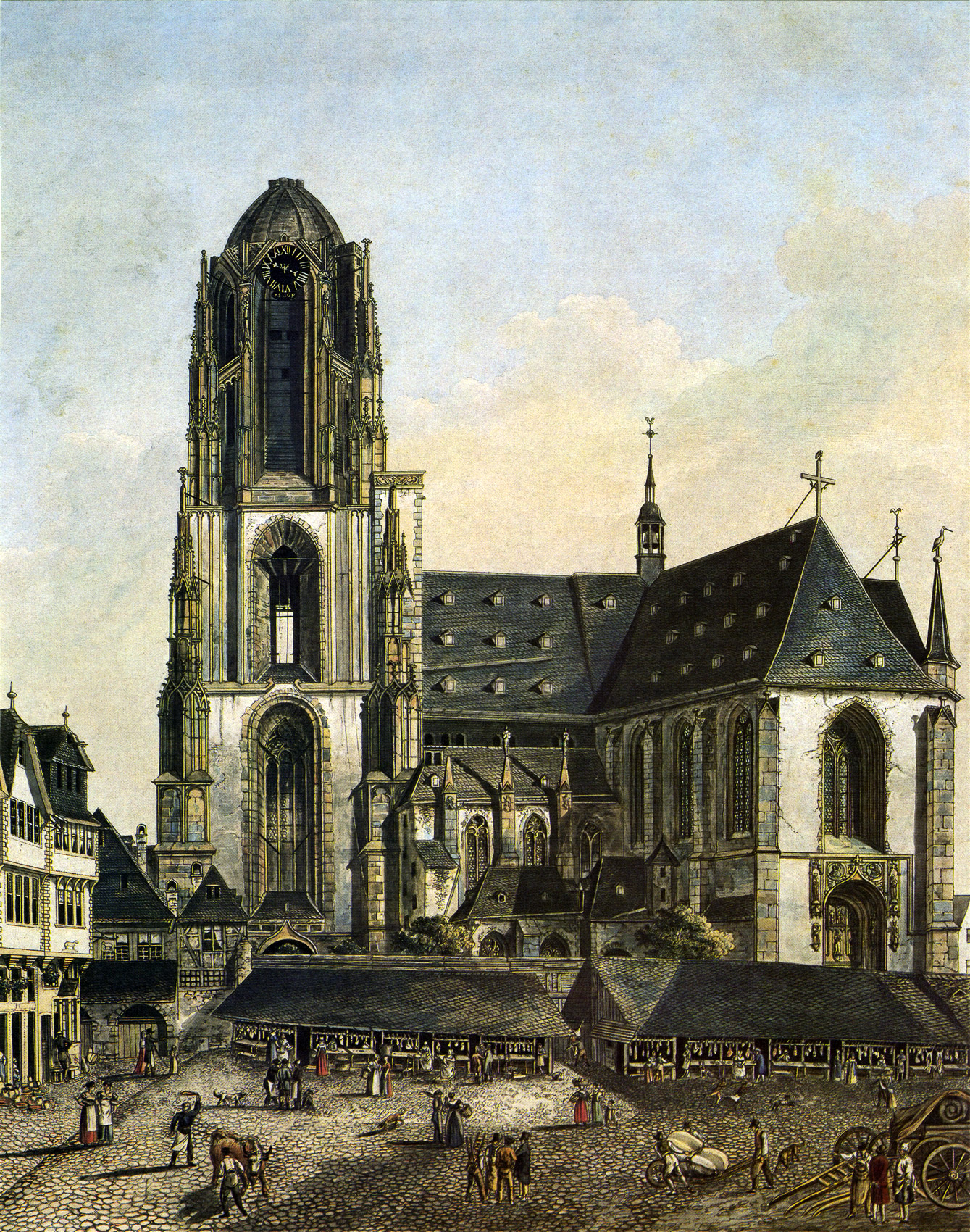
Südansicht des Doms, Aquatintblatt von 1813

Von 1742 bis 1745 diente Frankfurt – zum ersten Mal seit dem Mittelalter – als feste Kaiserresidenz: mit der Krönung von Karl Albrecht von Bayern zum Kaiser (Karl VII.) am 12. Februar 1742 hatte erstmals seit Jahrhunderten ein Wittelsbacher die Reihe der habsburgischen Kaiser durchbrochen, da das Haus Habsburg mit dem Tode Karls VI. 1740 im Mannesstamm ausgestorben war. Karl VII. beanspruchte die Erbfolge in den habsburgischen Erbländern und führte daher Krieg gegen die Tochter Karls VI., Maria Theresia. Just zwei Tage nach der Kaiserkrönung im Bartholomäusdom, wurde München von Truppen Maria Theresias besetzt (Österreichischer Erbfolgekrieg). Da Kaiser Karl VII. der Rückweg versperrt war, nahm er Quartier im Barckhausenschen Palais auf der Zeil. Nach seinem Tod am 20. Januar 1745 wurde mit Maria Theresias Ehemann Franz I. die Kaiserkrone wieder mit Österreich verbunden.
Am 14. Juli 1792 wurde mit Franz II. der letzte Kaiser des Alten Reichs in Frankfurt gekrönt. Das Ende des fast 1000 Jahre alten Imperiums war schon abzusehen. Im Oktober des Jahres wurde Frankfurt von den französischen Revolutionstruppen besetzt, jedoch am 2. Dezember von Preußen und Hessen zurückerobert. Dennoch unterlagen die deutschen Länder nach dem Machtantritt Napoleons der französischen Übermacht.
Am 19. Oktober 1802 wurden die geistlichen Fürstentümer aufgelöst und aller kirchlicher und klösterlicher Besitz enteignet. Damit sollten nach der Annexion der linksrheinischen Reichsgebiete durch Frankreich den Fürsten, die dort gelegene Territorien verloren haben, Ersatz geschaffen werden. Obwohl Frankfurt keine Gebiete westlich des Rheins besaß, fiel dort neben allen anderen Kirchen auch das Bartholomäusstift an die Stadt (als Anlass diente der Verlust der bisher zu Frankfurt gehörenden Dörfer Soden und Sulzbach). Der Reichsdeputationshauptschluss am 25. Februar 1803 bestätigte die Enteignungen. Damit endete nach 951 Jahren die Geschichte des 852 von König Ludwig II. gegründeten Stifts. Seit dieser Zeit ist der Dom als Dotationskirche Eigentum der Stadt Frankfurt am Main.
Die Geschichte des Alten Reichs und damit auch die der Freien Reichsstadt Frankfurt als Kaiserstadt endete am 6. August 1806, als Franz II. die Kaiserkrone niederlegte und das Reich für aufgelöst erklärte.

## Der Dombrand 1867 und der Wiederaufbau

### Die Renovierung 1854–1856

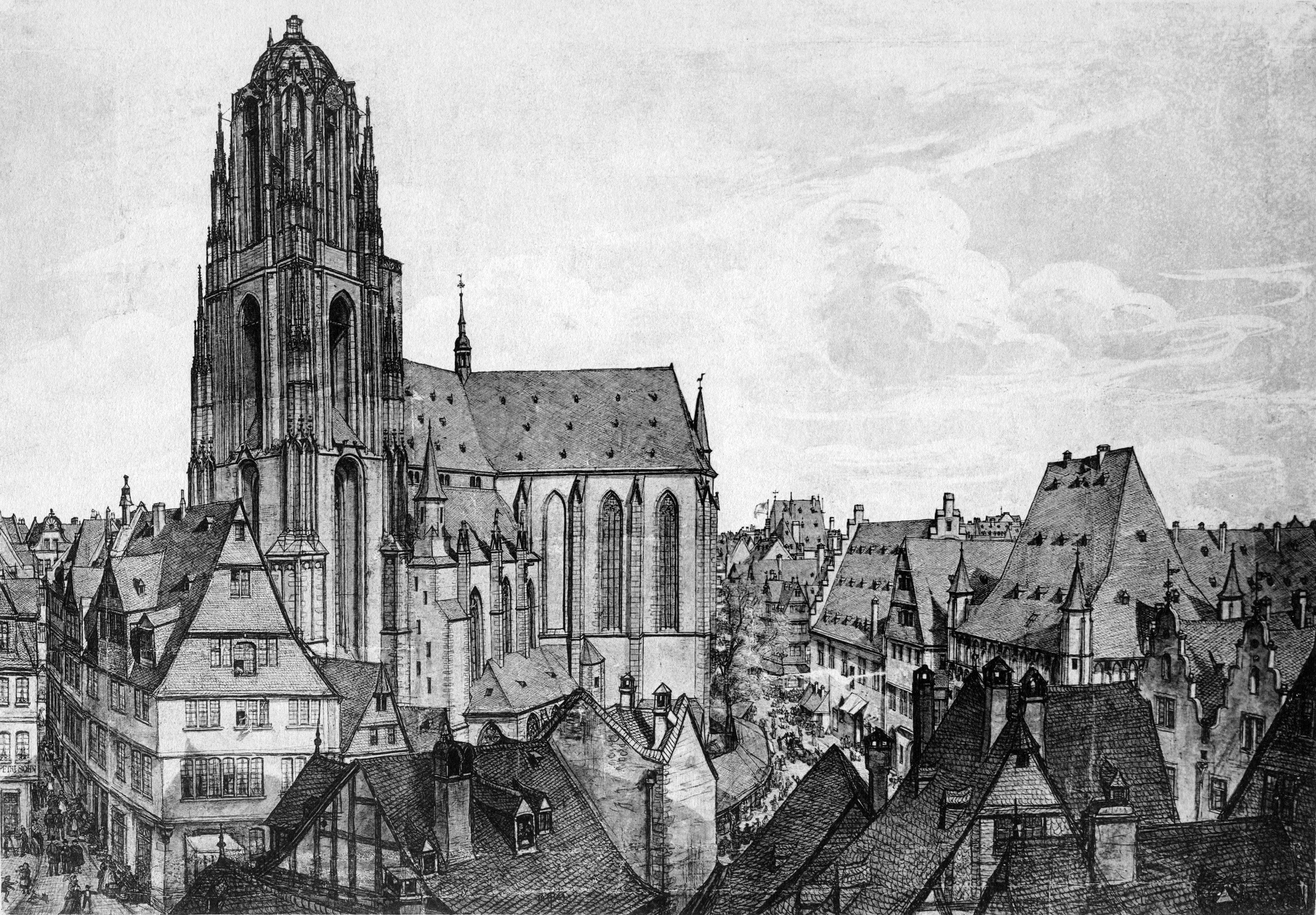
Dom vom Dach eines Hauses am Krautmarkt aus gesehen, 1858

Frankfurt wurde nach dem Wiener Kongress als eigenständige Stadtrepublik wiederhergestellt und pflegte weiterhin die traditionell engen Verbindungen zum Wiener Kaiserhaus. Der österreichische Kaiser Franz Joseph finanzierte eine 1854–1856 durchgeführte Renovierung des Doms, sicher nicht ohne symbolhafte Absichten. Die Frankfurter Nationalversammlung hatte sich 1849 für eine kleindeutsche Lösung ausgesprochen und dem preußischen König Friedrich Wilhelm IV. die Kaiserkrone angeboten. Die Instandsetzung der traditionellen Krönungskirche des Alten Reichs, in der zahlreiche Habsburger die Kaiserwürde empfangen hatten, könnte als Bekräftigung der eigenen Ansprüche verstanden werden.
Bei der Restaurierung, der ersten im modernen Sinne, wurden unter anderem die Gewölbekappen wieder instand gesetzt, verschiedene der verbliebenen gotischen Ausstattungsgegenstände des Doms und der benachbarten, 1829 abgerissenen Michaelskapelle renoviert oder neu gefasst sowie die ganze Kirche neu ausgemalt. Wenige Jahre zuvor hatte man bereits eine nachts erleuchtete, bekrönende Laterne auf die Flachkuppel des Turms gesetzt („Reichslaterne“ genannt).

### Der Dombrand

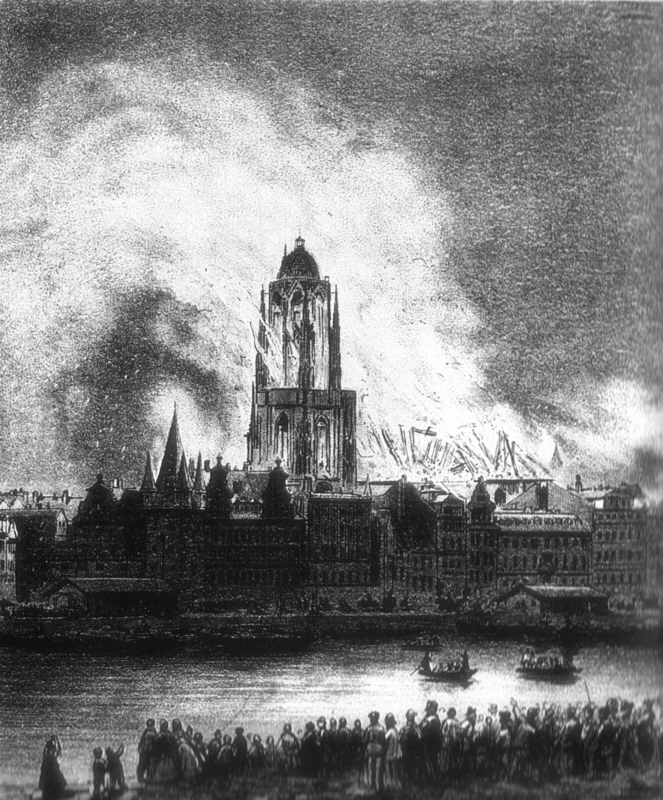
Der Dombrand 1867

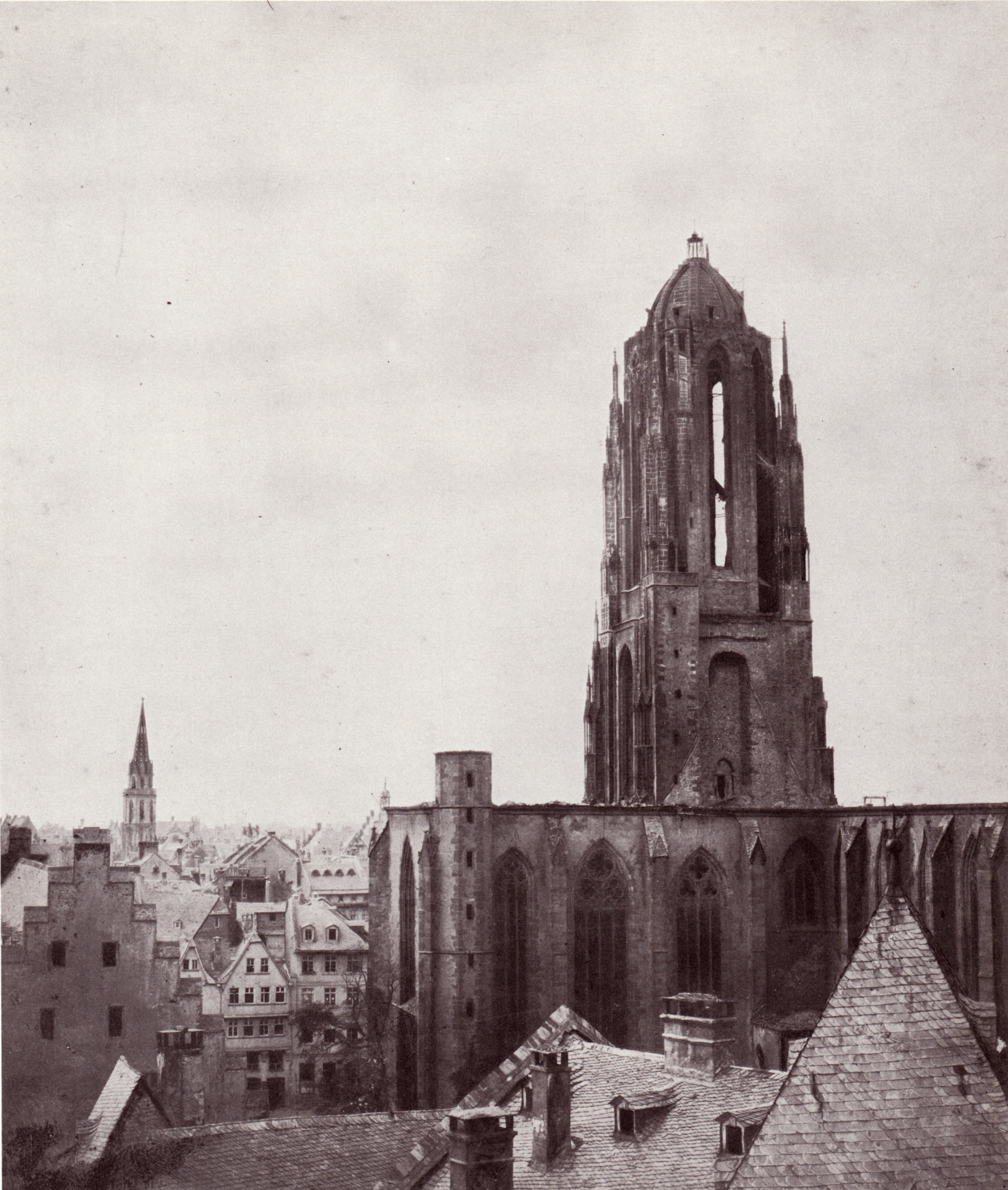
Der Kaiserdom nach dem Brand
Fotograf unbekannt, 1867

Im Deutschen Krieg wurde die Freie Stadt Frankfurt, obwohl offiziell neutral, am 16. Juli 1866 von preußischen Truppen besetzt, am 3. Oktober auf Befehl König Wilhelms I. annektiert.
In der Nacht vor dem ersten Besuch des Königs, am 15. August 1867 nachts gegen 1:30 Uhr brach in der Müllerschen Bierwirtschaft in der Fahrgasse, direkt hinter dem Dom, Feuer aus. Starker Ostwind und Funkenflug ließ das Feuer auf das Dach des Domes übergreifen, wo kurz darauf der ganze Dachstuhl in Flammen stand. Die obere Hälfte des Turms mitsamt dem prächtigen Geläut aus zwölf Glocken wurde völlig zerstört. Außer den im Hochchor befindlichen Gegenständen verbrannte die gesamte Innenausstattung einschließlich Orgel. Vier Menschen kamen ums Leben.
Am Morgen stand König Wilhelm in den Ruinen des Domes und versprach Hilfe für den sofortigen Wiederaufbau. Für die Bevölkerung jedoch war das Aufeinandertreffen von Königsbesuch und Dombrand ein düsteres Zeichen für die Schuld des preußischen Imperialismus am Untergang der alten Reichsherrlichkeit und der freien Stadtrepublik. Der Journalist und Schriftsteller Friedrich Stoltze, Herausgeber der von beleidigten Obrigkeiten wiederholt verbotenen satirisch-freiheitlichen Zeitung Frankfurter Latern, schrieb:
Alles, was uns lieb und theuer, 
Was uns heilig, hoch und werth: 
Unsere Tempel fraß das Feuer, 
Unsere Freiheit fraß das Schwert
Es dauerte viele Jahre, bis der Hass auf die Besatzungsmacht halbwegs überwunden und das Verhältnis zu dem Staat, dem Frankfurt nun wider Willen angehörte, einigermaßen normalisiert werden konnte.

### Der Wiederaufbau
Der Wiederaufbau wurde schnell in die Wege geleitet. Bereits vier Wochen nach dem Unglück wurde auf Initiative des Stadtpfarrers Eugen Thyssen ein Dombauverein gegründet, in dem sich zahlreiche Bürger engagierten. Spenden aus allen Teilen der Bevölkerung, auch der protestantischen und jüdischen, unterstützten die Arbeit von Stadt und Dombauverein. Die Dombaumeister von Wien, Köln und Regensburg, Friedrich Schmidt, Richard Voigtel und Franz Josef Denzinger, veröffentlichten Ende März 1868 ein erstes Gutachten über die Bauschäden. Im September 1869 wurde der letztere, Franz Josef Denzinger aus Würzburg, mit dem Wiederaufbau betraut.
Von Beginn an wurde hierbei nicht nur an die Wiederherstellung, sondern auch an die Fertigstellung von im Mittelalter unvollendet gebliebenen Bauteilen gedacht.

#### Wiederaufbau und Fertigstellung des Westturms

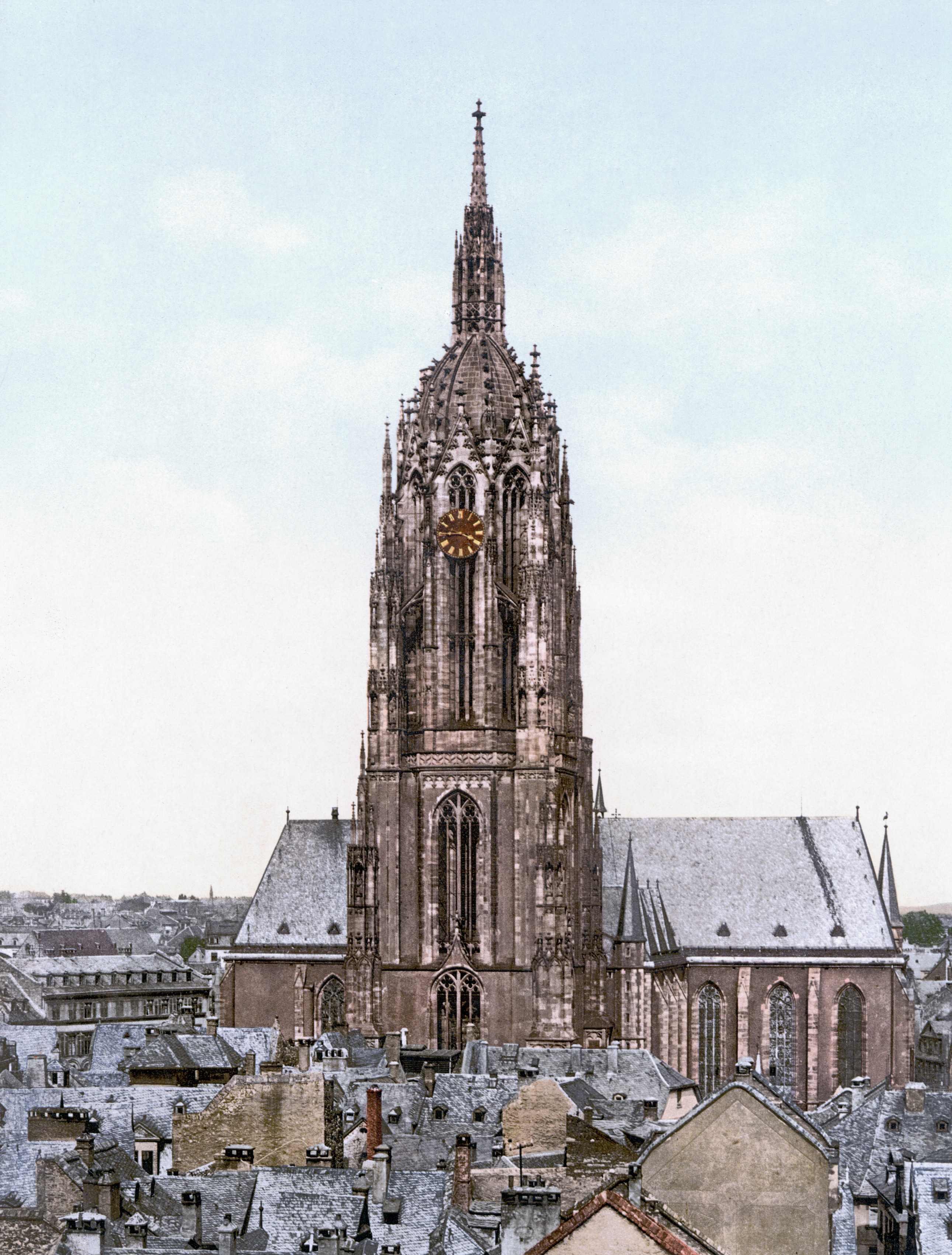
Der wiederaufgebaute Dom um 1900

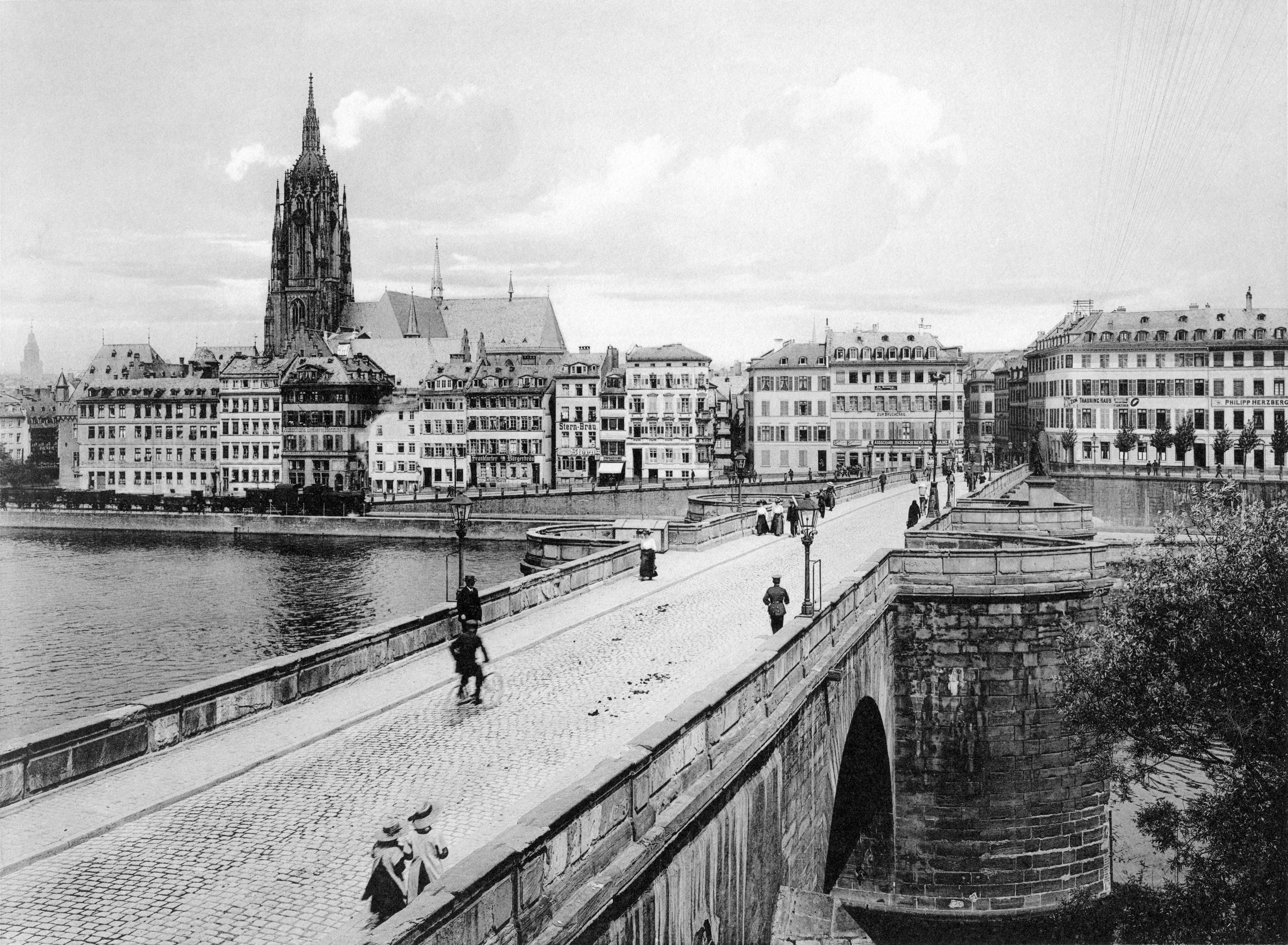
Rekonstruierter Dom von der Alten Brücke aus gesehen, am Mainufer des Untermainkais mit klassizistischer Bebauung, Fotografie um 1911 von Carl Friedrich Fay

Für die Vollendung des Turms orientierte sich Denzinger am erhalten gebliebenen Originalplan Madern Gertheners (Risse A und B) in der Überarbeitung des Hans Flücke von Ingelheim. Die vom Brand beschädigten oberen 12,50 m des Turms wurden abgetragen und (in der Höhe stark gestreckt) neu aufgemauert, diesmal mit der von Gerthener vorgesehenen achtrippigen Steilkuppel und Laterne mit bekrönender Kreuzblume. Seine 1415 geplante, an die Form der Reichskrone erinnernde Gestalt erhielt der Turm also erst, nachdem die Krone niedergelegt und das Reich aufgelöst waren.
Dies war jedoch keinesfalls selbstverständlich. Die Kuppel war schon im 15. Jahrhundert umstritten, der Gegenvorschlag Nikolaus Quecks wurde jedoch nicht angenommen. Seit dem frühen 19. Jahrhundert wurde die Kuppel erneut in Frage gestellt. 1818 veröffentlichte Anton Kirchner Gertheners Riss A und kritisierte, dass man nicht eine „Pyramidenspitze“ realisiert hatte statt der „runden Kappe, die so wenig zum ganzen passt wie eine Fuhrmannsmütze auf das ehrwürdige Haupt eines Bischofs“. 1849 forderten mehrere Kunsthistoriker, darunter der Direktor des Städelschen Kunstinstituts, einen Turmabschluss mittels einer offenen Pyramide wie beim Freiburger Münster. Der dortige Turmhelm galt den Neugotikern des 19. Jahrhunderts als das Idealvorbild eines deutschen hochgotischen Domturms und diente bei namhaften Vollendungsprojekten wie dem Kölner Dom oder dem Regensburger Dom als Vorbild. Bei letzterem war es Denzinger, der auf einen spätgotischen Unterbau zwei Turmhelme im Stil des 14. Jahrhunderts, eben nach Freiburger Vorbild, setzte. Es ist ihm hoch anzurechnen, dass er sich in Frankfurt für den Originalplan entschied.
Da der Turm sich gegen Nordwesten geneigt hatte, mussten die 450 Jahre alten Fundamente verstärkt und so die statischen Verhältnisse korrigiert werden. Der Wiederaufbau des Turms wurde am 6. Oktober 1877 abgeschlossen. Während der Turm vor dem Brand gerade einmal 72,50 m hoch war, so maß er nach der Vollendung jetzt 94,80 m. Nicht am vorgefundenen Bestand, sondern an den mittelalterlichen Rissen orientierte Denzinger seinen Turmabschluss. Die darüber hinausgehende Höhenstreckung erklärt sich aus der Konkurrenz mit anderen Turmvollendungsprojekten der Zeit, wie etwa dem Ulmer Münster, wo man den Ehrgeiz hatte, den höchsten Turm der Welt zu bauen, und sich vor allem mit dem Kölner Dombau einen regelrechten Höhenwettbewerb lieferte.
Der Turm erhielt 1877 ein neues neunstimmiges, prächtiges Geläute mit der fast 12 t schweren Gloriosa, der zweitgrößten Bronzeglocke Deutschlands nach der Petersglocke (24 t) im Kölner Dom. Die Glocken wurden in Dresden gegossen und erhielten die Namen und Inschriften ihrer untergegangenen Vorgänger. Experten bezeichnen das Geläute als musikalisches Meisterwerk des Glockengusses des 19. Jahrhunderts. Nur durch glückliche Umstände überstanden alle Glocken beide Weltkriege des 20. Jahrhunderts unbeschadet.

#### Neugotisch idealisierter Wiederaufbau des Innenraums

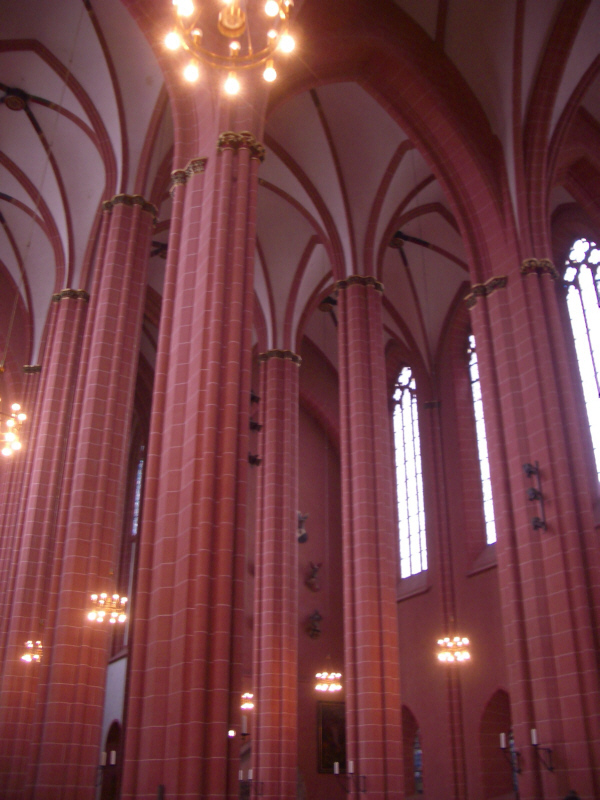
Das Langhaus, Blick nach Nordwesten

Das Dach wurde mit einer neuartigen Eisenkonstruktion wiederaufgebaut. In Chor und Querhaus mussten die durchgeglühten Gewölbe abgetragen und rekonstruiert werden. Das frühgotische Langhaus wurde in Denzingers Schadensgutachten mit Absicht als besonders stark beschädigt beschrieben, um eine Rechtfertigung für seinen Abriss zu haben. Nach dem Abtragen von Gewölben, Nordwand, Vierungspfeilern sowie der übrigen Außenwände bis auf eine Höhe von 6 bis 8 m war es leicht durchsetzbar, nicht den alten Zustand, sondern einen idealisiert an die Höhe von Chor und Querhaus angepassten zu verwirklichen. Dies war zwar schon im Mittelalter geplant, jedoch zerstörte man damit weitgehend eine der ältesten gotischen Hallenkirchen Deutschlands. Auch Gertheners geniale Lösung des Problems des Vierungsgewölbes fiel der Vereinheitlichung zum Opfer. Die Innenhöhe der Gewölbe wurde um 6 m erhöht, Streben und Fenster wurden völlig verändert. Eine neue Orgelempore schnitt die Turmhalle vom Langhaus ab und ließ dieses so noch kürzer wirken, als es ohnehin schon war, wodurch die zentralisierende Raumwirkung zerstört wurde.
Aus der Reparatur des Langhauses wurde so ein fast vollständiger Neubau. Zur Gewinnung eines einheitlichen, idealisiert hochgotischen Raumeindrucks wurden damit Unregelmäßigkeiten, die die jahrhundertelange Baugeschichte des Doms dokumentierten, geopfert.

#### Vernichtung des gewachsenen städtebaulichen Kontexts

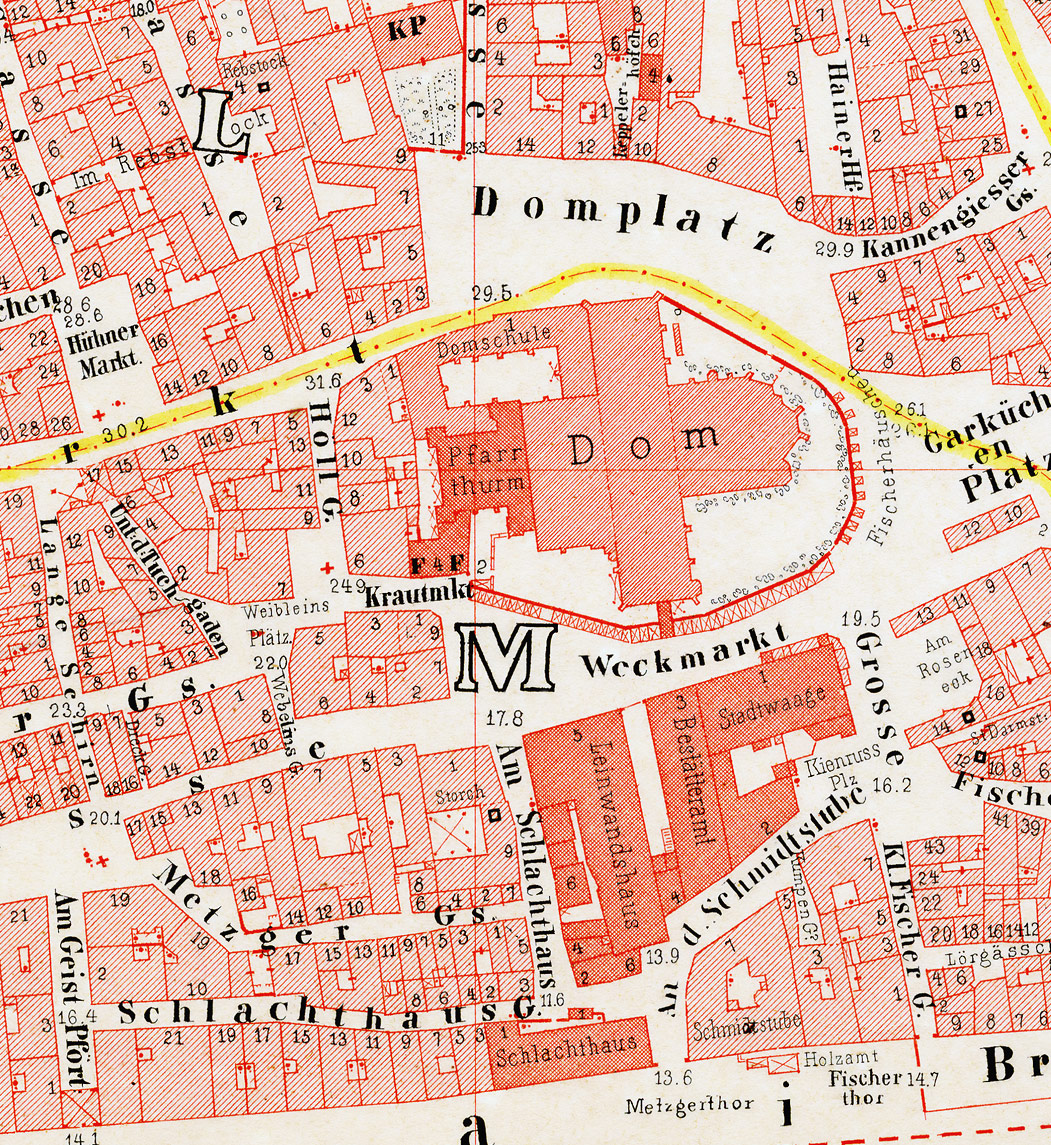
Die Umgebung des Doms 1861

Bei den Neugotikern des 19. Jahrhunderts dominierte die – bei einem genauen Studium der Überlieferung allerdings schon damals kaum haltbare – Meinung, dass Kirchengebäude des Mittelalters als allseitig auf Sicht konzipiert und entsprechend auf freistehenden Plätzen in der Stadt errichtet wurden. Tatsächlich war der Dom im Mittelalter fast völlig und noch im 19. Jahrhundert zumindest süd- und westseitig von Häusern umgeben, die bereits Anfang des 14. Jahrhunderts erstmals urkundlich erwähnt wurden.
Anlässlich des neugotisch-purifizierenden Wiederaufbaus wurden diese verbliebenen Häuser nun niedergerissen – die Ostseite der Höllgasse noch 1901 – und der Dom freigelegt, ein Zustand, der in der Vergangenheit des Gebäudes bis dahin nicht bestand. Alles, was nicht ins Bild einer reinen Hochgotik passte, was nach der Ansicht der Zeitgenossen das Gleichmaß und die Klarheit des Monuments störte, verschwand, ohne Ansehen eines eigenen Denkmalwertes und der Ensemblewirkung, die man damit zerstörte. So fielen unzählige dem Dom benachbarte Gebäude und Gebäudeteile, von der Fleischerbude bis zum Westteil des von Madern Gerthener 1418 fertiggestellten Kreuzgangs, dem Purismus Denzingers zum Opfer. Der Kreuzgang war immerhin Sammelplatz des kaiserlichen Zuges bei der Krönungszeremonie. Aber er ragte in westlicher Richtung über den Turm hinaus, was Denzingers Ansicht nach einen Abriss rechtfertigte. Die vom Kreuzgang nur durch ein schmales Gässchen, das Pfarreisen, getrennte gotische Michaelskapelle, die alte Kapelle des Domfriedhofs, war bereits 1829 niedergerissen worden, um nördlich des Doms einen Platz zu schaffen.
Anstelle des zerstörten Kreuzgangteils wurde vor dem Nordportal des Turms eine Vorhalle als Haupteingang angelegt. Vor der „Freilegung“ war der Turm in einen Häuserblock eingebunden, d. h. in eine Baulücke hineingebaut, die man 1415 mit dem Abriss des alten Rathauses geschaffen hatte. Dies erklärt das Fehlen des sonst üblichen repräsentativen Westportals und die karge Gestaltung des unteren Turmgeschosses, die der Einbindung in die Bebauung angepasst war. Das Entfernen der umliegenden Bebauung zerstörte die gewachsene städtebauliche Situation, was Denzinger durch seine Vorhalle zu reparieren versuchte. Von der Wirkung der dem Mittelalter völlig wesensfremden Freilegung kann man sich noch heute eindrucksvoll überzeugen, wenn man vor der kahlen, öffnungslosen Westwand des Turmsockels steht, die einmal von den hohen Häusern der Höllgasse verdeckt war.

#### Neue Ausstattung und Ausmalung

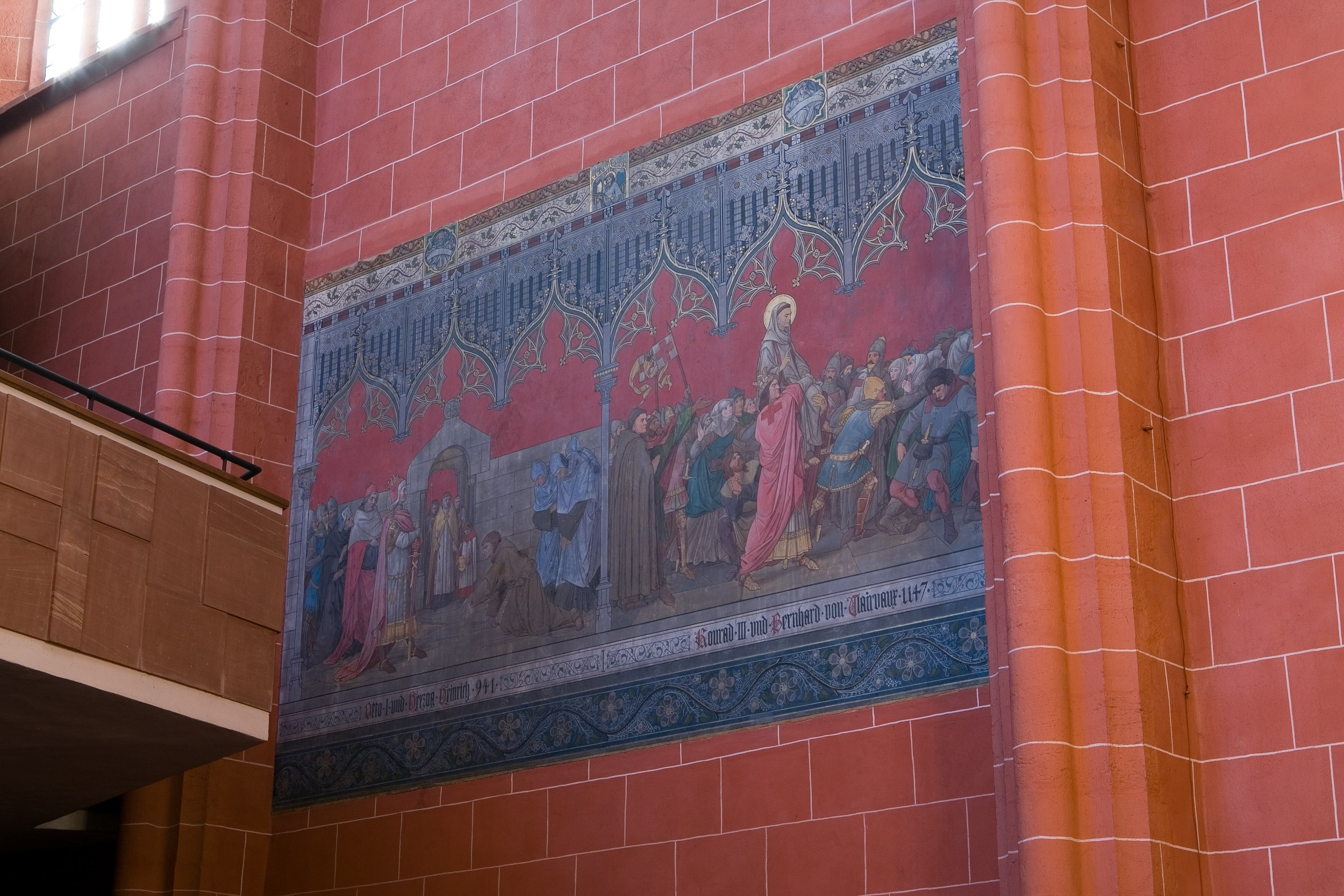
Einzig erhaltene Wandmalerei Eduard von Steinles: Konrad III. und Bernhard von Clairvaux

Denzinger war ein Vertreter der Baumeistergeneration, die in der Tradition Eugène Viollet-le-Ducs eine historisierende Restaurierung einer historisch korrekten Konservierung der Originalsubstanz vorzog.
Sein unbekümmerter Umgang mit alter Bausubstanz erregte jedoch den Zorn des neuen Stadtpfarrers Ernst Franz August Münzenberger, der seit 1870 im Amt war. Der Streit führte letztendlich dazu, dass die Stadt als Eigentümerin auf Betreiben Denzingers Pfarrer Münzenberger in seiner eigenen Kirche Hausverbot erteilte. Auseinandersetzungen zwischen Stellen des preußischen Staates und der katholischen Kirche waren während der Zeit des „Kulturkampfs“ keine Seltenheit.
Der gemaßregelte Pfarrer widmete seine Energie in der Folge einem Gebiet, für das die Stadt keine Zuständigkeit besaß: der standesgemäßen Ausstattung des Doms, die alte war 1867 ja weitgehend verbrannt. Kunstgeschichtlich durchaus gebildet, suchte er zehn Jahre lang auf Dachböden und in Dorfkirchen nach nicht mehr benutzten gotischen Altären, ließ sie renovieren, teilweise aus verschiedenen, miteinander harmonierenden Stücken neue Altäre zusammenfügen und im Dom aufstellen.
Abgeschlossen wurde der Wiederaufbau durch die historisierende Ausmalung des Wiener „Nazareners“ Eduard von Steinle, der Darstellungen von Ereignissen aus dem Alten und Neuen Testament, im Querhaus Szenen aus der deutschen Kaisergeschichte schuf. Diese den ganzen Innenraum bedeckende Ausmalung konnte an kritischen Stellen fragwürdige Übergänge von originaler Bausubstanz zu Denzingers Ergänzungen verdecken und half, einen einheitlichen Raumeindruck zu schaffen. Der Dom sollte so zu einem Gesamtkunstwerk, zu einem „Schatzhaus der deutschen Geschichte werden“.
Am Palmsonntag, dem 14. April 1878, wurde der Dom mit einem Festgottesdienst wieder der Gemeinde übergeben.

1947/8 zerstörter Freskenzyklus Eduard von Steinles (Auswahl)
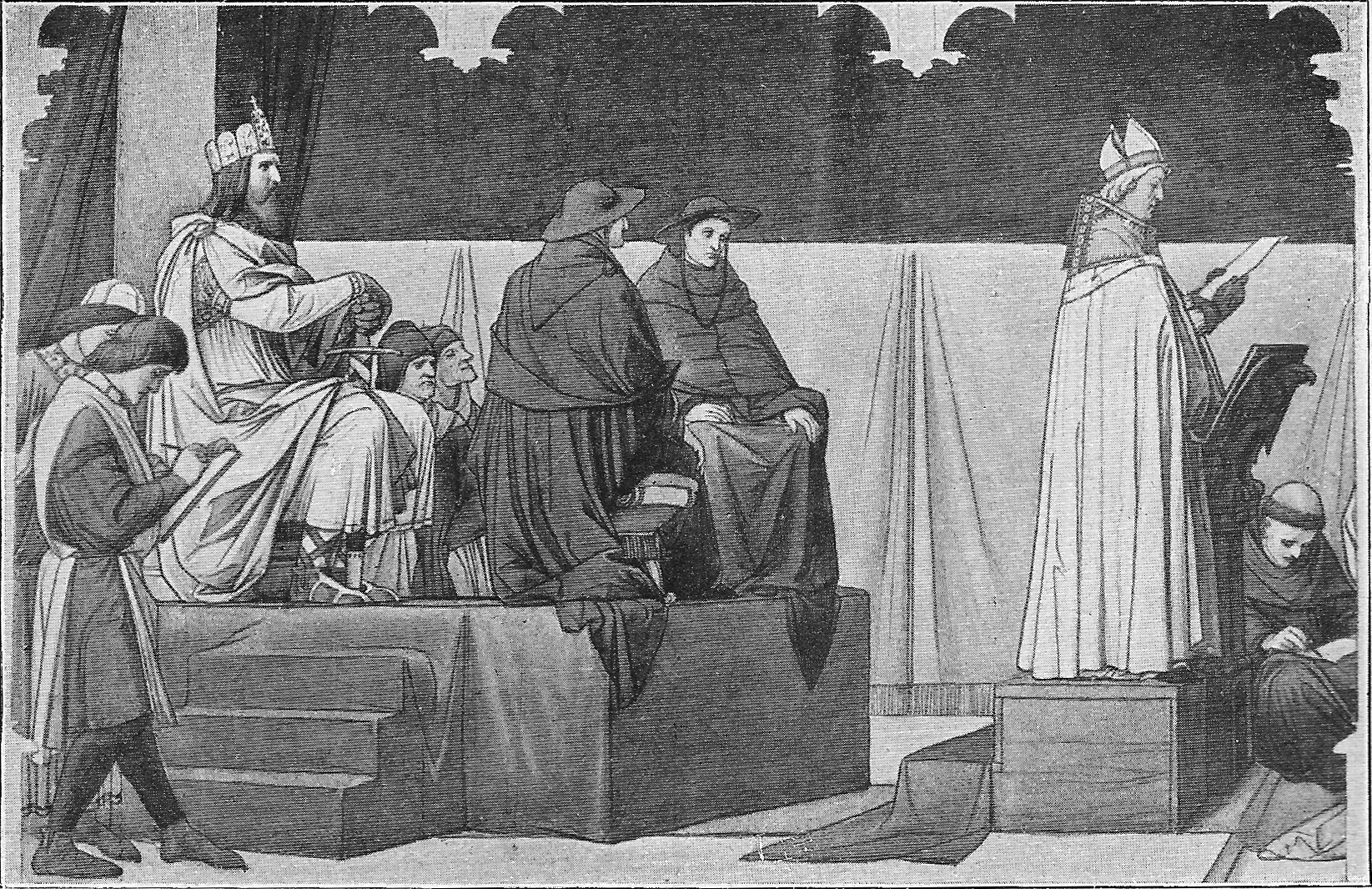
Karl der Große auf der Frankfurter Synode 794
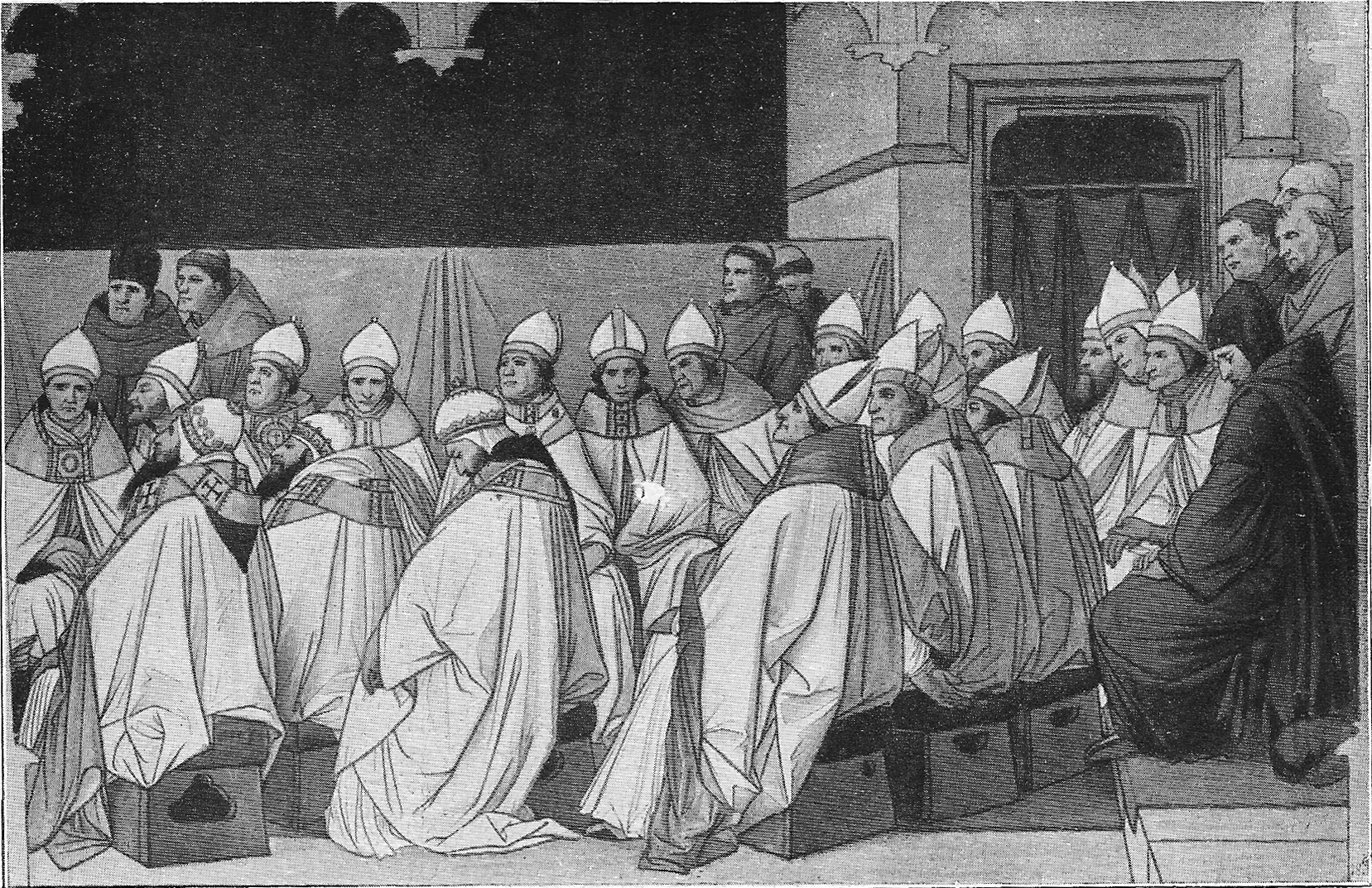
Bischöfe auf der Frankfurter Synode 794
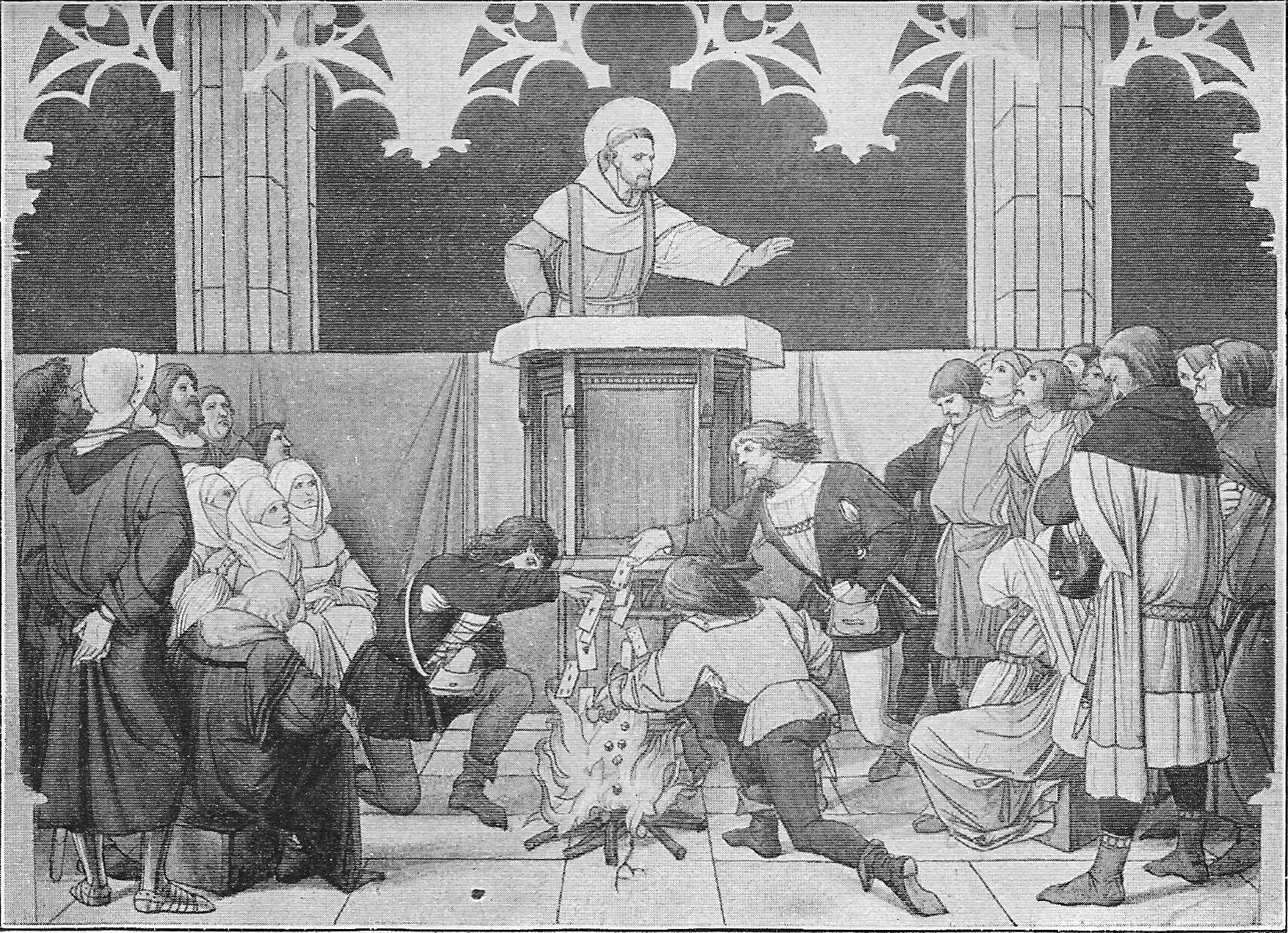
Capistrans Bußpredigt
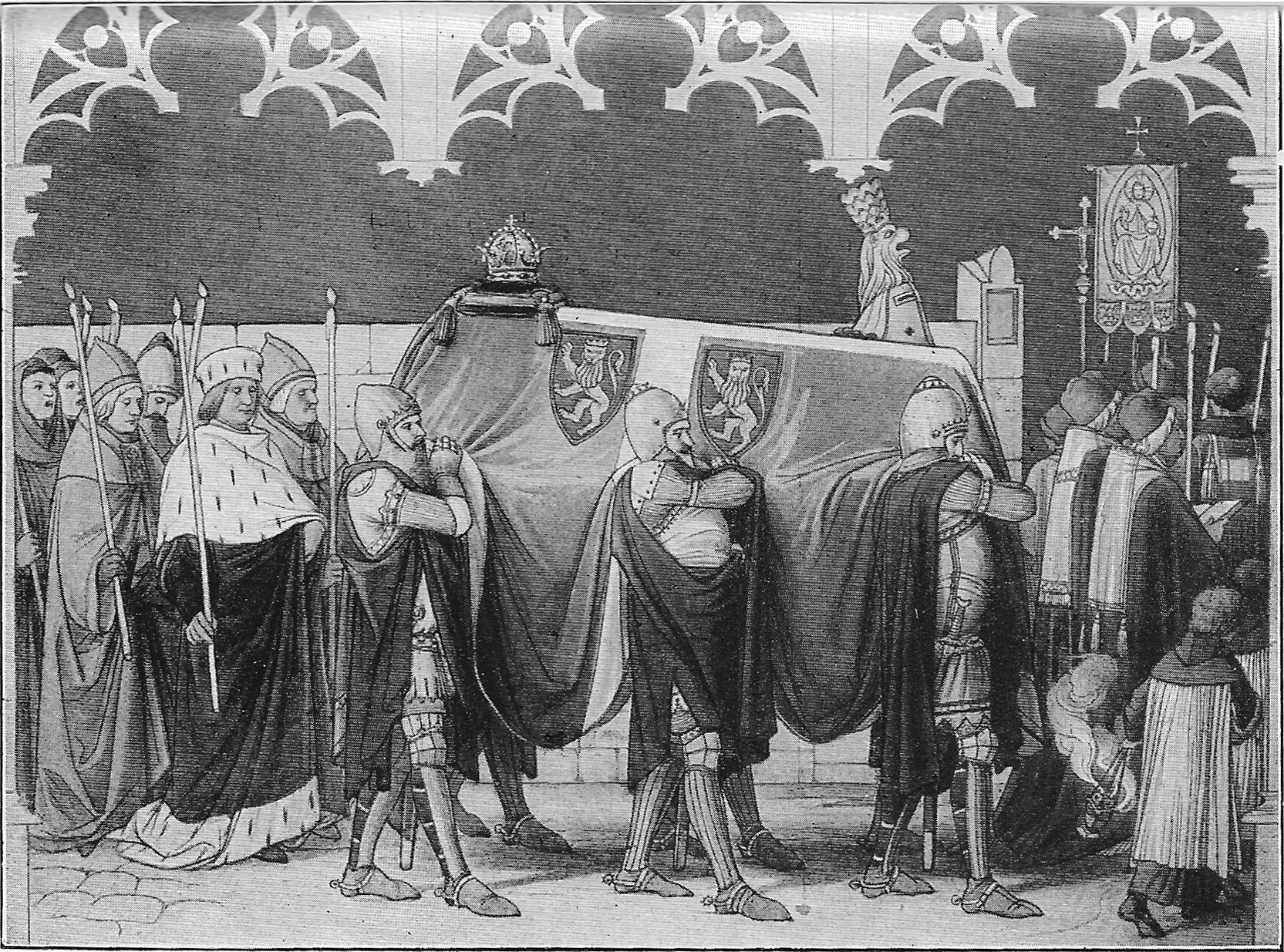
Begräbnis Königs Günther von Schwarzburg im Dom
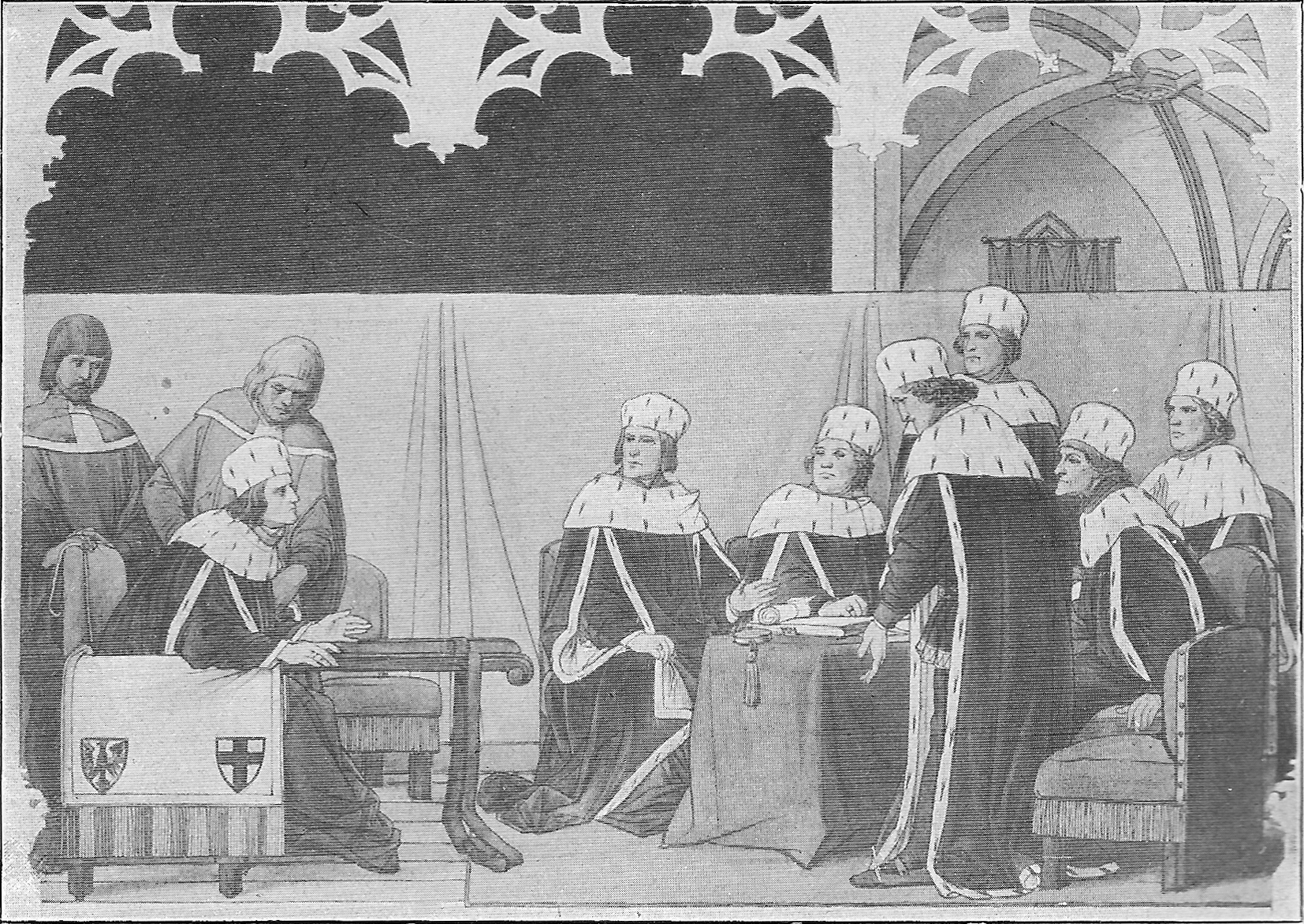
Wahlkonklave 1489
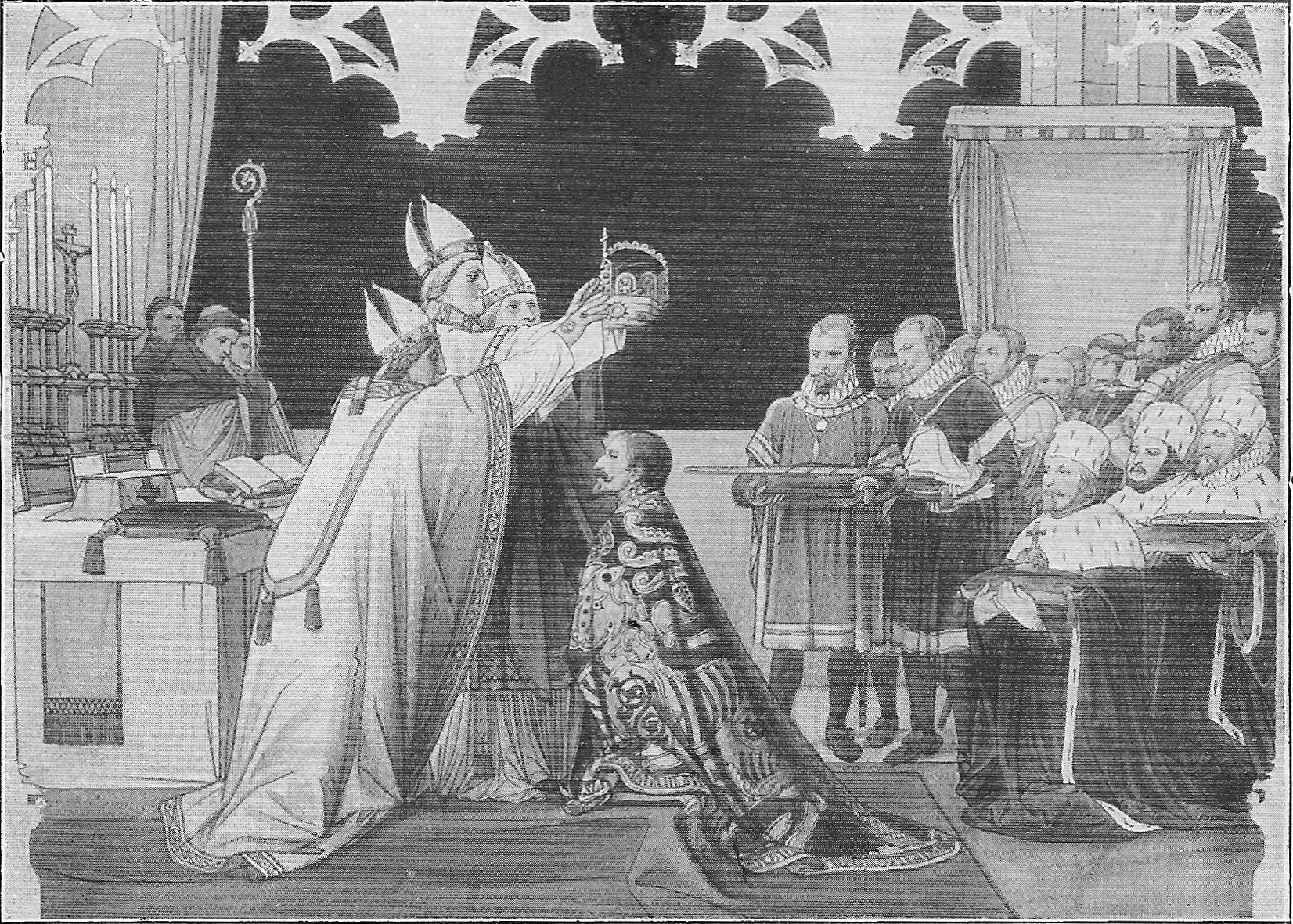
Krönung Maximilian II.
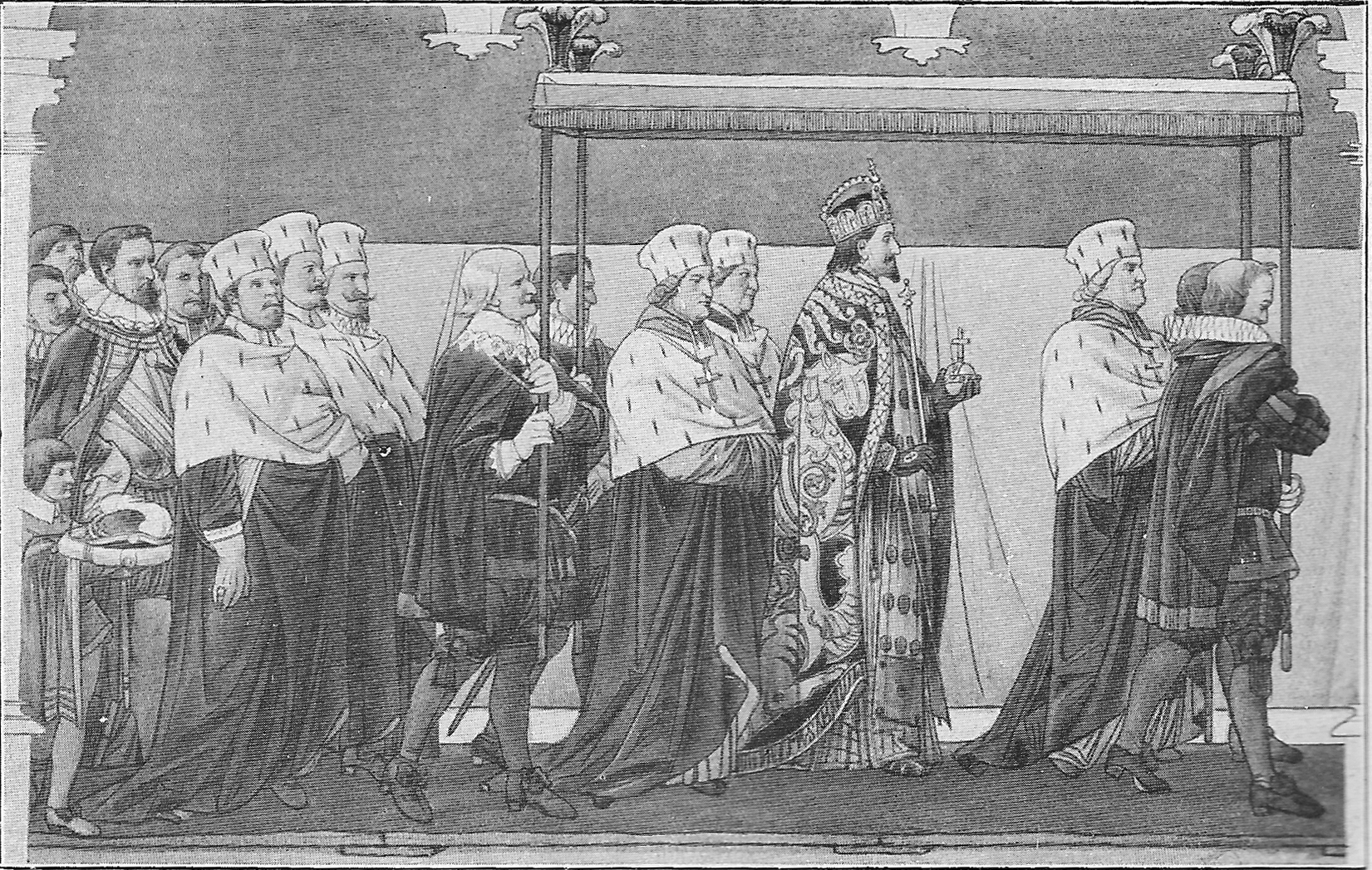
Zug des Kaisers zum Römer (Kaiser und Kurfürsten)
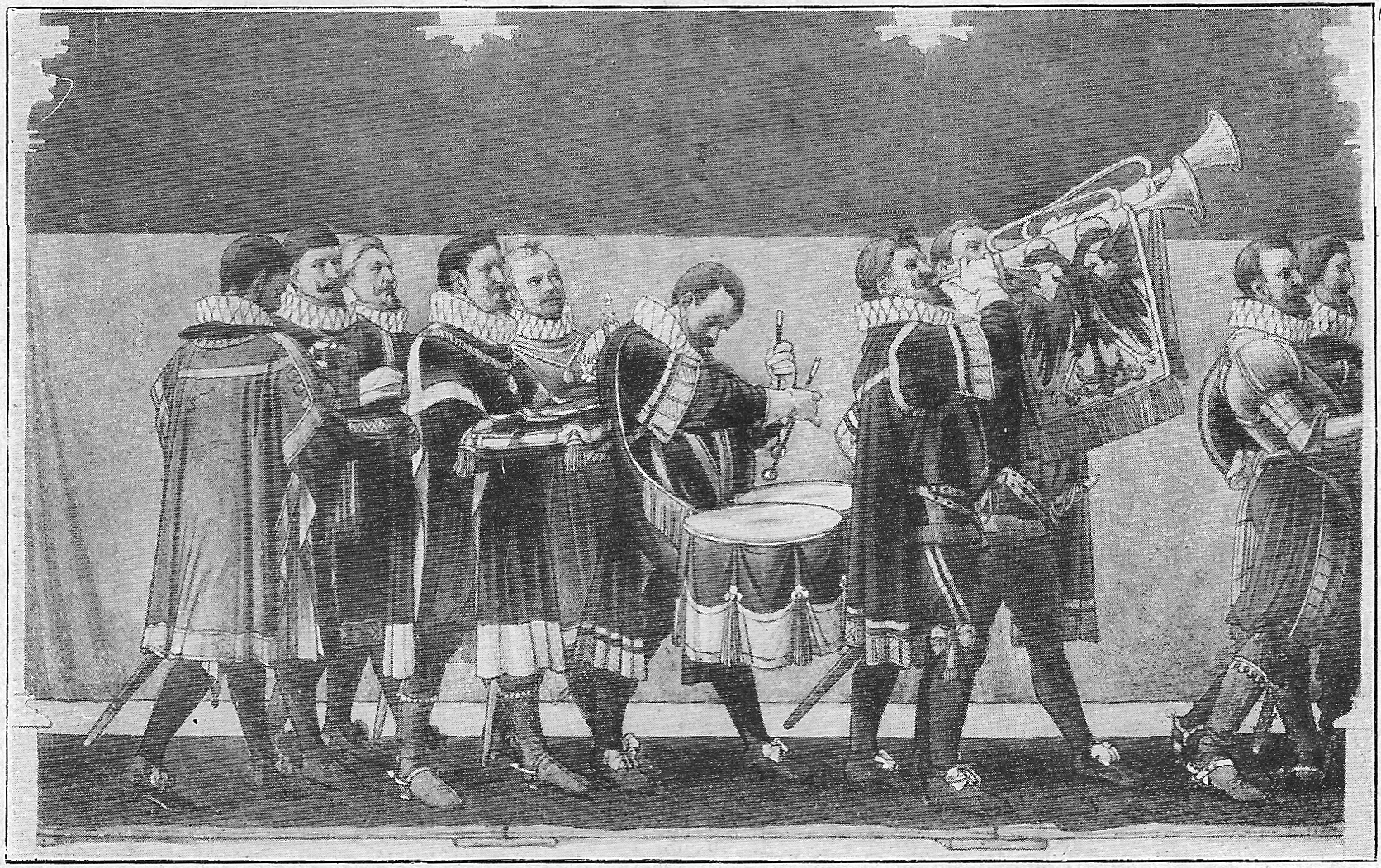
Zug des Kaisers zum Römer (Herolde)

## Die Zerstörung 1944 und die Nachkriegszeit

### Der 22. März 1944

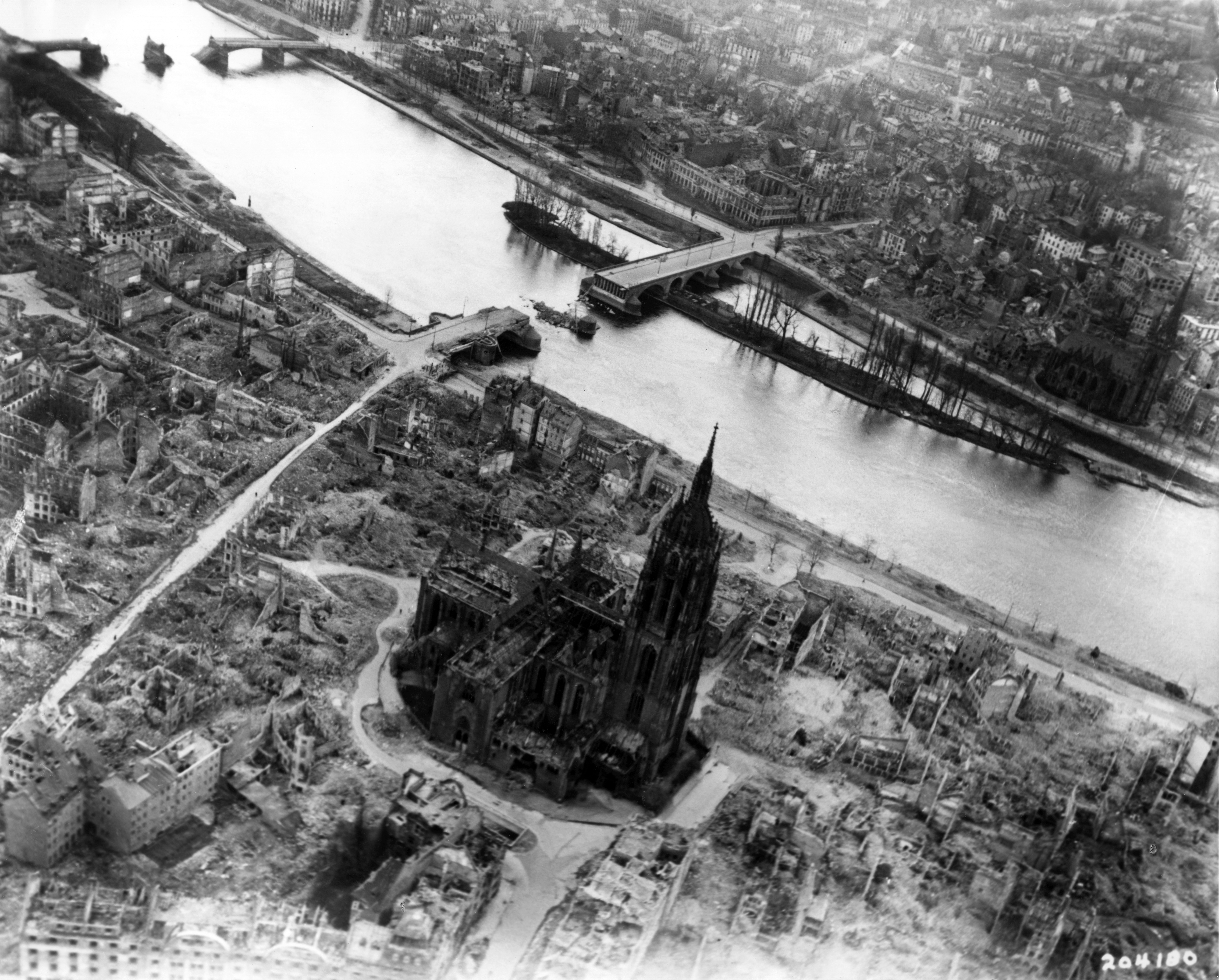
Der ausgebrannte Dom inmitten der zerstörten Altstadt, Luftbild von 1945

In sechs schweren alliierten Luftangriffen auf Frankfurt am Main zwischen Oktober 1943 und März 1944 wurde Mitteleuropas größte gotische Altstadt weitgehend zerstört. Die physische Auslöschung der alten Reichsstadt sollte den Kriegswillen der Bevölkerung brechen. Die schwersten Schäden richtete der Angriff vom 22. März 1944 an, bei dem über 1000 Gebäude der Altstadt, überwiegend Fachwerkhäuser, fast restlos verbrannten. Auch der Dom erlitt beim Untergang des alten Frankfurt große Schäden. Spreng- und Brandbomben durchschlugen das Dach des südlichen Querhauses, sämtliche Dächer und Fenster sowie die Gewölbe im südlichen Querschiff, der Wahlkapelle und der Scheidskapelle wurden zerstört, und wie 1867 brannte wieder das Innere des Doms völlig aus. Diesmal hatte man die wertvolle Inneneinrichtung jedoch vorher in Sicherheit gebracht. Acht der neun Glocken, einschließlich der Gloriosa, waren bereits 1942 requiriert und auf den Glockenfriedhof nach Hamburg transportiert worden, um sie später als „langfristige Rohstoffreserve“ einzuschmelzen. Glücklicherweise überstand der Turm mit der darin verbliebenen Läuteglocke die Bombenangriffe weitgehend unversehrt.

### Der zweite Wiederaufbau
Nach der Trümmerbeseitigung wurde im Juli 1947 das Geläute aus dem Glockenlager zurückgeführt, wo es den Krieg überstanden hatte, und feierlich wieder eingeweiht. Erst 1948 begann dann die eigentliche Wiederherstellung des Domes. Hermann Mäckler und Alois Giefer leiteten die Bauarbeiten. Auch bei diesem Wiederaufbau versuchte man, Fehler der Vergangenheit zu korrigieren, und zerstörte damit historische Substanz.
Entsprechend der damaligen Wertung des Historismus waren vor allem die Veränderungen am Gebäude aus der direkten Zeit nach dem Dombrand betroffen. Denzingers Orgelempore im Westen des Langhauses wurde entfernt und das Innere mit einer völlig neuen Farbfassung versehen. Die Ausmalung Steinles – der heute als einer der bedeutendsten Maler des 19. Jahrhunderts gilt – schlug man samt Putz herunter und verputzte die Wandflächen in einem gebrochenen Weißton. Die tragenden Elemente wurden durch die Sichtbarmachung des nackten Sandsteins hervorgehoben, Reste älterer Farbfassungen wurden mit verdunkelnden Übermalungen in das Konzept eingepasst. Der die Maßnahmen dominierende Geist der Moderne wird hier sehr deutlich, da sich die Neuausmalung nicht an durch Farbbefunde geschichtlich überlieferte Vorbilder hielt, sondern eine in ihrer Schlichtheit für die Nachkriegszeit typische, neue Lösung fand. Die zerstörten Fenster ersetzte man durch von Frankfurter Firmen gespendete Fenster aus hellem, leicht gefärbtem Industrieglas. Trotz des erzielten guten Raumeindrucks wirkte die Kirche nun recht nüchtern und unfeierlich. Dieser zweite Wiederaufbau war 1953 abgeschlossen.

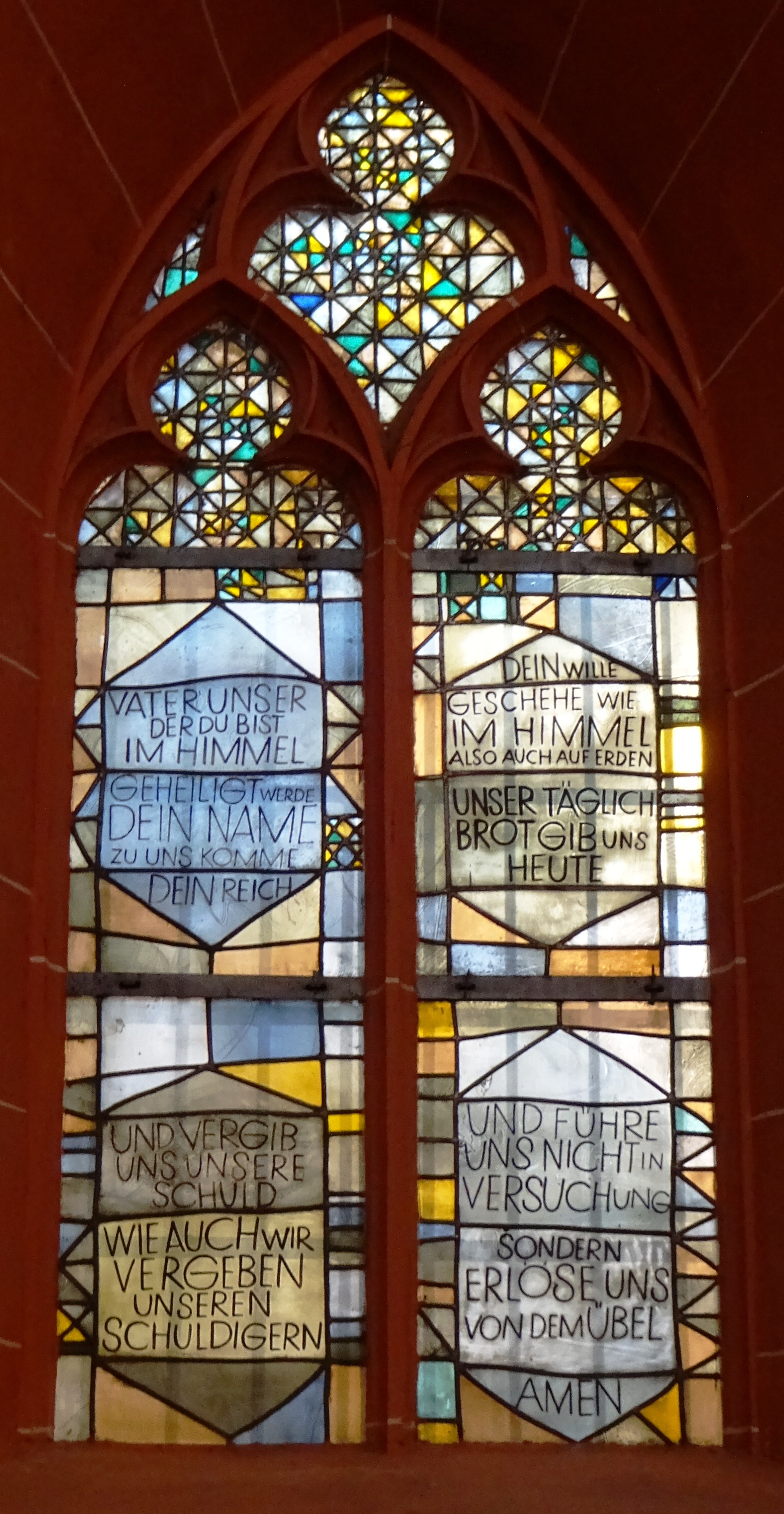
Vaterunser-Fenster

### Restaurierungen und Projekte der Nachkriegszeit
1954–1955 wurde der vergleichsweise gering beschädigte Westturm instand gesetzt, eine zweite Restaurierung des Außenbaus folgte 1972–1977.
Die musikalisch wertvollen Glocken des Doms, das einzige vollständig erhaltene Großgeläute des 19. Jahrhunderts in Deutschland, dienten 1954 als harmonische Grundlage für ein wohl nicht nur in Deutschland einmaliges kirchenmusikalisches Projekt. Der Mainzer Glocken- und Orgelsachverständige Paul Smets schlug in einem Gutachten vor, die Glocken aller zehn Innenstadtkirchen harmonisch zu einem Frankfurter Stadtgeläute abzustimmen. 1995 konnte es mit dem Guss der durch Bürgerspenden finanzierten kleinsten Glocken des Karmeliterklosters vollendet werden. Es besteht heute aus 50 Glocken und ist viermal im Jahr zu den kirchlichen Hochfesten zu hören.
Bautechnisch bedeutend war die im Vorfeld der 1200-Jahr-Feier der Ersterwähnung der Stadt 1991–1994 durchgeführte Innenrestaurierung, verbunden mit einer archäologischen Grabungskampagne im Dominnern, bei der die Fundamente mehrerer bisher unbekannter Vorgängerbauten gefunden wurden. Die Innensanierung machte die Änderungen der frühen 1950er Jahre weitgehend rückgängig, das Innere wurde nach historischem Befund wieder in einem dunklen Rot mit dekorativer (die tatsächliche Konstruktion überdeckende) Fugenmalerei gefasst. Im südlichen Querhaus wurden erhaltene Teile von Steinles Ausmalung des 19. Jahrhunderts restauriert.
Zur 1200-Jahr-Feier selbst stand in einem Großereignis der Domturm im Mittelpunkt: Der französische Seiltänzer Philippe Petit überquerte am 12. Juni 1994 in einer atemberaubenden, dreiviertelstündigen Performance vor über 300.000 Zuschauern in über 50 m Höhe die Strecke von 350 Metern auf einem Hochseil, das zwischen dem Turm der Paulskirche über den Paulsplatz und die Randbauten des Römerberges hinweg zum Westturm des Domes gespannt war.

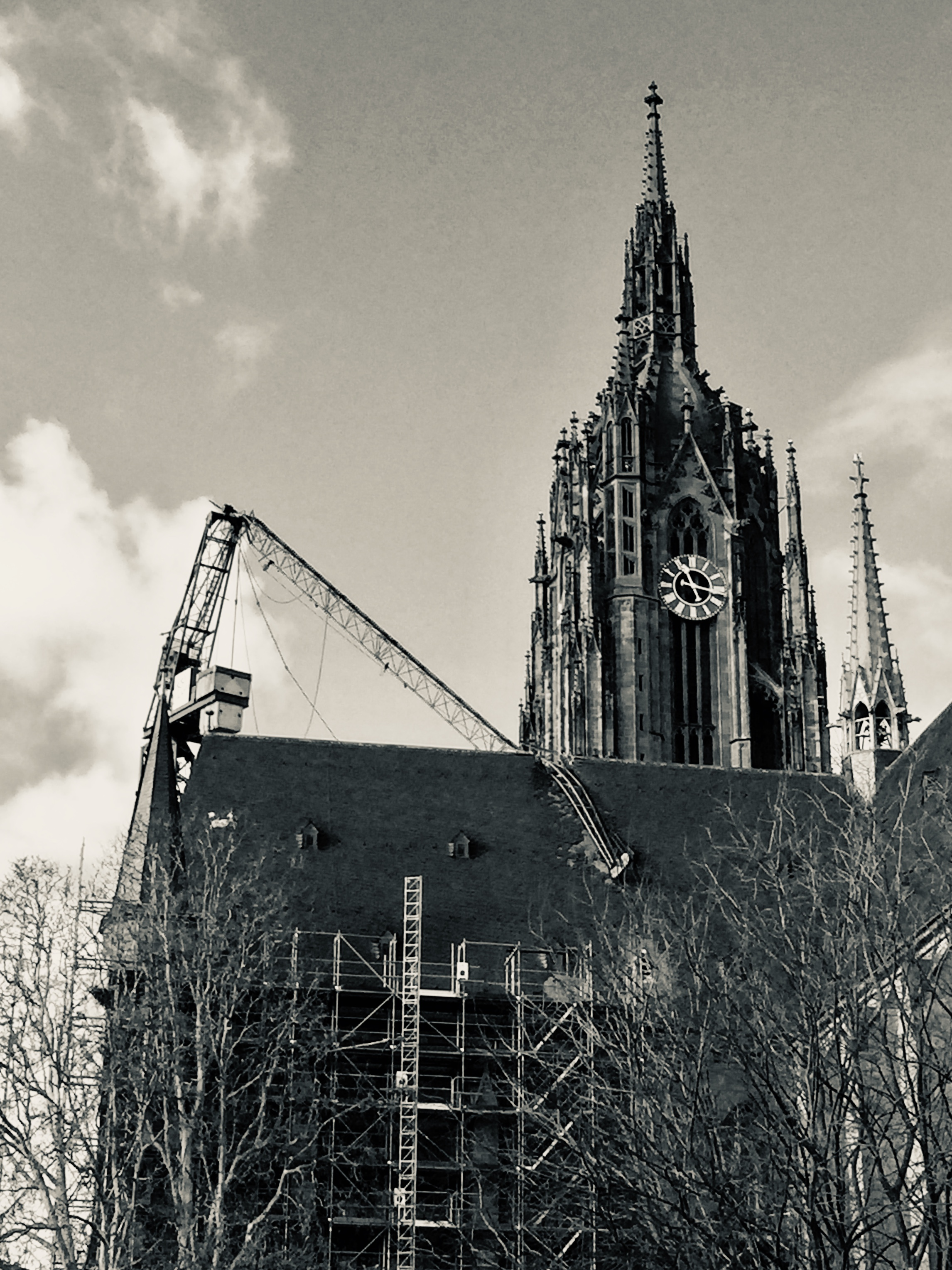
Dachschaden durch Orkan Sabine am 10. Februar 2020

Von 2003 bis 2005 wurden das Dach und die Fassaden des Hochchores saniert. Der Westturm wurde seit 2000 erneut saniert. Bis Juni 2006 war das obere Turmgeschoss, das baulich spektakulärste Element des Domes, hinter einer Plane verborgen. Im Juni 2007 begann die letzte Phase der Sanierung, bei der das etwa 40 Meter hohe Sockelgeschoss des Turmes saniert wurde. Insbesondere die in den 1970er Jahren für die damalige Sanierung eingesetzten Teile aus dem Ersatzbaustoff Minéros mussten erneuert werden. Überdies erhielt die Gloriosa einen Korrosionsschutz für ihren Glockenstuhl und neue Schallbretter vor den Fenstern der Glockenstube. Die Arbeiten waren im Frühjahr 2010 abgeschlossen. Seit 21. August 2010 ist der Turm erstmals seit 1997 wieder für die Öffentlichkeit zugänglich.
2014 begann die Sanierung des Daches und der Fassaden im Langhaus und Querhaus. Die Dächer waren zuletzt 1950/51 neu eingedeckt worden und sind mittlerweile an vielen Stellen schadhaft. Bei den Arbeiten wird auch der stählerne Dachstuhl renoviert. Es war geplant, dass die Baumaßnahmen bis Mitte 2017 abgeschlossen sein sollten. Die Kosten von 6,5 Millionen Euro werden von der Stadt im Rahmen der Dotationsverpflichtung getragen. Am 10. Februar 2020 gegen 1 Uhr nachts knickte der Orkan Sabine einen Kranausleger ab, der den Dachfirst und das Dach des südlichen Querhauses beschädigte.

## Der Dom heute

### Die städtebauliche Umgebung

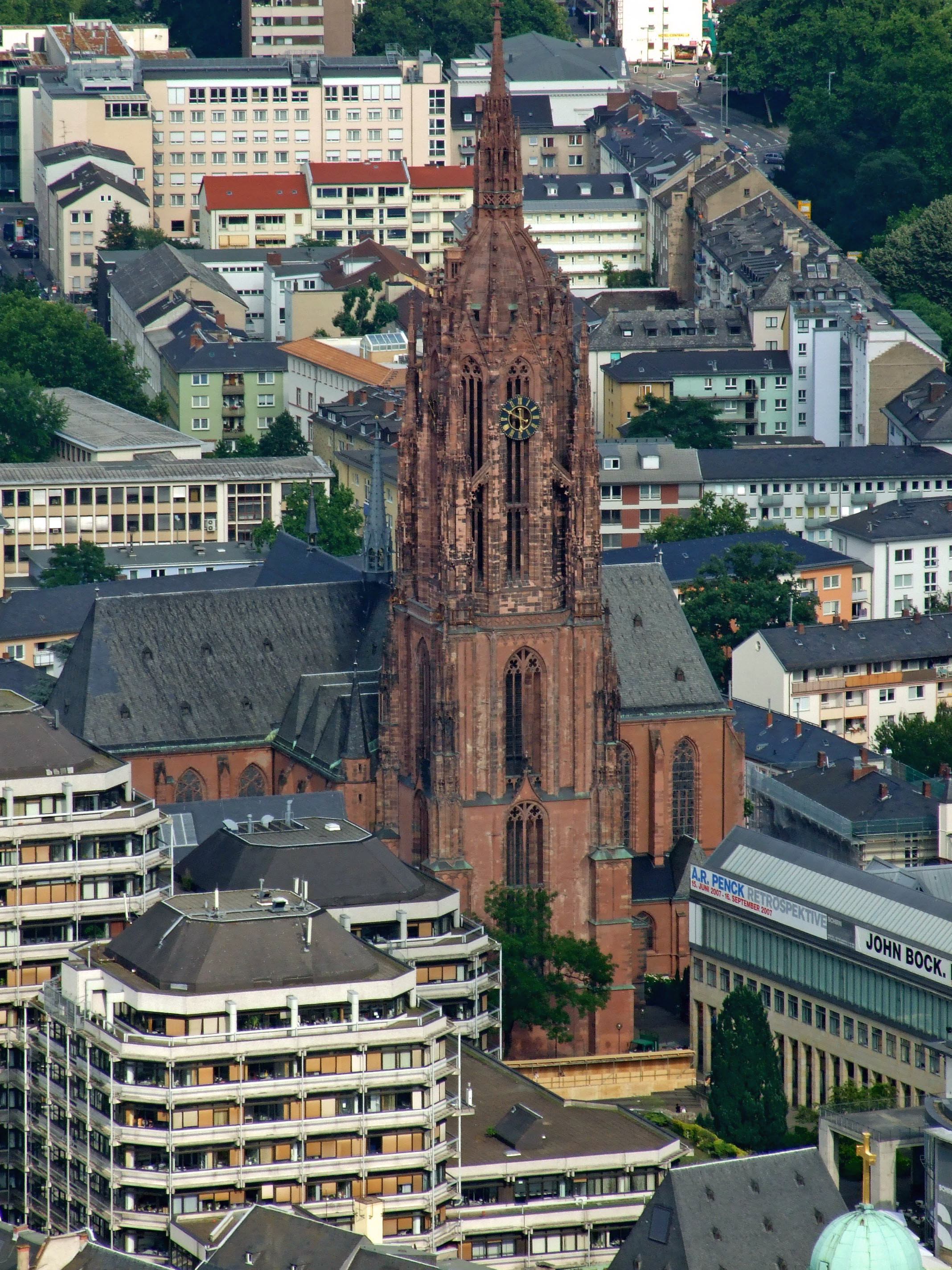
Der Dom inmitten der ehemaligen Altstadt, daneben das inzwischen abgerissene Technische Rathaus

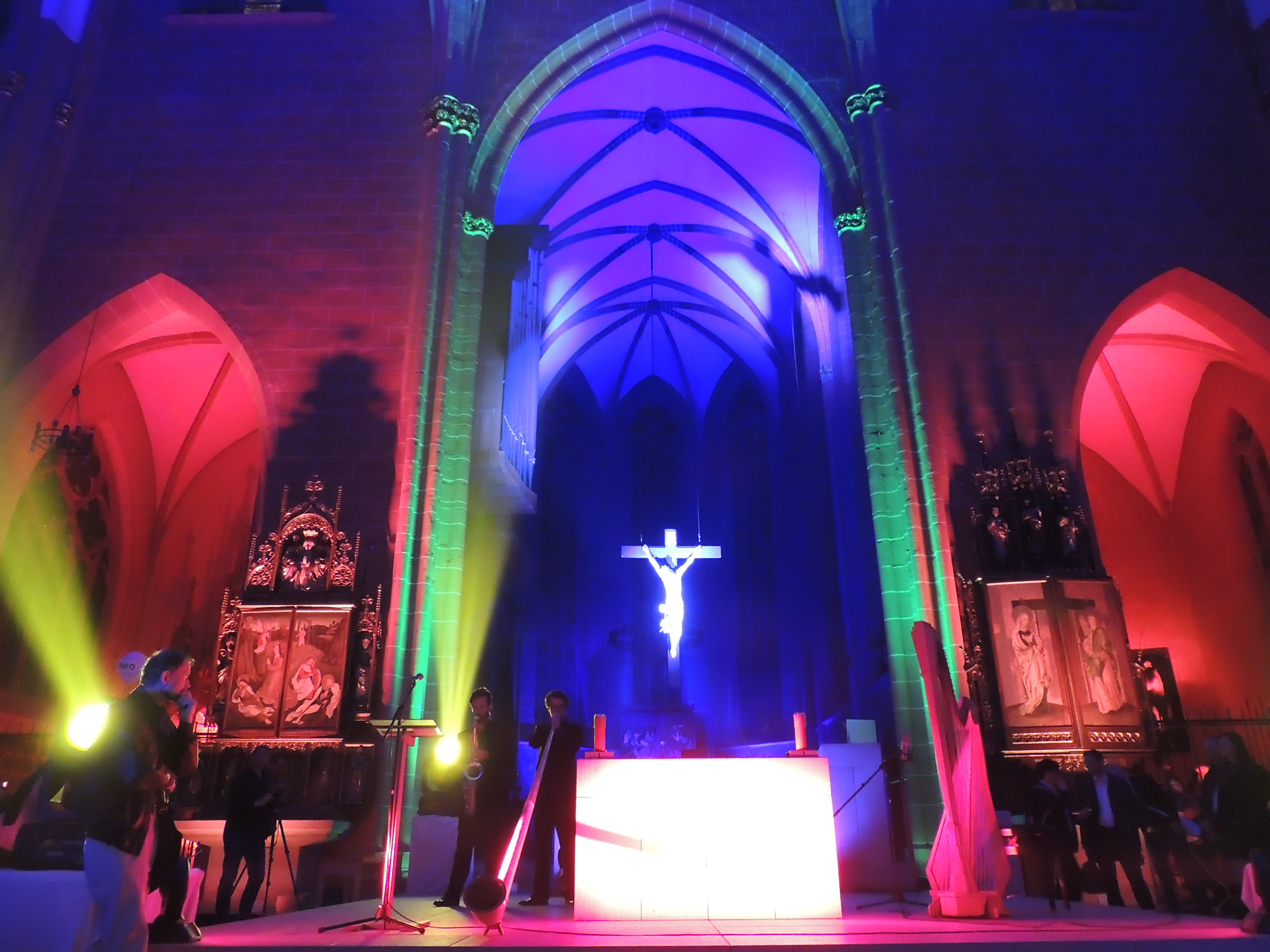
Komposition aus Licht und Musik bei der Luminale 2014 mit der Jugendkirche Jona

Wenn auch der Wiederaufbau der 1950er Jahre den Dom in seiner äußeren Gestalt nicht veränderte, so ist doch seine Umgebung nicht mehr wiederzuerkennen. Das mittelalterliche Gassengewirr, das den Dom bis 1944 umgab, ist verschwunden. Östlich und südlich von ihm entstand in den 1950er Jahren auf stark reduziertem Straßennetz ein neues Wohnviertel, verwinkelte, mit Durchgängen verbundene Wohnhöfe, ruhig und mittlerweile üppig begrünt. Die Fahrgasse, einst eine der wichtigsten Verkehrsadern der Stadt, da sie von der Friedberger Pforte zur Mainbrücke führte, wurde zur Sackgasse, seitdem östlich von ihr eine der beiden neuen, über das jahrhundertealte Straßensystem gelegten, breiten Hauptverkehrsachsen geschaffen wurde, die Frankfurt zur „autogerechten Stadt“ machen sollten. Die zweite dieser Verkehrsschneisen, die Berliner Straße, begrenzt heute das Domviertel nach Norden.
Westlich des Doms liegt der sogenannte Dom-Römerberg-Bereich, der über Jahrzehnte das am schwersten zu lösende Problem der Frankfurter Stadtplanung darstellte. In den 1950er und 1960er Jahren befand sich zwischen Domturm und Römer, einem der geschichtsträchtigsten Altstadtbereiche Mitteleuropas, ein Parkplatz. Nach umfangreichen archäologischen Untersuchungen (Altstadtgrabung) fand man unter anderem Reste des Königshofes Ludwigs des Deutschen, die im Archäologischen Garten vor dem Domturm zugänglich gemacht wurden. Ab 1966 hob man zwischen den beiden bedeutendsten Bauwerken der Altstadt eine Baugrube aus, in der ein U-Bahnhof und ein unterirdisches Parkhaus sowie nördlich im Anschluss daran ein in Stil und Dimension die gesamte historische Umgebung (einschließlich des direkt gegenüber stehenden Domturms) erdrückendes Verwaltungshochhaus (das „Technische Rathaus“) entstanden. Südlich des Historischen Gartens erstreckt sich seit 1985 die auf einem sehr langen und schmalen Grundstück erbaute, ähnlich wie einst die karolingische Pfalz an einer strengen Ost-West-Achse ausgerichtete Kunsthalle Schirn.
Gegenüber dem Südportal hat das von Gerthener erbaute Leinwandhaus den Krieg überlebt. Gegenüber dem Nordportal liegt seit 2007 das Haus am Dom, ein Bildungs- und Kulturzentrum des Bistums Limburg. Hier beginnt die Domstraße, die zusammen mit der Braubachstraße das Zentrum des „Kunstviertels“ bildet. Neben zahlreichen Galerien befindet sich seit 1991 an der Kreuzung beider Straßen, wenige Schritte vom Dom entfernt, das Museum für Moderne Kunst.
2007 beschloss die Stadtverordnetenversammlung, das Technische Rathaus abzureißen und das gesamte 7000 Quadratmeter große Dom-Römer-Areal neu zu bebauen. Dabei entstanden 35 neue Gebäude, darunter 15 Rekonstruktionen historischer Altstadthäuser, die im Zweiten Weltkrieg zerstört worden waren. Nach dem Abriss des Technischen Rathauses 2010/11 begann das Neubauprojekt neue Frankfurter Altstadt mit der Grundsteinlegung im Januar 2012.

### Vorhalle, Kreuzgang und Turmhalle

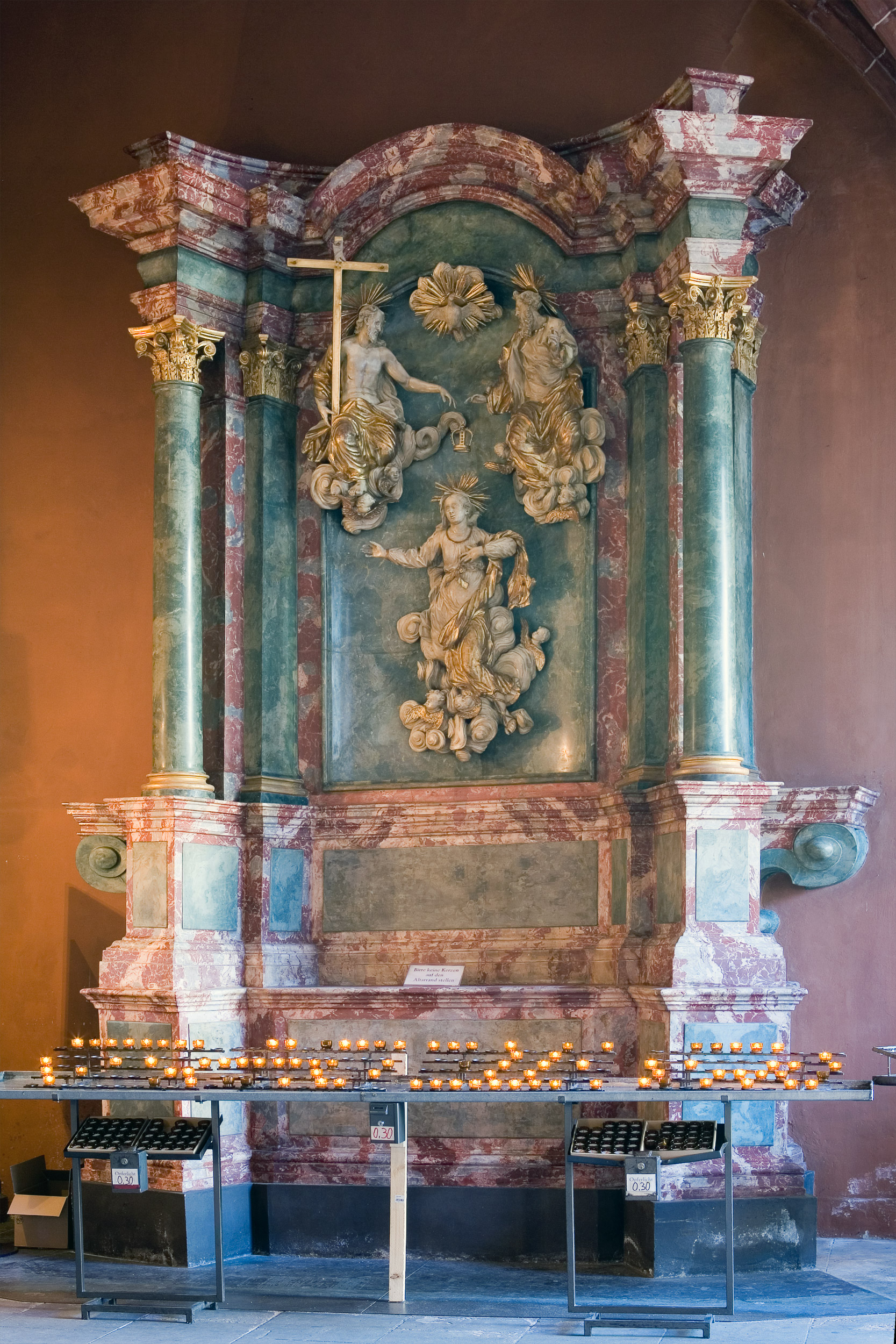
Maria-Himmelfahrt-Altar

Seit Denzingers Umbauten betritt man den Dom durch die sterngewölbte Vorhalle (1879/80) vor dem Nordportal. In ihr befindet sich der letzte erhaltene Barockaltar des Doms, der 1728 von einem der eingewanderten Italiener, Johann Nikolaus Martinego, Kanonikus und Stiftsdekan, gestiftete Maria-Himmelfahrt-Altar.
Wendet man sich nach dem Betreten der Vorhalle nach links, so gelangt man in den Rest des von Denzinger verkürzten Kreuzgangs. Er ist heute überdacht und beherbergt das Dommuseum. Dort findet man unter anderem die Reste des im Laufe der Jahrhunderte arg geschrumpften Stiftsschatzes, eine sehr alte Kopie der Reichsinsignien (das Original befindet sich in der Wiener Hofburg), Modelle der Vorgängerbauten und seit 1994 die Funde aus dem Grab der merowingischen Fürstentochter.
Auf der Außenseite des Kreuzgangs ist ein monumentales Steinrelief (Hans Mettel, 1957) angebracht. Es zeigt das Martyrium des Apostels Bartholomäus als Repräsentant der von unmenschlicher Gewalt geschundenen Menschen aller Zeiten.
Durch das Nördliche Turmportal (Gerthener 1422/23) gelangt man in die Turmhalle, in der sich heute die ursprünglich auf dem Domfriedhof stehende, 1509 von Hans Backoffen geschaffene Kreuzigungsgruppe befindet. Am alten Standort ist seit 1919 eine Kopie, so dass man bei einem Domrundgang dem gleichen Kunstwerk zweimal begegnet.
Das meist geschlossene Südliche Turmportal (Hans-Oskar Wissel, 1958) besitzt Türen mit Kupferplatten und Darstellungen aus der Geschichte der deutschen Kaiser.

### Langhaus

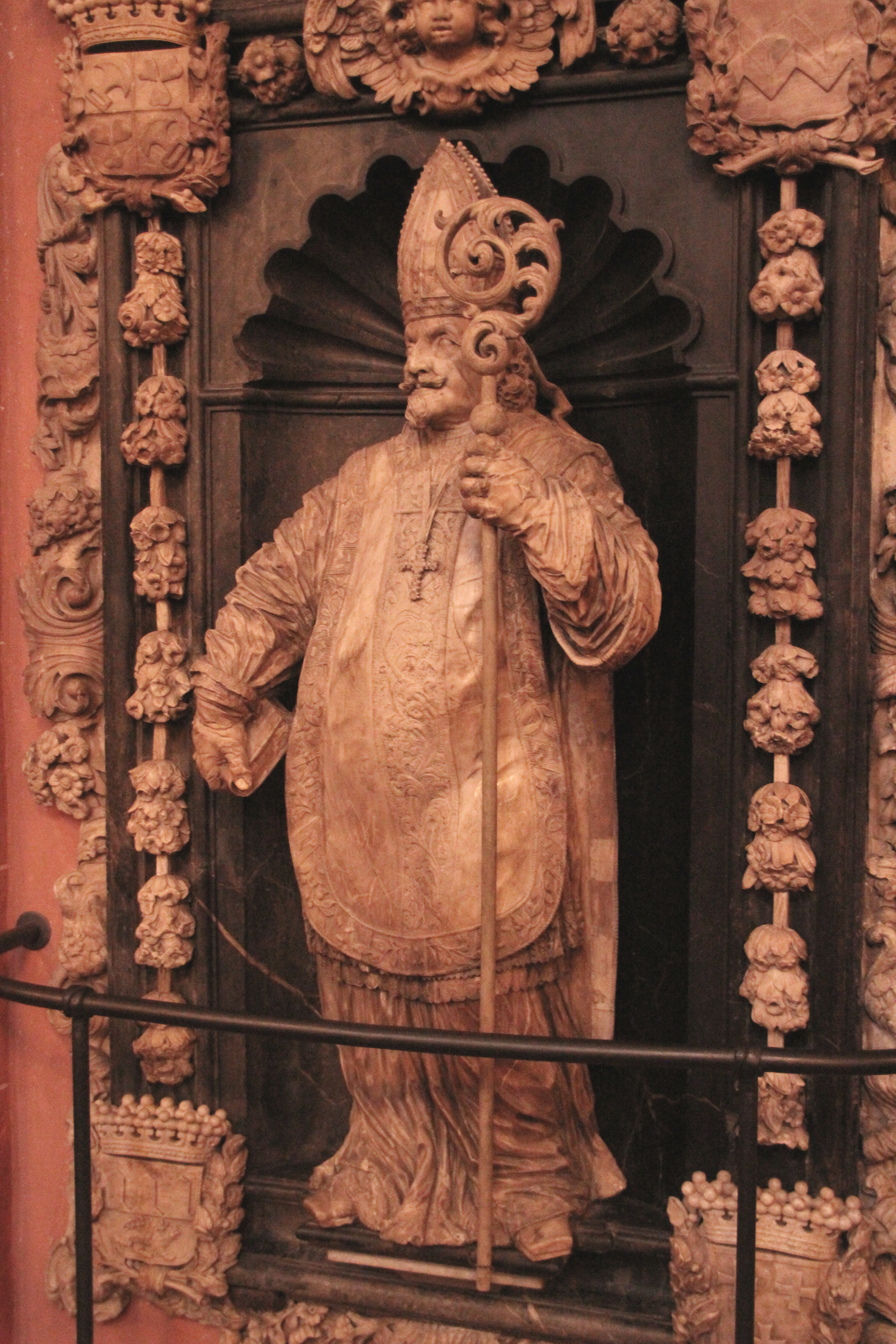
Grabmal des Fürstbischofs Franckenstein

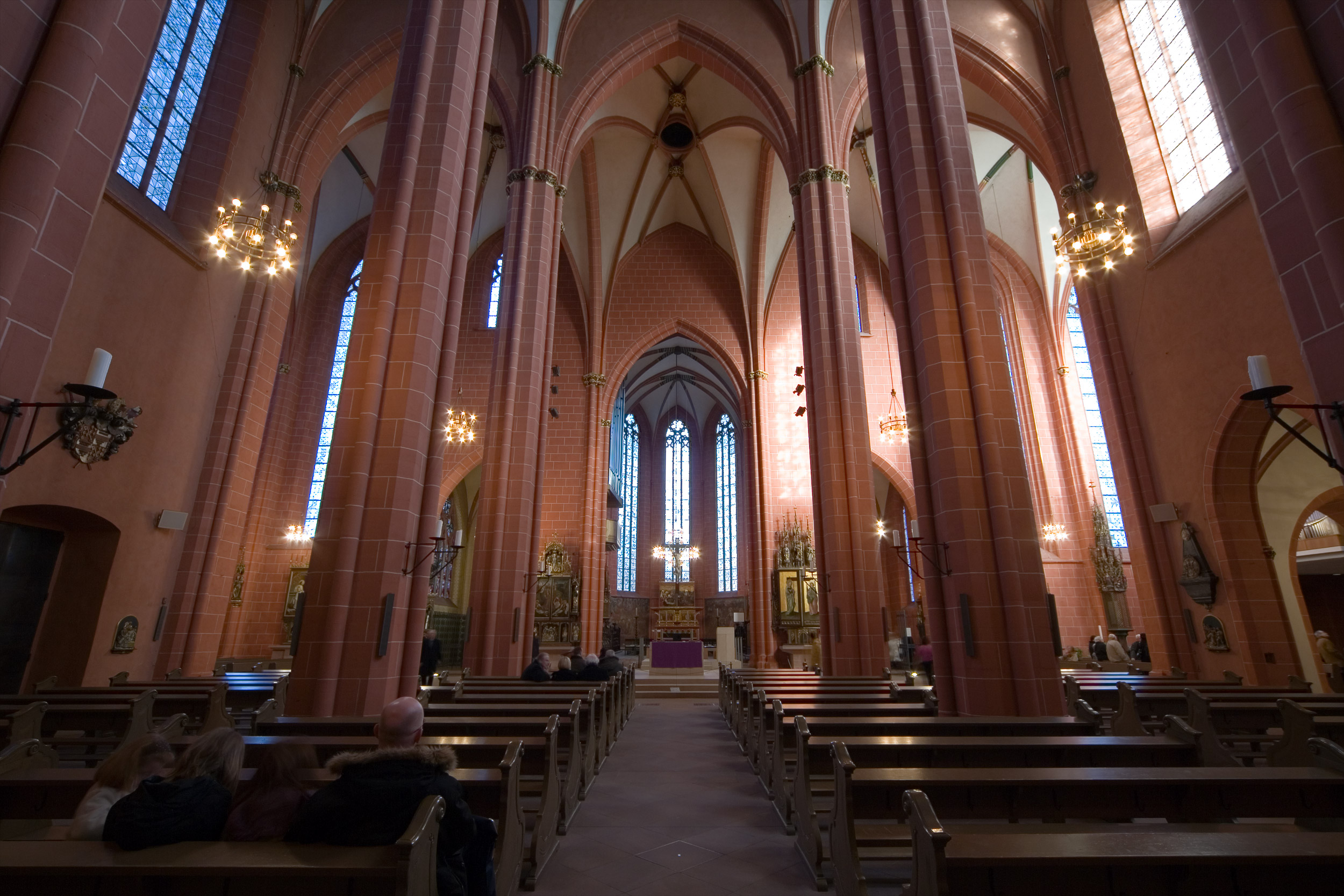
Mittelschiff nach Osten

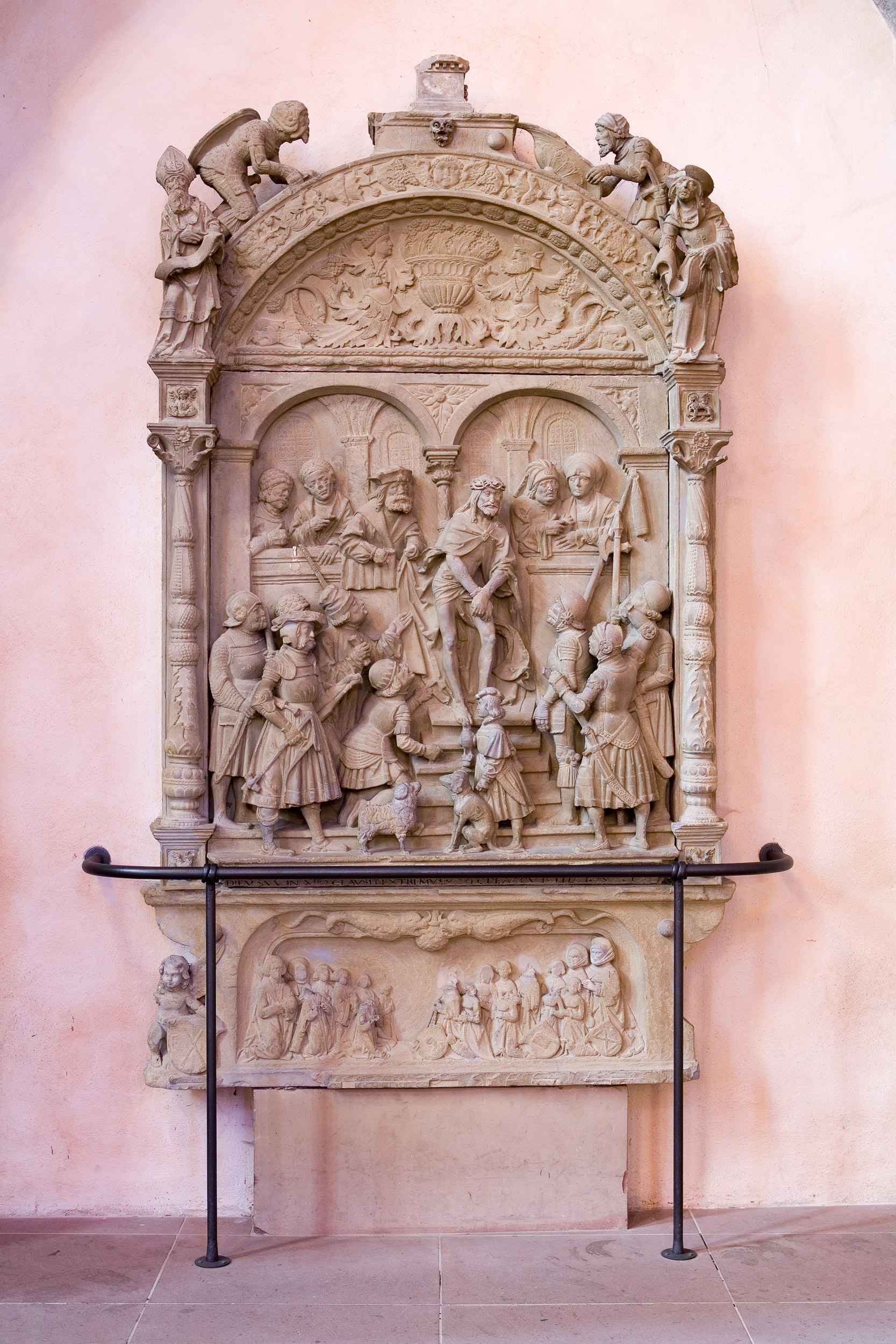
Epitaph von Andreas Hirde

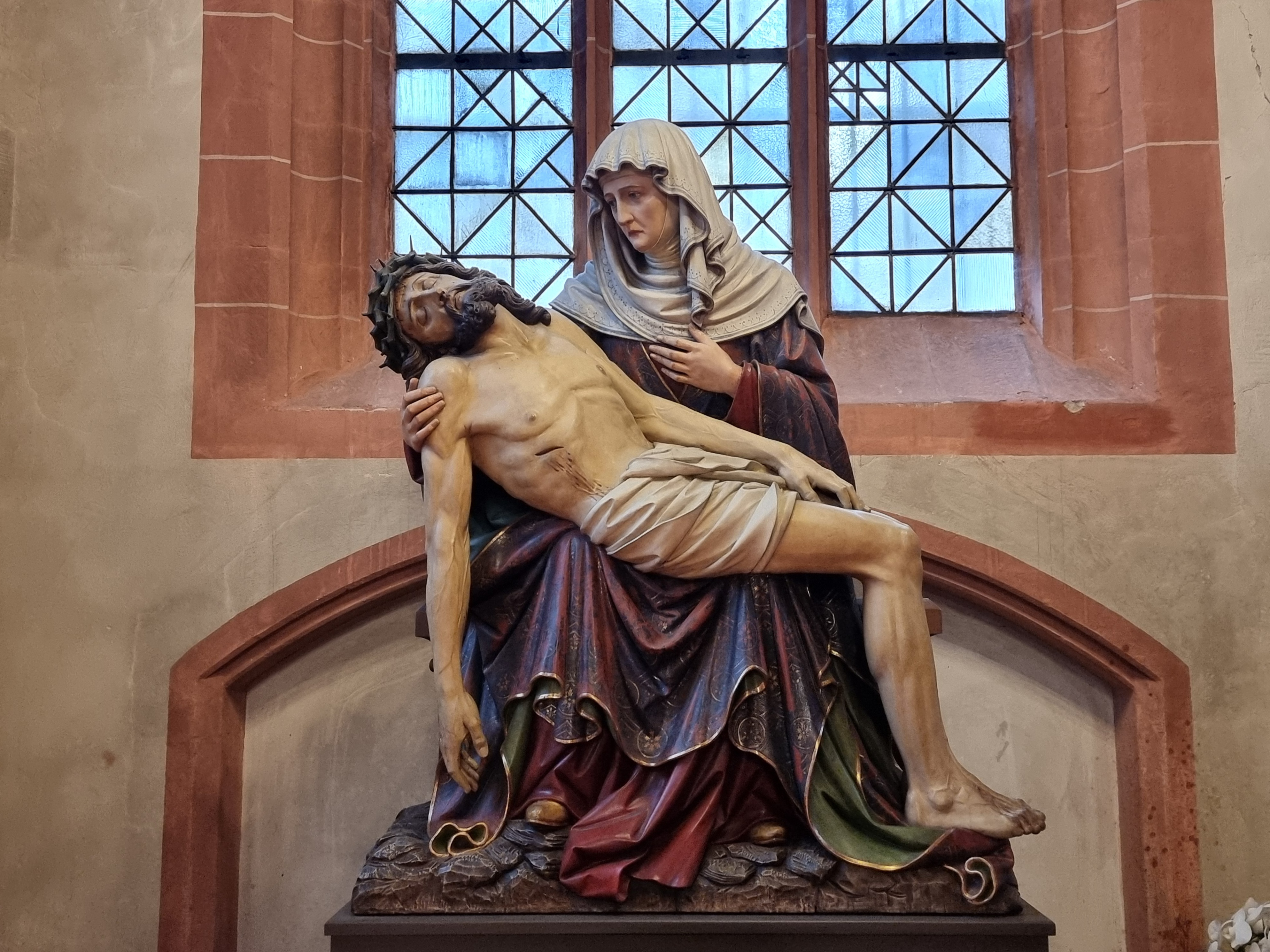
Pietà von Caspar Weis, 1913

Betritt man das Langhaus, so überrascht zuerst das leuchtende Rot der im Zuge der Innenrenovierung von 1991 bis 1994 nach Originalbefund aus dem 14. Jahrhundert rekonstruierten Farbfassung und gleich danach die Kürze des Langhauses. Von der Originalsubstanz des 13. Jahrhunderts ist nur noch wenig vorhanden, etwa die unteren Hälften der Außenmauern.
In der Rückwand, also der westlichen, finden sich noch die (vermauerten) frühgotischen Durchgänge zu den alten karolingischen Westtürmen. An der Wand des nördlichen Seitenschiffes befinden sich zahlreiche Grabdenkmäler des 16. bis 18. Jahrhunderts, darunter das prachtvolle Barockgrabmal des hier als Kriegsflüchtling gestorbenen Wormser Bischofs Johann Karl von und zu Franckenstein (1610–1691). Wertvollstes Stück ist das Epitaph des 1518 verstorbenen Ratsherrn Andreas Hirde, ein figurenreiches Werk der flämischen Frührenaissance.
Im Boden des Mittelschiffs liegt seit 1994 eine Grabplatte über dem Grab eines um 680 gestorbenen Mädchens.
Die Pfeiler des Langhauses sind quadratisch mit abgeschrägten Ecken und vier schlanken Runddiensten, die in bemalten Laubkapitellen in die Gewölberippen übergehen. Die Schlusssteine tragen Gesichter- und Pflanzenmotive, der der Turmhalle den Frankfurter Adler, das Stadtwappen.
An das südliche Seitenschiff schließt sich die 1487 in spätgotischen Formen gebaute Scheidskapelle an. Sie dient heute als Andachtsraum und Taufkapelle. Das Taufbecken wird von einem Putto getragen und stammt aus dem frühen 18. Jahrhundert. Ein ebenfalls barocker Johannes wacht über das Geschehen. In der Südwestecke steht eine viel verehrte neugotische Pietà (Caspar Weis, 1890). Die sich östlich anschließende Wolfgangskapelle (14. Jahrhundert) ist der Vorraum zum Gesprächs- und Beichtzimmer, darin ein Kreuzigungsgemälde der „Donauschule“ des 16. Jahrhunderts. Zwischen Wolfgangskapelle und südlichem Seitenschiff ist die „Rote Tür“ (1298) erhalten, im 14. Jahrhundert Ort von Gerichtsverhandlungen, nach Anbau der Kapelle zu einem offenen Bogen umgestaltet.

### Südliches Querschiff
Ersetzt wurde sie durch das 1350/51 geschaffene Südportal des Querschiffs. Zu dem schon beschriebenen mittelalterlichen Skulpturenprogramm kam 1962 eine Doppeltür mit Bronzereliefs von Hans Mettel (Propheten des Alten Testaments).
Die Dimensionen des Querschiffes entschädigen für die Kürze des Langhauses; auch seine Ausstattung ist beeindruckend. Hier finden sich die von Pfarrer Münzenberger um 1880 gesammelten Schnitzaltäre.

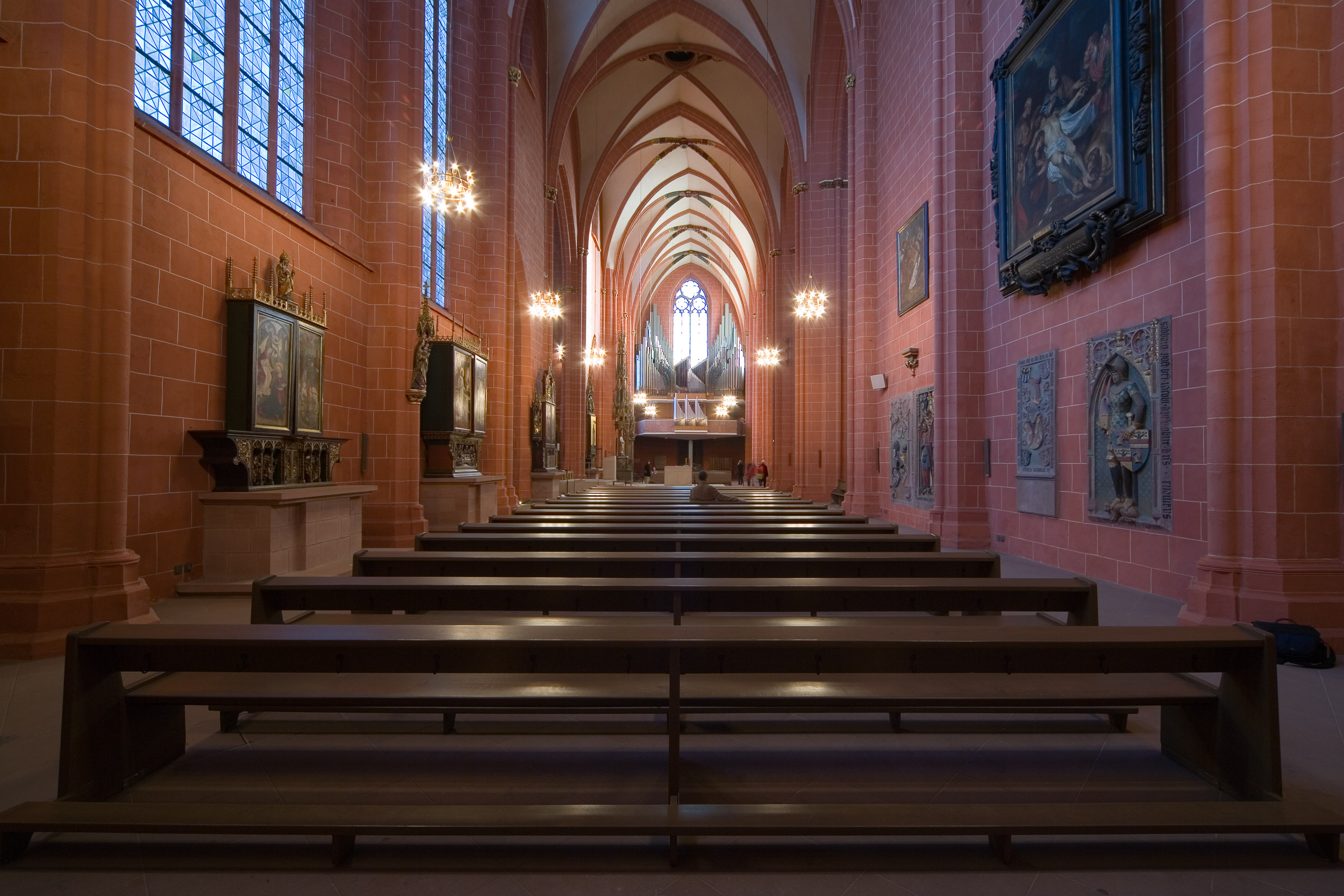
Querschiff, Blick nach Süden mit Hauptorgel (Klais 1957/1994/2008)

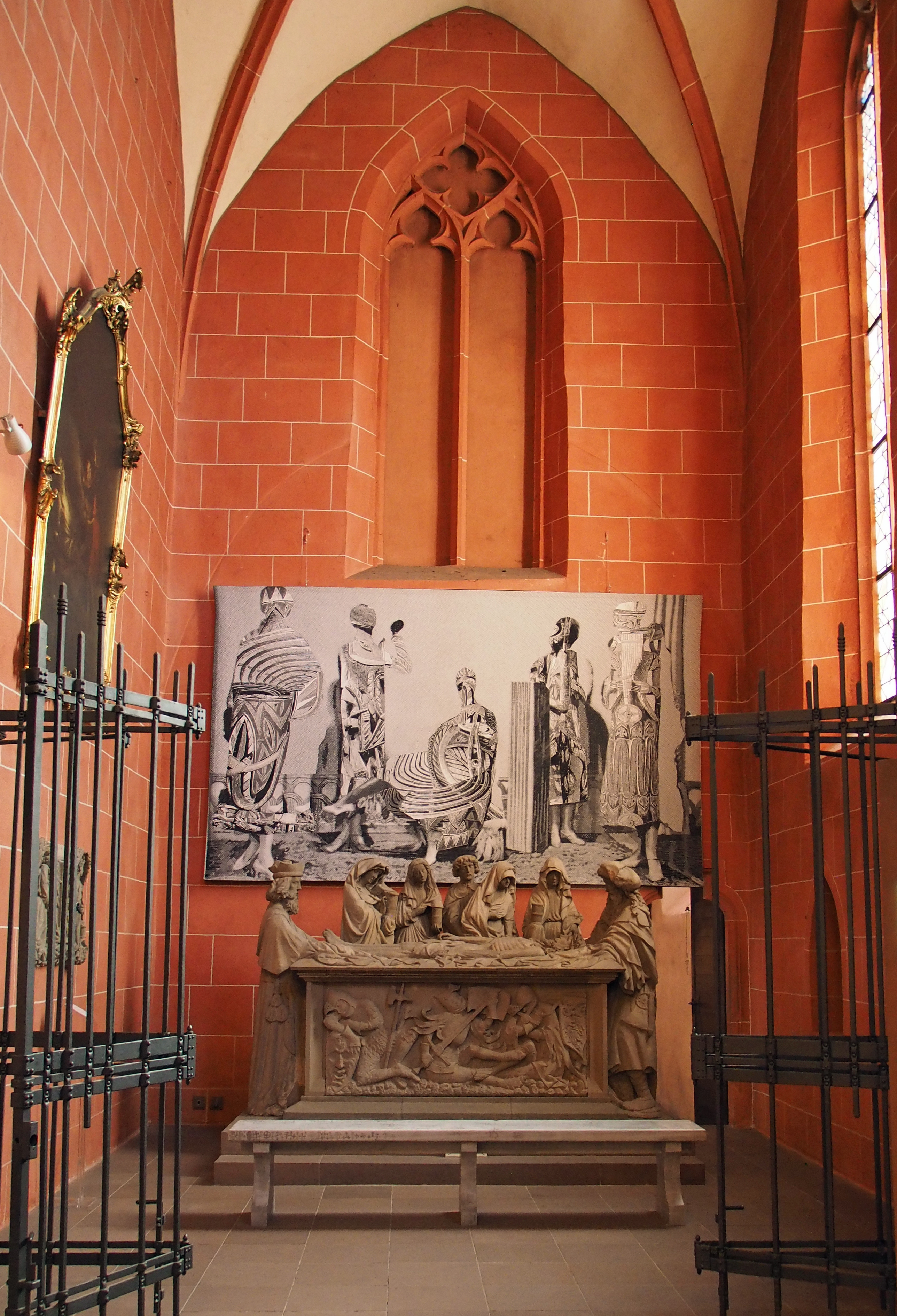
Heiliges Grab in der Magdalenenkapelle

Im südlichen Querschiff befinden sich die meisten von ihnen, meist aus der Zeit um 1500, des Weiteren ein Sakramentsgehäuse mit reichem Aufbau (Nikolaus und Michael Eseler, 1480) und eine Immaculata-Muttergottes des Speyerer Bildhauers Gottfried Renn (1818–1900) in einem gotischen Terrakotta-Baldachin (15. Jahrhundert). Über dem Portal die Orgelempore von 1957. Neben ihr, an der Westwand, der letzte Rest der Ausmalung Steinles, der 1993 restauriert wurde. Man erkennt die Versöhnung Ottos I. mit seinem Bruder Heinrich (941) und die Kreuzzugspredigt des Bernhard von Clairvaux. Gegenüber liegt ein gotisches Fresko (um 1400) mit Szenen aus dem Marienleben. Darüber hinaus befinden sich auch hier wieder zahlreiche Grabdenkmäler.
Vor der Vierung öffnet sich rechts die 1355 erbaute Magdalenenkapelle, seit der Domrenovierung von 1855 auch Christi-Grab-Kapelle genannt. Seitdem befindet sich in ihr das aus der abgerissenen Michaelskapelle stammende, 1435 gestiftete Heilige Grab. Das Altarblatt des ehemaligen Magdalenenaltars (um 1720) des tschechischen Künstlers Peter Johann Brandl hängt in einem Prunkrahmen über dem Epitaph für den Apostolischen Vikar des Nordens, Titularbischof von Spiga und Musiker Agostino Steffani, der 1728 in Frankfurt starb.
Eine enge Tür führt in die Wahlkapelle, den eigentlichen Ort der Königswahlen. Sie erhielt 1993 neue Fenster, die sich in abstrakten Darstellungen auf die Geschichte der Kapelle beziehen. Die sieben lederbezogenen Kurfürstensessel und der Adlerplattenboden haben jedoch noch Kaiserwahlen miterlebt. Auf dem neuen Altar befindet sich ein Passionstriptychon aus dem 15. Jahrhundert.
Im Zentrum des Doms, der Vierung, befindet sich die Altarinsel (Ulrich Hahn 1993), darüber ein barockes Kruzifix, das Cornelius Andreas Donett in den 1720er Jahren ursprünglich für die 1803 abgerissene Kapuziner-Kirche in Frankfurt am Main geschaffen hatte. An den Ecken zum Chor stehen im Norden der gotische Apostelabschiedsaltar von 1523 und im Süden der Liebfrauenaltar, eine süddeutsche Arbeit des 15. Jahrhunderts.

### Hoher Chor

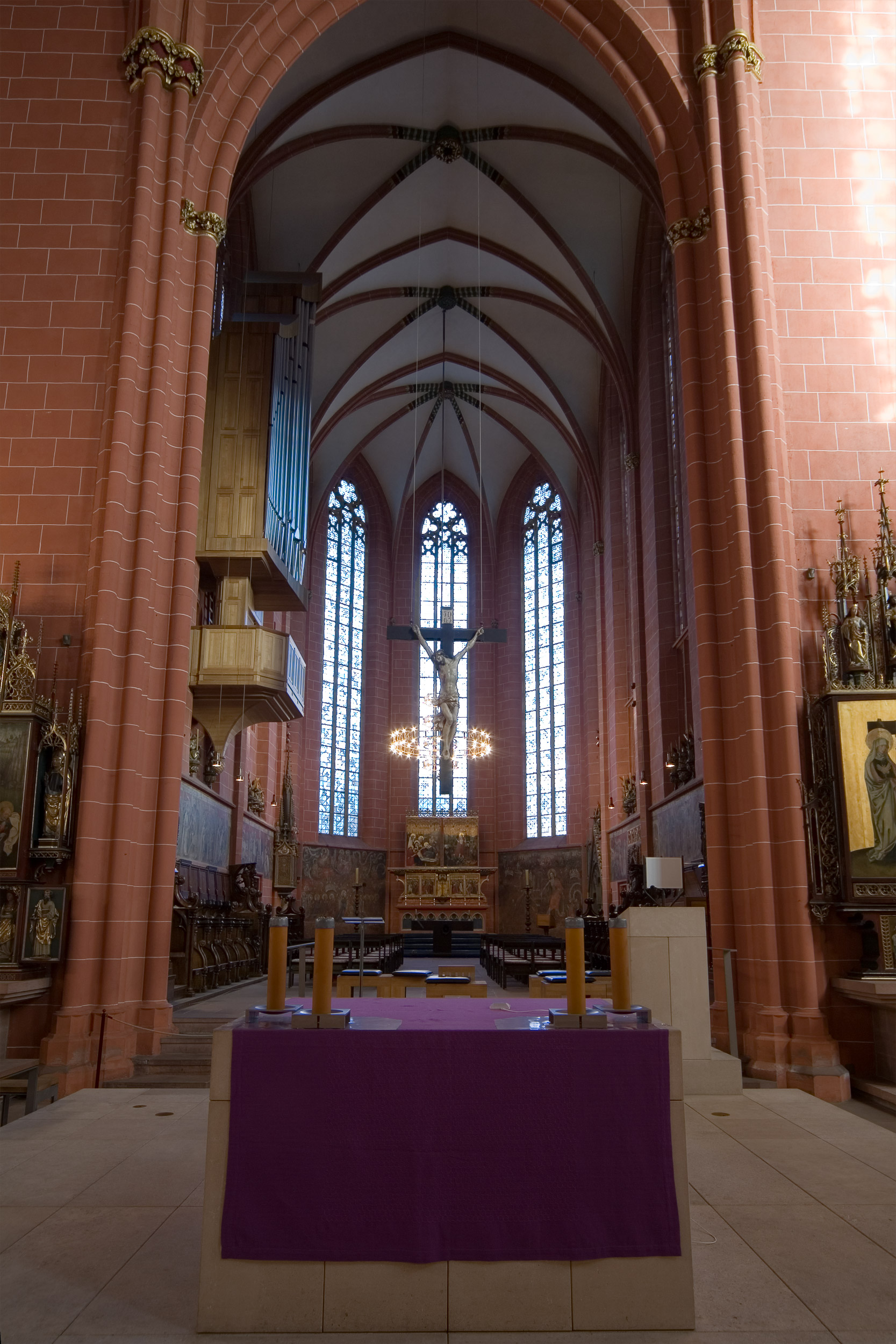
Blick in den Hochchor

Der Hohe Chor ist der besterhaltene Bauteil aus dem Mittelalter, da er von den Zerstörungen 1867 und 1944 weitgehend verschont blieb. Über einige Stufen gelangt man hinein. In seiner Mitte befindet sich der gotische Hochaltar. Auch er wurde von Pfarrer Münzenberger aus verschiedenen Teilen zusammengesetzt, das meiste stammt jedoch von einem in Vergessenheit geratenen sächsischen Altar des 15. Jahrhunderts, den Münzenberger in einer verstaubten Turmkammer der Katharinenkirche in Salzwedel abgestellt fand. Die Flügel der Predella stammen aus Franken.
An der Chorhauptwand eine Seccomalerei mit Auferstehungsszenen. Die wichtigsten Schätze des Chors sind jedoch das aus der Erbauungszeit erhaltene Chorgestühl und der darüber befindliche Bartholomäusfries von 1407.
Während das Langhaus als Pfarrkirche für das Volk genutzt wurde, diente der Chor den vornehmen Stiftsherren als eigentliche Stiftskirche. Dieser Rangunterschied machte ihn auch zu einer begehrten Begräbnisstätte für wohlhabende Persönlichkeiten. So befindet sich an der Nordwand ein Familiengrabstein (1832) der kaiserlichen Reichspostmeister von Thurn und Taxis. Gegenüber das prächtigste Grabmal im Dom für den einzigen deutschen König, der in Frankfurt begraben ist, den 1349 gestorbenen Günther von Schwarzburg. 1352 errichtete man ihm inmitten des Chores ein Tumbengrab, dessen Platte 1743 an der Südwand angebracht wurde. Sie zeigt das Relief des Königs in voller Ritterrüstung, mit Schwert und Schild sowie zwei Löwen zu seinen Füßen. Links und rechts der Maßwerköffnung, in der der König steht, die Gestalten von Heiligen und Propheten. Von der ehemaligen Tumba stammen die die Platte umgebenden Wappen seiner wenigen verbliebenen Verbündeten. Die mittelalterliche Darstellung des Königs überrascht mit einem für diese Zeit seltenen Streben nach realistischer Charakteristik.
Nördlich an den Chor schließt sich die Maria-Schlaf-Kapelle an, in der sich der gleichnamige, beeindruckende Altar (1434/38) befindet. An den Wänden dieser Kapelle ist die gesamte Ausmalung des 19. Jahrhunderts erhalten geblieben, ebenfalls die Fenster (Dixon, 1881).

### Nördliches Querschiff

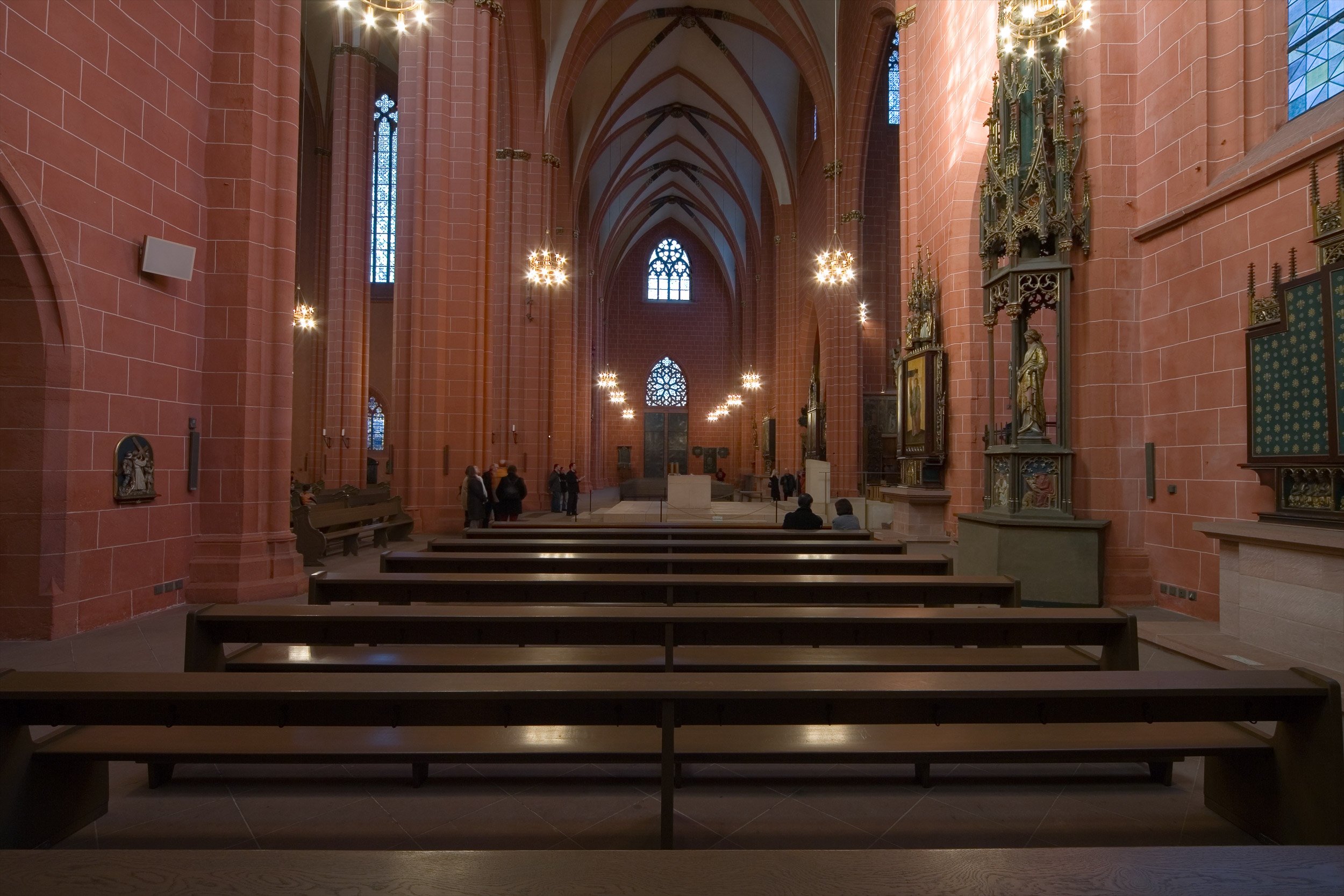
Querschiff, Blick nach Norden

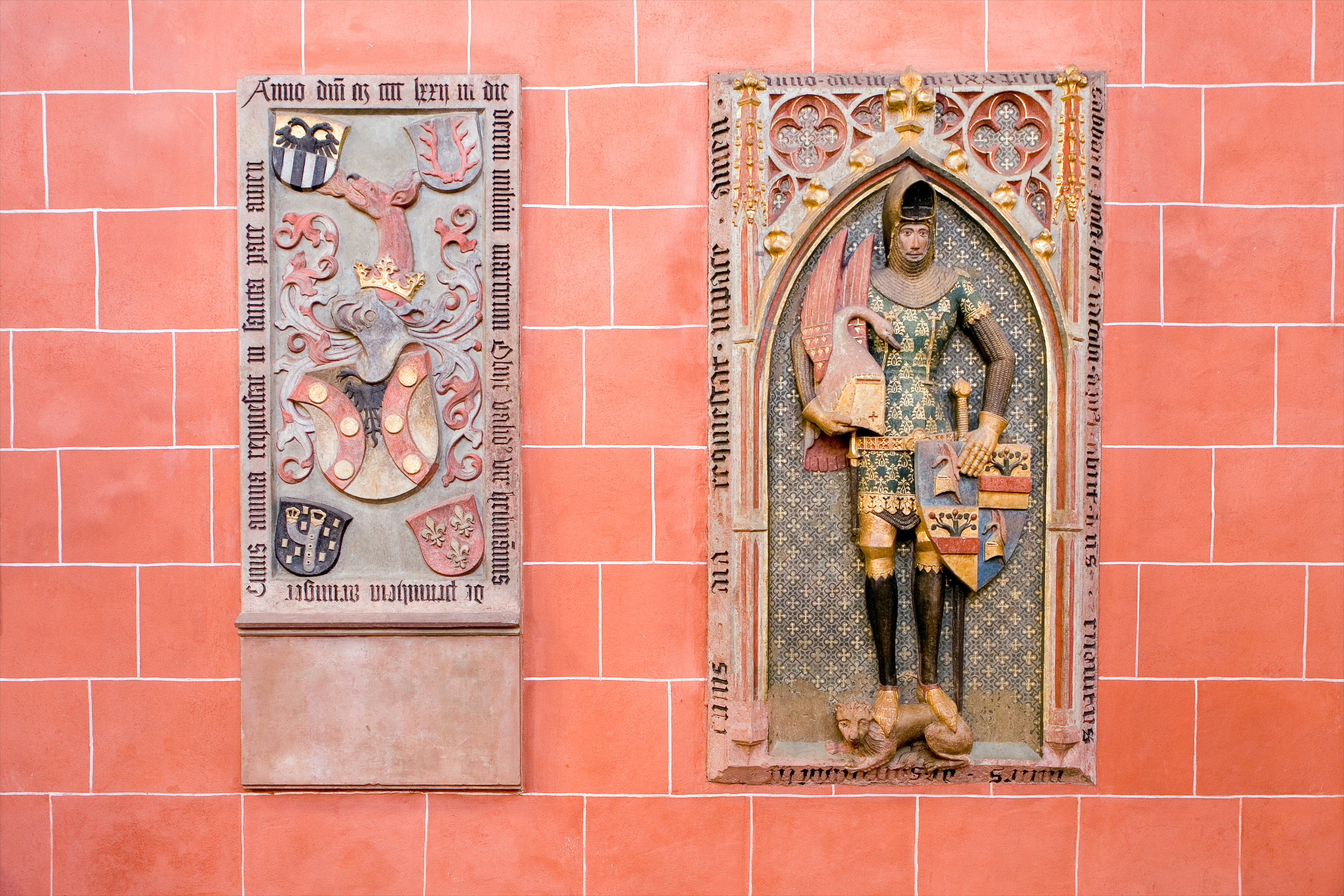
Gotische Grabplatten im nördlichen Querhaus, rechts die des Rudolf von Sachsenhausen

Im nördlichen Querhausarm stehen weitere wertvolle Altäre, so der Annenaltar, der drei spätgotische fränkische Figuren und in der Predella ein ebenfalls spätgotisches Abendmahlsrelief enthält. Auf den Innenflügeln des ansonsten neugotischen (1898) Altars verewigte der Maler Heinrich Nüttgens den verdienstvollen Stadtpfarrer Münzenberger und seinen Mitstreiter, den Geschichtsschreiber Johannes Janssen, nebst ihren Namenspatronen Franz von Assisi und Johannes dem Täufer.
Den Herz-Jesu-Altar, fertiggestellt vom Memminger Maler Ivo Strigel 1505, fand Münzenberger 1868 in der Pfarrkirche von Seth in Graubünden.
Das Nordportal besitzt seit 1965 neue, von Hans Mettel gestaltete Bronzetüren mit den Patriarchen des Alten Testaments.
An der Westwand finden sich Grabdenkmäler des 14. Jahrhunderts, so das des 1371 gestorbenen Burggrafen der Burggrafschaft Friedberg der Burg Friedberg in Friedberg (Hessen) und Stadtschultheißen von Frankfurt Rudolf von Sachsenhausen, einem Anhänger des Gegenkönigs Günther, sowie eines Angehörigen der wichtigsten Frankfurter Patrizierfamilie, des Bürgermeisters Johann von Holzhausen, gestorben 1393, und seiner 1371 verstorbenen Ehefrau Gundula Goldsteyn. Daneben sind weitere Gräber der Familie von Thurn und Taxis.
Darüber hängt ein großes Gemälde mit bewegter Geschichte: eine 1627 gemalte Kreuzabnahme von Anthonis van Dyck. Dieser malte es ursprünglich für den Erzbischof von Mainz, welcher es aber nach Fertigstellung nicht bezahlen wollte. Der verärgerte Maler schenkte das Bild schließlich einem verarmten Franziskanerkloster. Dieses freute sich über das Geschenk mitten im Krieg und verkaufte es bald weiter, was das Bild rettete: Das Kloster wurde nämlich kurz darauf von einem feindlichen Heer niedergebrannt. Das Gemälde gelangte ins Liechtensteinische Palais in Wien und von dort in den Besitz der Familie Birkenstock. Tochter Antonie heiratete später einen Frankfurter Patriziersohn, Franz Brentano, und brachte das Bild mit nach Frankfurt. Nach Brentanos Tod vermachte es die Witwe 1852 dem Bartholomäusstift. 1952 erhielt das Bild seinen heutigen Ehrenplatz im Nordquerhaus des Domes.

### Orgeln

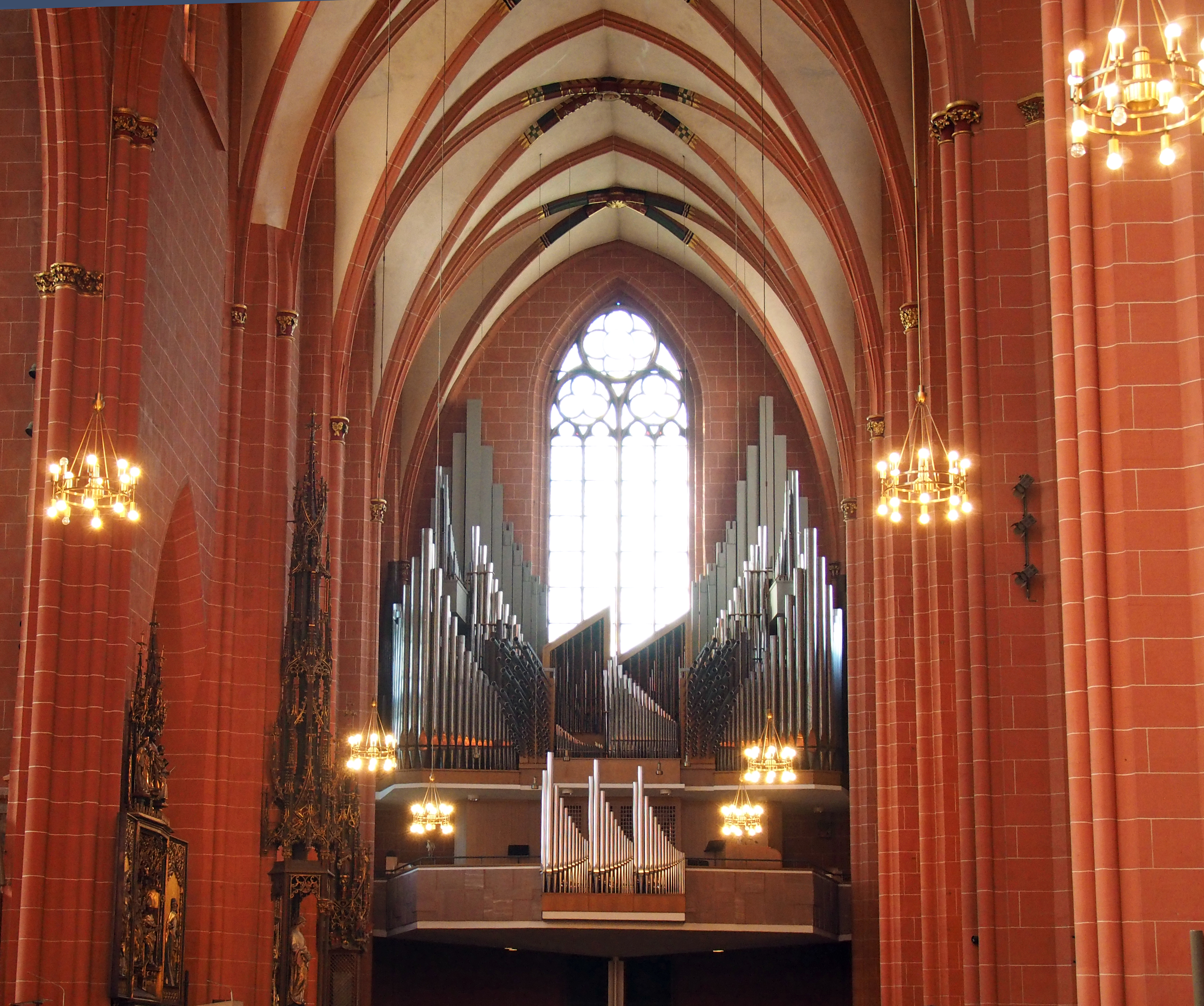
Hauptorgel

Der Dom enthält zwei Orgeln: die Hauptorgel im südlichen Querhaus, und eine Chororgel im Hochchor. Beide Instrumente können gleichzeitig erklingen, und zwar vom Spieltisch der Hauptorgel aus, und von einem elektrischen freistehenden Spieltisch im Hochchor aus. Mit zusammen 113 Registern und 8801 Pfeifen zählt sie zu den größten Orgeln Deutschlands.
Die Hauptorgel mit Freipfeifenprospekt befindet sich im südlichen Querhaus. Sie wurde 1957 von Klais als Opus 1109 im neobarocken Stil erbaut und am 11. Juni 1957 eingeweiht. 1994 wurde sie wiederum durch Klais restauriert erweitert; 2008 wurde die Trompeteria um eine Tuba mirabilis ergänzt, so dass sie heute über 85 Register auf vier Manualen verfügt.
| I Rückpositiv C–g3 |                      |        |
|                    | Rohrflöte (= Nr. 52) | 16′    |
| 01.                | Traversflöte         | 08′    |
| 02.                | Lieblich Gedackt     | 08′    |
| 03.                | Quintadena           | 08′    |
| 04.                | Salicet              | 08′    |
| 05.                | Prinzipal            | 04′    |
| 06.                | Blockflöte           | 04′    |
| 07.                | Nazard               | 2 ⁄3′  |
| 08.                | Rohrflöte            | 02′    |
| 09.                | Terz                 | 1 3⁄5′ |
| 10.                | Sifflöte             | 1 ⁄3′  |
| 11.                | Oktave               | 01′    |
| 12.                | Scharff IV–V         |        |
| 13.                | Septimecymbel III0   |        |
| 14.                | Trompette            | 08′    |
| 15.                | Cromorne             | 08′    |
|                    | Tremulant            |        |

| II Hauptwerk C–g3 |                  |        |
| 16.               | Prinzipal        | 16′    |
| 17.               | Gedacktpommer0   | 16′    |
| 18.               | Prinzipal        | 08′    |
| 19.               | Holzflöte        | 08′    |
| 20.               | Spitzgedackt     | 08′    |
| 21.               | Quinte           | 5 1⁄3′ |
| 22.               | Superoktave      | 04′    |
| 23.               | Rohrflöte        | 04′    |
| 24.               | Terz             | 3 1⁄5′ |
| 25.               | Quinte           | 2 ⁄3′  |
| 26.               | Prinzipal        | 02′    |
| 27.               | Cornett V        |        |
| 28.               | Rauschpfeife III |        |
| 29.               | Mixtur VI        |        |
| 30.               | Acuta V–VI       |        |
| 31.               | Trompete         | 16′    |
| 32.               | Trompete         | 08′    |
| 33.               | Trompete         | 04′    |
|                   | Glockenspiel     |        |

| III Oberwerk C–g3 |                  |       |
| 34.               | Prinzipal        | 08′   |
| 35.               | Rohrflöte        | 08′   |
| 36.               | Weidenpfeife     | 08′   |
| 37.               | Oktave           | 04′   |
| 38.               | Singend Gedackt0 | 04′   |
| 39.               | Flachflöte       | 02′   |
| 40.               | Septime          | 1 ⁄7′ |
| 41.               | Terzian II       |       |
| 42.               | Mixtur V–VI      |       |
| 43.               | Cymbel IV        |       |
| 44.               | Dulcian          | 16′   |
| 45.               | Schalmey         | 08′   |
| 46.               | Kopftrompete     | 04′   |
|                   | Tremulant        |       |

| Trompeteria (Auxiliaire) C–g3 |                    |        |
| 47.                           | Trompeta imperial0 | 8′/32′ |
| 48.                           | Trompeta magna     | 16′    |
| 49.                           | Tuba mirabilis     | 08′    |
| 50.                           | Trompeta real      | 08′    |
| 51.                           | Bajoncillo         | 4′/8′  |

| IV Schwellwerk C–g3 |                  |        |
| 52.                 | Rohrflöte        | 16′    |
| 53.                 | Prinzipal        | 08′    |
| 54.                 | Holzgedackt      | 08′    |
| 55.                 | Gemshorn         | 08′    |
| 56.                 | Gamba            | 08′    |
| 57.                 | Vox coelestis    | 08′    |
| 58.                 | Oktave           | 04′    |
| 59.                 | Violflöte        | 04′    |
| 60.                 | Nazard           | 2 ⁄3′  |
| 61.                 | Schwegel         | 02′    |
| 62.                 | Terz             | 1 3⁄5′ |
| 63.                 | Nonencornett VI0 |        |
| 64.                 | Mixtur VI–VIII   |        |
| 65.                 | Bombarde         | 16′    |
| 66.                 | Trompete         | 08′    |
| 67.                 | Oboe             | 08′    |
| 68.                 | Vox humana       | 08′    |
| 69.                 | Clairon          | 04′    |
|                     | Tremulant        |        |

| Pedal C–f1 |                  |     |
| 70.        | Untersatz        | 32′ |
| 71.        | Prinzipal        | 16′ |
| 72.        | Kupferflöte      | 16′ |
| 73.        | Subbass          | 16′ |
| 74.        | Oktave           | 08′ |
| 75.        | Rohrgedackt      | 08′ |
|            | Cello (= Nr. 56) | 08′ |
| 76.        | Oktave           | 04′ |
| 77.        | Koppelflöte      | 04′ |
| 78.        | Nachthorn        | 02′ |
| 79.        | Hintersatz VI    |     |
| 80.        | Mixtur VI–VIII   |     |
| 81.        | Bombarde         | 32′ |
| 82.        | Posaune          | 16′ |
| 83.        | Trompete         | 08′ |
| 84.        | Clarine          | 04′ |
| 85.        | Singend Cornett0 | 02′ |

- Koppeln: I/II, III/II, IV/II, Tromp./II, III/I, IV/I, Tromp/I, IV/III, I/P, II/P, III/P, IV/P, Tromp/P, CO.HW – I, CO.HW – II, CO.HW – III, CO.SW – I, CO.SW – II, CO.SW – III
- Spielhilfen: Setzerkombination: 128fach; Pedalumschaltung P2; FC 1, FC 2; Generalkombination A–H; Sequenzer auf/ab; Walze ab.

Die Chororgel befindet sich als Schwalbennestorgel im Hochchor und wurde 1994 von Klais erbaut. Sie hat 28 Register auf zwei Manualen und Pedal.

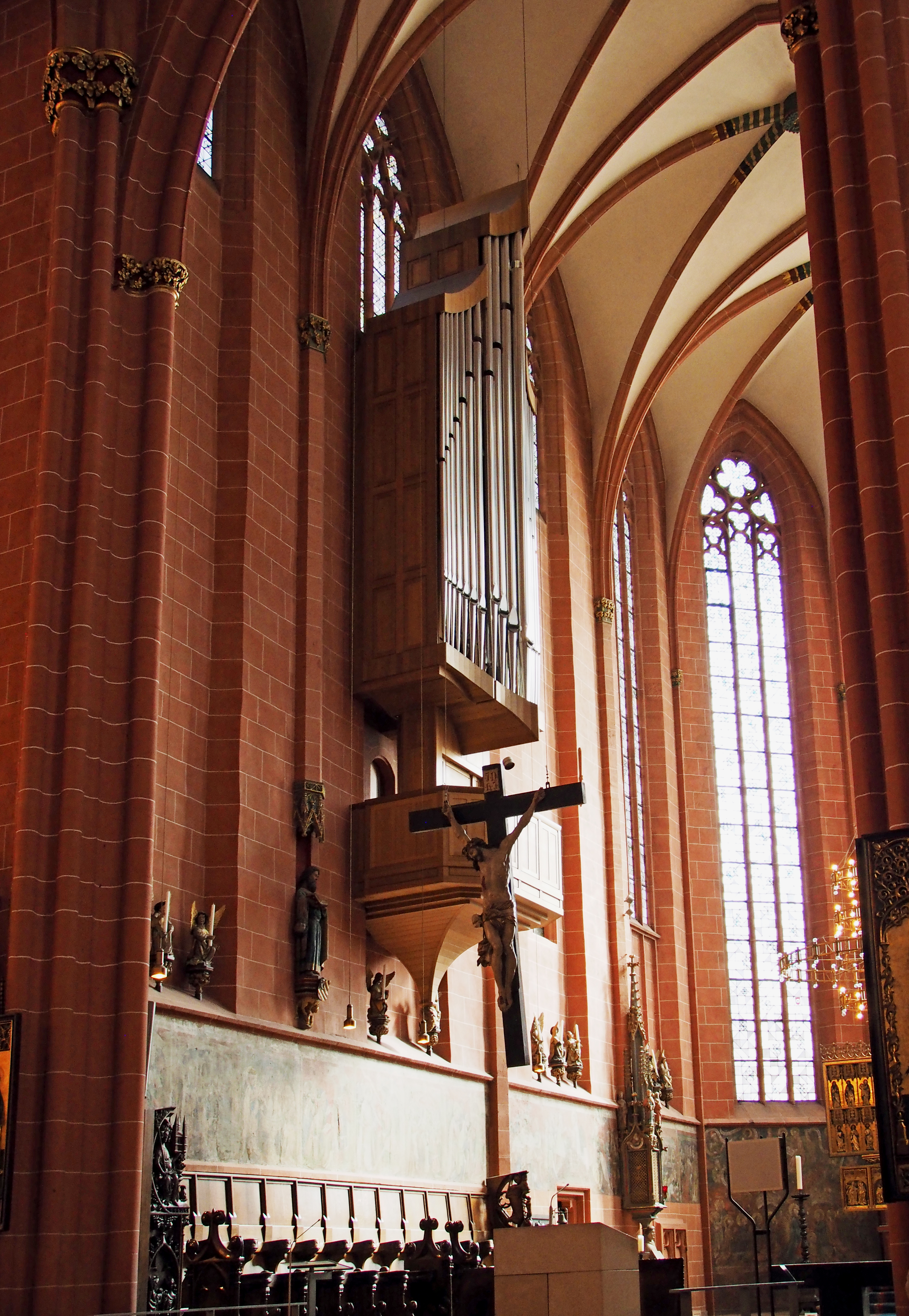
Chororgel

| I Hauptwerk C–g3 |                 |        |
| 01.              | Bourdon         | 16′    |
| 02.              | Prinzipal       | 08′    |
| 03.              | Metallflöte     | 08′    |
| 04.              | Viola di Gamba0 | 08′    |
| 05.              | Oktave          | 04′    |
| 06.              | Gedacktflöte    | 04′    |
| 07.              | Quinte          | 2 ⁄3′  |
| 08.              | Superoktave     | 02′    |
| 09.              | Terz            | 1 3⁄5′ |
| 10.              | Mixtur V        |        |
| 11.              | Trompete        | 08′    |

| II Schwellwerk C–g3 |                  |       |
| 12.                 | Copula           | 08′   |
| 13.                 | Salicional       | 08′   |
| 14.                 | Schwebung        | 08′   |
| 15.                 | Prinzipal        | 04′   |
| 16.                 | Querflöte        | 04′   |
| 17.                 | Blockflöte       | 02′   |
| 18.                 | Quinte           | 1 ⁄3′ |
| 19.                 | Sesquialtera II0 |       |
| 20.                 | Scharff IV       |       |
| 21.                 | Hautbois         | 08′   |
| 22.                 | Vox humana       | 08′   |
|                     | Tremulant        |       |

| Pedal C–f1 |              |     |
| 23.        | Subbass      | 16′ |
| 24.        | Violon       | 16′ |
| 25.        | Oktave       | 08′ |
| 26.        | Spitzflöte   | 08′ |
| 27.        | Tenoroktave0 | 04′ |
| 28.        | Fagott       | 16′ |

- Koppeln: II/I, I/P, II/P

### Glocken

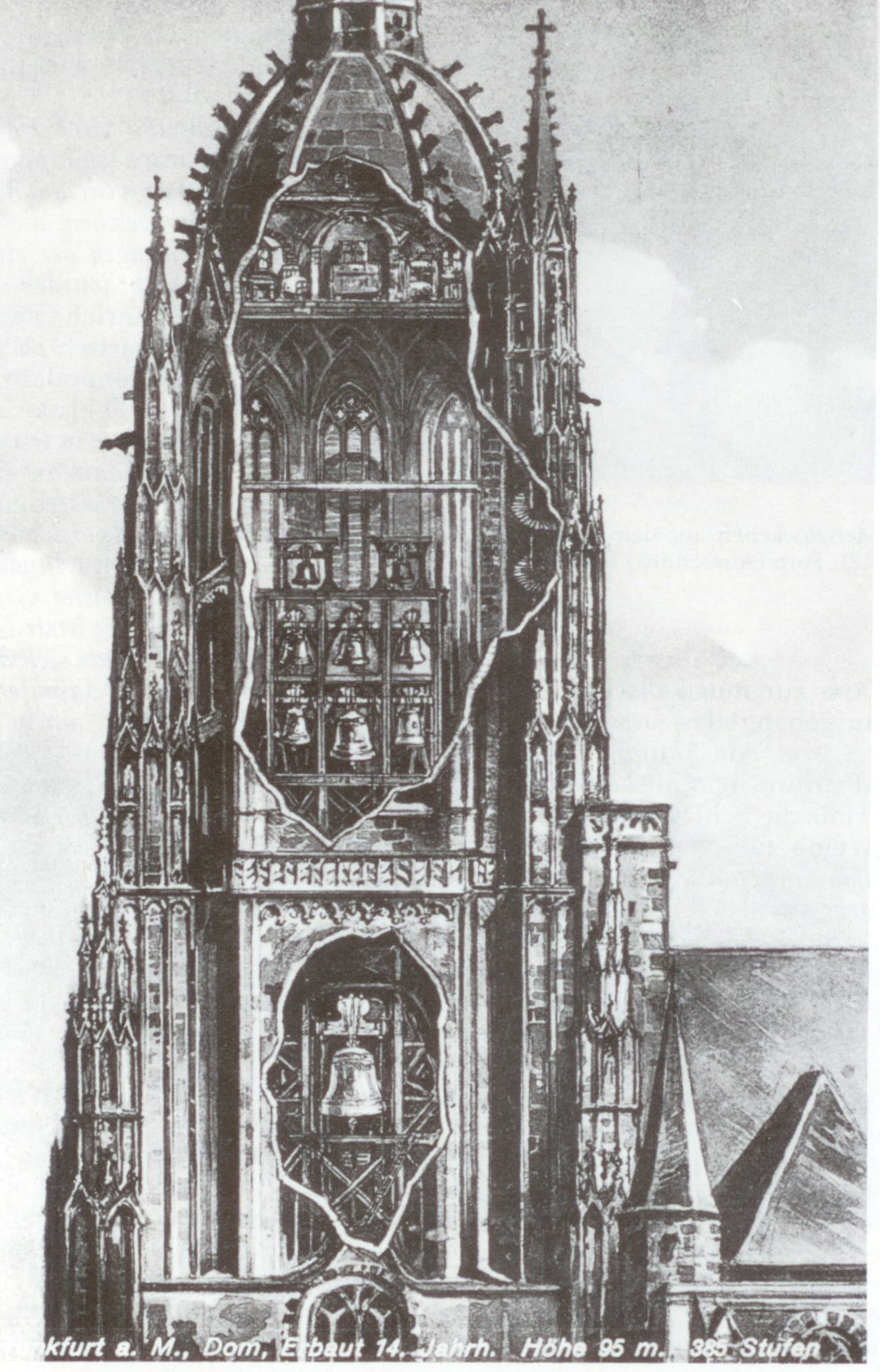
Die Glockenböden im Domturm

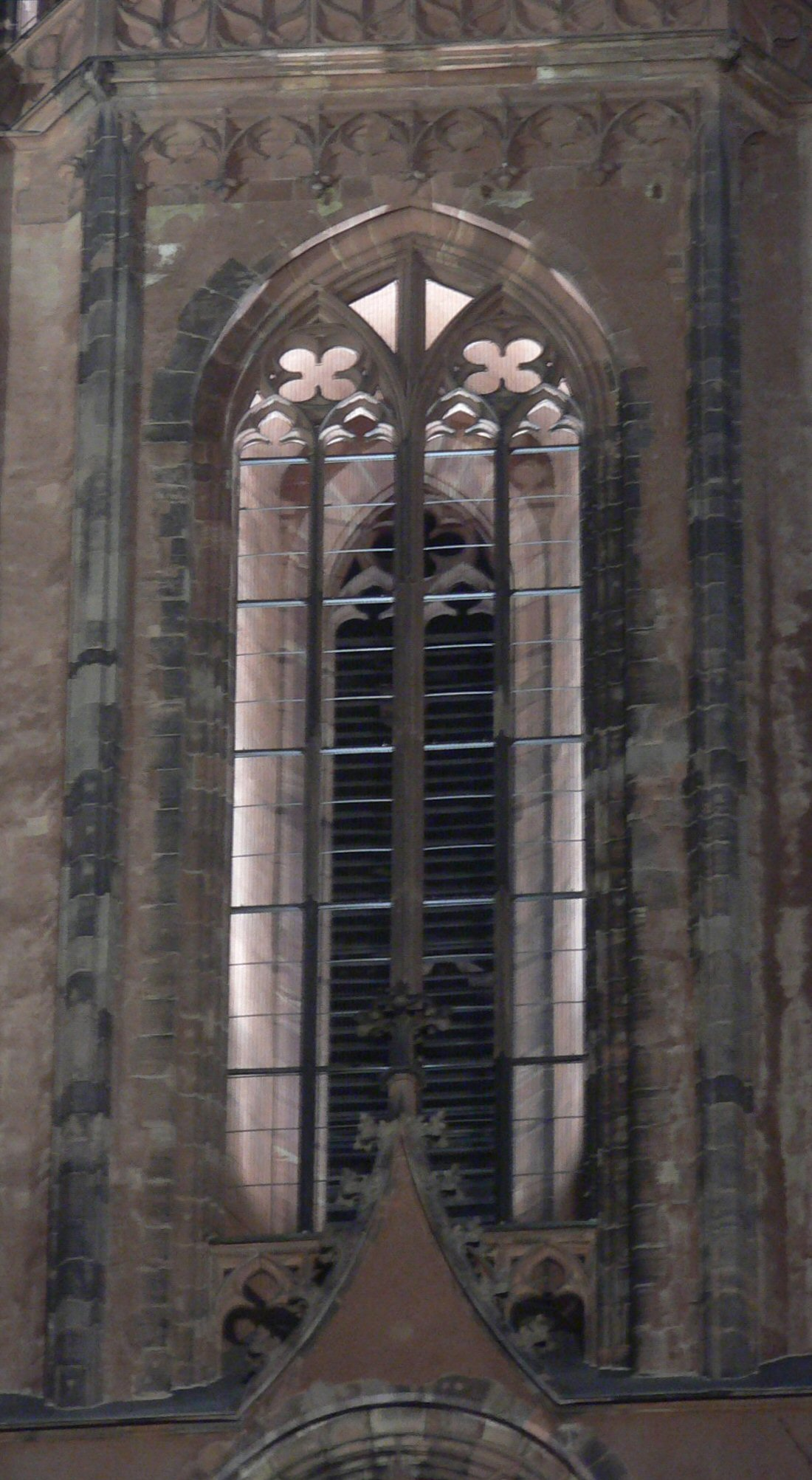
Der untere Glockenboden

Das neunstimmige Geläute des Domes wurde von Hermann Große in Dresden 1877 gegossen. Das Gesamtgewicht der Glocken beträgt 23.384,5 kg, davon entfällt die Hälfte auf die Gloriosa. Im Jahr 1987 mussten Gloriosa und Bartholomäus wegen Gussfehlern aufgeschweißt werden, wodurch sich auch ihre Abklingdauer um jeweils 60 Sekunden verlängerte.
Vier der Glocken dienen dem Uhrschlag: Den Viertelstundenschlag geben die Kleinste Glocke und Johannes (9 und 7), den vollen Stundenschlag Salveglocke und Bartholomäus an (4 und 3).
Der Dom erhielt 2005 zwei Dachreiterglocken, die 2004 von der Gießerei Petit & Gebr. Edelbrock in Gescher gegossen wurden. Sie dienen als Messglocken und sind nicht Bestandteil des Stadtgeläutes.
Die Glocken haben, mit der größten beginnend, folgende – hier nicht buchstabengetreu wiedergegebene – Inschriften (in Klammern deutsche Übersetzung).
| Nr. | Name             | Nominal (HT-1/16) | Gewicht (kg) | Durchmesser (mm) | Inschrift |
| --- | ---------------- | ----------------- | ------------ | ---------------- | --- |
| 1   | Gloriosa         | e0 +1             | 11950        | 2585             | Gloriosa nominor Guilelmus imperator dono dedit fecit I. G. Grosse Dresden MDCCCLXXVII. („Gloriosa bin ich genannt, Kaiser Wilhelm stiftete mich, J. G. Große, Dresden, schuf mich 1877“.) |
| 2   | Carolus          | a0 −4             | 4630         | 1924             | gloria tibi trinitas aequalis una deitas et ante omnia saecula et nunc et in perpetuum anno domini MDCCCLXXVII fecit I. G. Grosse Dresden. Osanna in excelsis deo. („Ehre dir Dreieinigkeit, gleich und eins in der Gottheit, wie es war vor aller Zeit so auch jetzt und in Ewigkeit. Im Jahre des Herrn 1877 fertigte mich J. G. Große, Dresden. Hosanna Gott in der Höhe“.) |
| 3   | Bartholomäus     | cis1 −3           | 2380         | 1547             | libera nos salva nos iustifica nos o beata trinitas MDCCCLXXVII fecit I. G. Grosse Dresden („Befreie uns, rette uns, rechtfertige uns, o Heilige Dreifaltigkeit. 1877 fertigte mich J. G. Große, Dresden“.) |
| 4   | Salveglocke      | e1 +1             | 1520         | 1291             | ave Maria gratia plena dns tecum („Gegrüßet seist du, Maria, voll der Gnade, der Herr sei mit Dir“.) |
| 5   | Mettenglocke     | fis1 ±0           | 984          | 1147             | Durch das Feuer bin ich geflossen XV August MDCCCLXVII zur Ehre Gottes hat man mich gegossen MDCCCLXXVII I. G. Grosse Dresden. |
| 6   | Kleine Uhrglocke | gis1 −4           | 690          | 1020             | turris fortissima nomen domini ad ipsum currit iustus et exaltabitur. („Der stärkste Turm ist der Name des Herrn, zu ihm geht der Gerechte und wird erhöht werden“.) |
| 7   | Johannes         | a1 ±0             | 552          | 946              | soli deo gloria Gott allein die Ehre. Im Namen Gottes floss ich, I. G. Grosse in Dresden goss mich. |
| 8   | Zeitglocke       | h1 −1             | 403          | 851              | gloria in excelsis deo et in terra pax hominibus bonae voluntatis MDCCCLXXVII („Ehre sei Gott in der Höhe und Friede auf Erden den Menschen seines Wohlgefallens 1877“.) |
| 9   | Kleinste Glocke  | cis2 +5           | 276          | 752              | o rex gloriae veni cum pace MDCCCLXXVII („O König der Herrlichkeit, komme mit Frieden 1877“.) |

### Turmbesteigung
Es besteht ganzjährig täglich die Möglichkeit gegen einen geringen Eintritt den Domturm über ein Treppenhaus zu besteigen. Nach 328 Stufen erreicht man die Aussichtsplattform in 66 m Höhe.

## Anhang

### Maße
- Gewölbehöhe innen: 23,20 Meter
- Gewölbehöhe des Langhauses bis 1867: etwa 17 Meter
- Länge des Querhauses (inkl. Vierung): 64 Meter
- Ost-West-Achse (ohne Turmhalle): 64 Meter
- Breite des Querhauses: 11 Meter
- Höhe des Westturms: 94,75 Meter
- Höhe des Westturms, vor 1867: 72,50 Meter

### Liste der Dombaumeister seit Baubeginn des Pfarrturms
Pfarrturm Bauphase I: Erdgeschoss, I. Obergeschoss
- Madern Gerthener (1415–1430)

Bauphase II: I. Obergeschoss
- Leonhard Murer (1431–1434)
- Michel Kurtze (1434–1438)

Bauphase III: I. Obergeschoss, Oktogon
- Jost Schilder (1439–1462)
- Bartholomäus Murer (1462–1474, nur geringe Bautätigkeit)

Bauphase IV: Oktogon
- Hans Flücke von Ingelheim (1483–1491)

Bauphase V: Oktogon und vorläufiger Bauabschluss
- Nikolaus Queck (1490–1497)
- Jakob Bach von Ettlingen (1499–1514)

Wiederaufbau nach dem Dombrand, Vollendung der Laterne:
- Franz Josef Denzinger (1869–1880)

Den Wiederaufbau nach dem Zweiten Weltkrieg 1948–1953 leiteten die Architekten Hermann Mäckler und Alois Giefer. Seit 2007 führt der im städtischen Hochbauamt für die Dotationskirchen zuständige Architekt offiziell den Titel Dombaumeister. Bis 2019 war dies Robert Sommer, seine Nachfolgerin ist Julia Lienemeyer.

### Chronik der Bautätigkeiten
- Vorgängerbauten (7.–13. Jahrhundert)
  - Um 680: merowingische Saalkirche (Bau I)
  - Um 790: karolingische Saalkirche (Bau II) in den Maßen des heutigen Mittelschiffs
  - Um 820: Erweiterung (Bau IIa), Verbindungsgang zur Königspfalz
  - ~844–852: Salvatorbasilika (Bau III)
  - 1238–1239: Romanischer Chor, Renovierung des karolingischen Baus, Ausbau des Westwerks (Bau IV)
- 1250–1269: Frühgotisches Langhaus (Bau V)
- Hochgotische Bauphase (1315–1369)
  - 1315–1349: Hoher Chor
  - 1346–1353: Nördliches Querschiff
  - 1352–1358: Südliches Querschiff
- Kleinere Bauteile
  - 1351: Marienkapelle, Sakristei, Wiederaufbau des Chordaches nach Brand
  - 1355: Magdalenenkapelle, Wolfgangkapelle
  - 1418: Kreuzgang
  - 1425 Ff.: Stiftsbücherei (Wahlkapelle)
  - 1487: Scheidskapelle
- Westturm (1415–1514)
  - 1415–1423: Westturm, erstes Geschoss
  - 1423–1472: Westturm, zweites Geschoss
  - 1483–1508: Westturm, drittes Geschoss
  - 1508–1514: Westturm, provisorische Flachkuppel
- Umgestaltungen und Restaurierungen (1700 bis heute)
  - 1700–1711: Barockisierung, Abriss des Lettners, weiße Wandfassung
  - 1854–1856: Renovierung, Re-Gotisierung, neue Ausmalung
  - 1869–1880: Wiederaufbau nach Brand, Vollendung des Westturms und des Langhauses, Ausmalung
  - 1948–1955: Wiederaufbau nach Bomben-Zerstörung mit Brand, schlichte Wandfassungen
  - 1972–1977: Instandsetzung des Westturms
  - 1991–1994: Innensanierung, teilweise Wiederherstellung der gotischen Wandfassungen, archäologische Grabungen
  - 2000–2009: Instandsetzung des Westturms
  - Beendigung der in 3 Bauabschnitten durchgeführten Instandsetzungsarbeiten des Westturms im Jahre 2009

### Kaiserkrönungen im Frankfurter Dom
- 30. November 1562: Maximilian II. (Königskrönung)
- 24. Juni 1612: Matthias
- 9. September 1619: Ferdinand II.
- 1. August 1658: Leopold I.
- 22. Dezember 1711: Karl VI.
- 12. Februar 1742: Karl VII.
- 4. Oktober 1745: Franz I.
- 3. April 1764: Joseph II. (Königskrönung)
- 9. Oktober 1790: Leopold II.
- 14. Juli 1792: Franz II.

### Weihen der Salvator- und Bartholomäuskirche
- 1. September 852 durch Rabanus Maurus, Erzbischof von Mainz (Salvatorbasilika)
- 24. August 1239 durch Ludolf I., Bischof von Ratzeburg (romanischer Chor)
- 13. April 1349 durch Heinrich III. von Appoldia, Bischof von Lavant (hochgotischer Chor)
- 14. Oktober 1548 durch Sebastian von Heusenstamm, Erzbischof von Mainz (nach der Rekatholisierung des Doms)
- 14. April 1878 (Festgottesdienst nach Abschluss des Wiederaufbaus)

## Frankfurter Domsingschule
Die 2011 gegründete Frankfurter Domsingschule ist ein gemischter ökumenischer Kinder- und Jugendchor, der nicht nur zahlreiche Messen und Evensongs im Kaiserdom begleitet, sondern auch bei offiziellen Empfängen und Eröffnungen mitwirkt. Jedem Sänger wird, unabhängig von der Konfession, eine kostenlose gesangliche Grundausbildung in regelmäßigen Proben sowie in Einzel- und Gruppenstimmbildung oder auch mit musikalischer Früherziehung vermittelt. Diese umfangreiche Grundausbildung ist einmalig für Frankfurt. Inzwischen hat die Domsingschule mehr als 160 Sänger unter der Leitung von Andreas Boltz.

## Der Dom als katholische Pfarrkirche
Der Dom ist die größte Kirche des römisch-katholischen Bistums Limburg. Im Zuge der Neuordnung der katholischen Pfarreien der Frankfurter Innenstadt wurden zum 1. Januar 2014 die Pfarreien Allerheiligen, St. Bernhard, St. Ignatius und St. Antonius sowie die Pfarrvikarie Liebfrauen Frankfurt der Dompfarrei St. Bartholomäus Frankfurt zugepfarrt (unio extinctiva). Die bisherigen Gemeinden bleiben als Kirchorte bestehen und sollen für ein aktives und interessantes Gemeindeleben sorgen.
Zu Ehren des Stadtpatrons Bartholomäus veranstaltet die Katholische Kirche jedes Jahr am Sonntag nach dem 24. August, dem Gedenktag des Heiligen, das Stadtkirchenfest in Frankfurt. Pilgergruppen verehren die Schädelplatte des Apostels dabei in einer Prozession. Nach dem Festgottesdienst findet das eigentliche Fest auf dem Domplatz mit Essen, Trinken, Musik und Gesprächen statt. Verschiedene Initiativen und Gruppen stellen sich mit Standaktionen vor. Nach dem Stadtkirchenfest wird die Bartholomäusplakette in der Bartholomäusvesper an zwei verdiente Mitglieder der Stadtkirche verliehen.
Jährlich wird im Dom am letzten Samstag des Januar das Karlsamt gefeiert; dieses Pontifikalamt zu Ehren von Karl dem Großen erinnert seit 1332 an dessen Todes- und Gedenktag, den 28. Januar. Heute steht im Vordergrund die Idee eines im Christentum geeinten Europas, als dessen Repräsentant Karl gilt. Für die Predigt wird deshalb in der Regel ein Kardinal oder Bischof aus dem europäischen Ausland eingeladen.
Gemäß den Statuten des Limburger Domkapitels gehört der Pfarrer an der Domkirche St. Bartholomäus in Frankfurt dem Limburger Domkapitel als nichtresidierender Kapitular an.

### Hauptwerke
- Johann Georg Battonn: Oertliche Beschreibung der Stadt Frankfurt am Main – Band III. Verein für Geschichte und Alterthumskunde zu Frankfurt am Main, Frankfurt am Main 1864 (online).
- Johann Georg Battonn, Ernst Kelchner: Der Kaiserdom zu Frankfurt a.M. Beiträge zur Geschichte des St. Bartholomäus-Stiftes und seiner Kirche. Verlag von Franz Benjamin Auffahrt, Frankfurt am Main 1869 (online).
- Andrea Hampel: Der Kaiserdom zu Frankfurt am Main. Ausgrabungen 1991–1993 (Beiträge zum Denkmalschutz in Frankfurt am Main, Band 8). Rolf Angerer Verlag, Nußloch 1994.
- Jakob Herr: Bilder aus dem katholischen Leben der Stadt Frankfurt a.M. im Lichte der Domweihe. Festschrift zur 700-Jahr-Feier der Einweihung des Kaiserdomes (St. Bartholomäus-Kirche). Herdersche Buchhandlung, Frankfurt am Main 1939.
- Hochbauamt der Stadt Frankfurt am Main (Hrsg.): Der Frankfurter Domturm. Stadtbild, Geschichte, Restaurierung. Deutsche Stiftung Denkmalschutz, Monumente Publikationen, Bonn 2009, ISBN 978-3-86795-017-6.
- Wolf Erich Kellner: Das Reichsstift St. Bartholomäus zu Frankfurt am Main im Spätmittelalter (Studien zur Frankfurter Geschichte, 1). Verlag Waldemar Kramer, Frankfurt am Main 1962.
- Johann Bernhard Müller: Historische Nachricht Von dem weit berühmten Kayerlichen Wahl- und Dom-Stifft S. Bartholomaei in Franckfurt welche Aus denen bewährtesten Schrifften und Urkunden verfasset, und als den ersten Theil der Franckfurtischen Kirchen-Geschichten dargelegt. Stock und Schilling, Franckfurt am Mayn 1746.
- Benedict Jacob Römer-Büchner: Die Wahl- und Krönungs-Kirche der deutschen Kaiser zu St. Bartholomäi in Frankfurt am Main. Verlag von Heinrich Keller, Frankfurt am Main 1857 (online).
- Guido Schoenberger: Beiträge zur Baugeschichte des Frankfurter Doms (Schriften des Historischen Museums III.). Verlag Englert & Schlosser, Frankfurt am Main 1927.
- Ulrike Schubert: Alter Pfarrthurm, neu geboren – Zur Wiederherstellung und zum Ausbau des Frankfurter Domturms unter Franz Joseph Denzinger. Tectum Verlag, Marburg 2015, ISBN 978-3-8288-3523-8.
- Elsbeth de Weerth: Die Ausstattung des Frankfurter Domes. Verlag Waldemar Kramer, Frankfurt am Main 1999, ISBN 3-7829-0498-2.
- Carl Wolff: Der Kaiserdom in Frankfurt am Main. Eine baugeschichtliche Darstellung. Verlag Carl Jügel, Frankfurt am Main 1892. (online)

### Weiterführende Werke
- Hartwig Beseler, Niels Gutschow: Kriegsschicksale Deutscher Architektur. Verluste – Schäden – Wiederaufbau. Eine Dokumentation für das Gebiet der Bundesrepublik Deutschland. Band II: Süd. Panorama Verlag, Wiesbaden 2000, ISBN 3-926642-22-X.
- Nicola Borger-Keweloh: Die mittelalterlichen Dome im 19. Jahrhundert. Verlag C. H. Beck, München 1986, ISBN 3-406-31248-9.
- Folkhard Cremer (Bearb.): Handbuch der deutschen Kunstdenkmäler. Hessen II. Regierungsbezirk Darmstadt. Deutscher Kunstverlag, München 2008, ISBN 978-3-422-03117-3.
- Klaus Greef (Hrsg.): Die Orgeln des Kaiserdomes St. Bartholomäus Frankfurt am Main. Lade, Langen bei Bregenz 1994.
- Ernst-Dietrich Haberland: Madern Gerthener „der Stadt Franckenfurd Werkmeister“. Baumeister und Bildhauer der Spätgotik. Verlag Josef Knecht, Frankfurt am Main 1992, ISBN 3-7820-0654-2.
- Julian Hanschke: Ein unbekannter mittelalterlicher Grundrissplan des Frankfurter Domturmes. In: INSITU. Zeitschrift für Architekturgeschichte 4 (2/2012), S. 195–206.
- August Heuser, Matthias Theodor Kloft: Der Frankfurter Kaiserdom. Geschichte – Architektur – Kunst (Große Kunstführer, 217). Schnell & Steiner, Regensburg 2006, ISBN 3-7954-1687-6.
- Carl Maria Kaufmann: Der Frankfurter Kaiserdom. Seine Denkmäler und seine Geschichte. Ein Wegweiser durch seine Sehenswürdigkeiten und Kunstschätze. Vierte, verbesserte Auflage. Verlag Josef Kösel & Friedrich Pustet, München 1922.
- Hans-Jürgen Kotzur, Hildegard Lütkenhaus: Der Frankfurter Domschatz. Band 2 – Die Gold- und Silberarbeiten: liturgische Gefäße und Geräte 15. bis 20. Jahrhundert. Verlag Waldemar Kramer, Frankfurt am Main 1994, ISBN 3-7829-0439-7.
- Ernst Mack: Von der Steinzeit zur Stauferstadt. Die frühe Geschichte von Frankfurt am Main. Verlag Josef Knecht, Frankfurt am Main 1994, ISBN 3-7820-0685-2.
- Karl Heinrich Rexroth (Hrsg.): 750 Jahre Frankfurter Kaiserdom Sankt Bartholomäus. 1239–1989 (Kleine Schriften des Historischen Museums Frankfurt am Main, 45). Historisches Museum, Frankfurt am Main 1989, ISBN 3-89282-016-3.
- Heinrich Schüßler: Der Dom zu Frankfurt (Kleine Frankfurter Reihe, 11). Verlag Waldemar Kramer, Frankfurt am Main 1951.
- Wolf-Christian Setzepfandt: Architekturführer Frankfurt am Main / Architectural Guide. 3. Auflage. Dietrich Reimer Verlag, Berlin 2002, ISBN 3-496-01236-6, S. 3 (deutsch, englisch).
- Karen Stolleis: Der Frankfurter Domschatz. Band 1 – Die Paramente: liturgische Gewänder und Stickereien 14. bis 20. Jahrhundert. Verlag Waldemar Kramer, Frankfurt am Main 1992, ISBN 3-7829-0421-4.
- Karen Stolleis: Der Frankfurter Domschatz. Band 3 – Inventare und Verzeichnisse: Quellen zur Geschichte des Domschatzes. Verlag Waldemar Kramer, Frankfurt am Main 1994, ISBN 3-7829-0440-0.
- Carl Wolff, Rudolf Jung: Die Baudenkmäler in Frankfurt am Main. Band I. Kirchenbauten. Frankfurt am Main 1896 (online, PDF 50273 kB)
- Bettina Schüpke: Alexander Linnemann und die verlorenen Glasmalereien für den Frankfurter Dom nach dem Brand 1867. Textband. Band 1, 2002.